# Botmeur
Botmeur [bɔtmœʁ] est une commune française du département du Finistère et de la région Bretagne ; elle fait partie de Monts d'Arrée Communauté.

## Toponymie
Botmeur vient du breton « bod » (résidence) et « meur » (grand). Botmeur, ancienne chapelle domestique, doit son nom au manoir ou château de Botmeur, propriété des seigneurs du Botmeur, puis de la Marche, en la paroisse de Berrien. Le territoire de Botmeur s'étend sur le versant sud de la montagne d'Arrée, entre Roc'h Trevezel, Torgen-Sant-Mikel (mont Saint-Michel de Brasparts) et le marais du Yeun Elez.

## Géographie

### Description
| - Carte topographique de la commune de Botmeur. |

La commune se trouve dans le massif armoricain, plus précisément au cœur des monts d'Arrée, au pied du Mont Saint-Michel de Brasparts, du Ménez Kador et du Roc'h Trevezel, dominant le marais du Yeun Elez dont une bonne partie est située sur le territoire communal, de même que le lac Saint-Michel Réservoir de Saint-Michel, dit aussi lac de Brennilis, espace naturel remarquable et paradis des randonneurs et des pêcheurs. La commune est située en Cornouaille, mais à la limite du Léon dont elle est séparée par la ligne de crête des monts d'Arrée, qui la sépare aussi des communes limitrophes de Plounéour-Ménez, Commana, Sizun et Saint-Rivoal ; au sud la rivière Ellez la sépare de Brasparts mais son cours est désormais en partie ennoyé sous les eaux du lac-réservoir de Saint-Michel, à l'est, le Roudouhir, dont le cours aval est aussi désormais ennoyé, la sépare de La Feuillée. L'omniprésence de l'eau explique les nombreux lavoirs et puits, le plus souvent communautaires, répartis dans les divers villages de la commune.
D'une superficie de 1 362 ha (13,62 km2), la commune est assez accidentée, formant un plan incliné vers le sud-est allant de la ligne de crête de l'Arrée d'une altitude de 382 mètres au Tuchen Kador à celle de 225 mètres dans la partie du marais du Yeun Elez désormais ennoyée, selon les données de l'Institut national de l'information géographique et forestière. Le bourg est sur un replat exposé au sud vers 255 mètres d'altitude, étiré sur plus d'un kilomètre le long de la départementale le reliant à La Feuillée. Une dizaine de hameaux (dénommés ici « villages ») sont implantés pour la plupart sur le replat, entre « montagne » et marais, le plus élevé étant celui de Roz-Du ; celui de Kernevez dit aussi Ty ar Yun, peuplé seulement au XIXe siècle, forme une véritable île dans la marais. Certains « villages » sont plus peuplés que le bourg (Balanec-Ber). Celui de Botcador est longtemps resté très isolé, mal relié à Botmeur ; il a d'ailleurs longtemps dépendu de la paroisse, puis de la commune de Brasparts, un moment de la trève de Saint-Rivoal, en dépit de l'éloignement aggravé par le franchissement obligatoire de la ligne de crête pour se rendre dans ces bourgs. Déjà Cambry écrivait : « Le village de Botcador, le dernier que l'on rencontre en approchant de Saint-Michel, devroit appartenir au district de Carhaix ; il n'auroit pas à traverser les montagnes pour verser ses denrées au chef-lieu à Châteaulin ; il lui seroit facile d'arriver à la Feuillée par le chemin de Landerneau ».
| Sizun, Saint-Cadou, Monts d'Arrée         | Commana, Roc'h Trevezel, Monts d'Arrée | Plounéour-Ménez, Roc'h Trédudon |
| Saint-Rivoal, Monts d'Arrée, Ménez Kador  | Botmeur                                | La Feuillée                     |
| Mont Saint-Michel de Brasparts, Brasparts | Yeun Elez, Brasparts                   | Brennilis, Lac de Brennilis     |

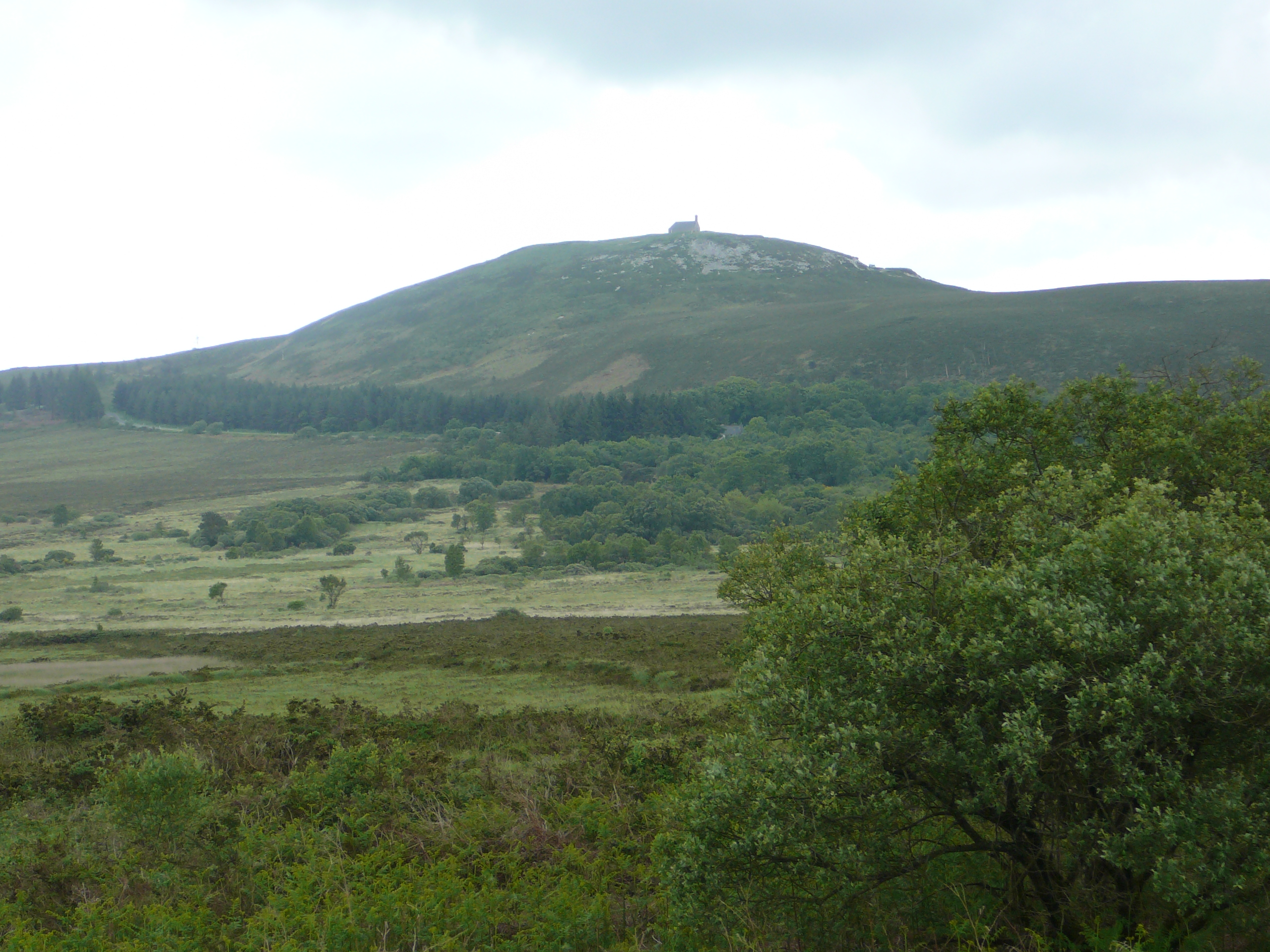
Le mont Saint-Michel de Brasparts vu de Botmeur.
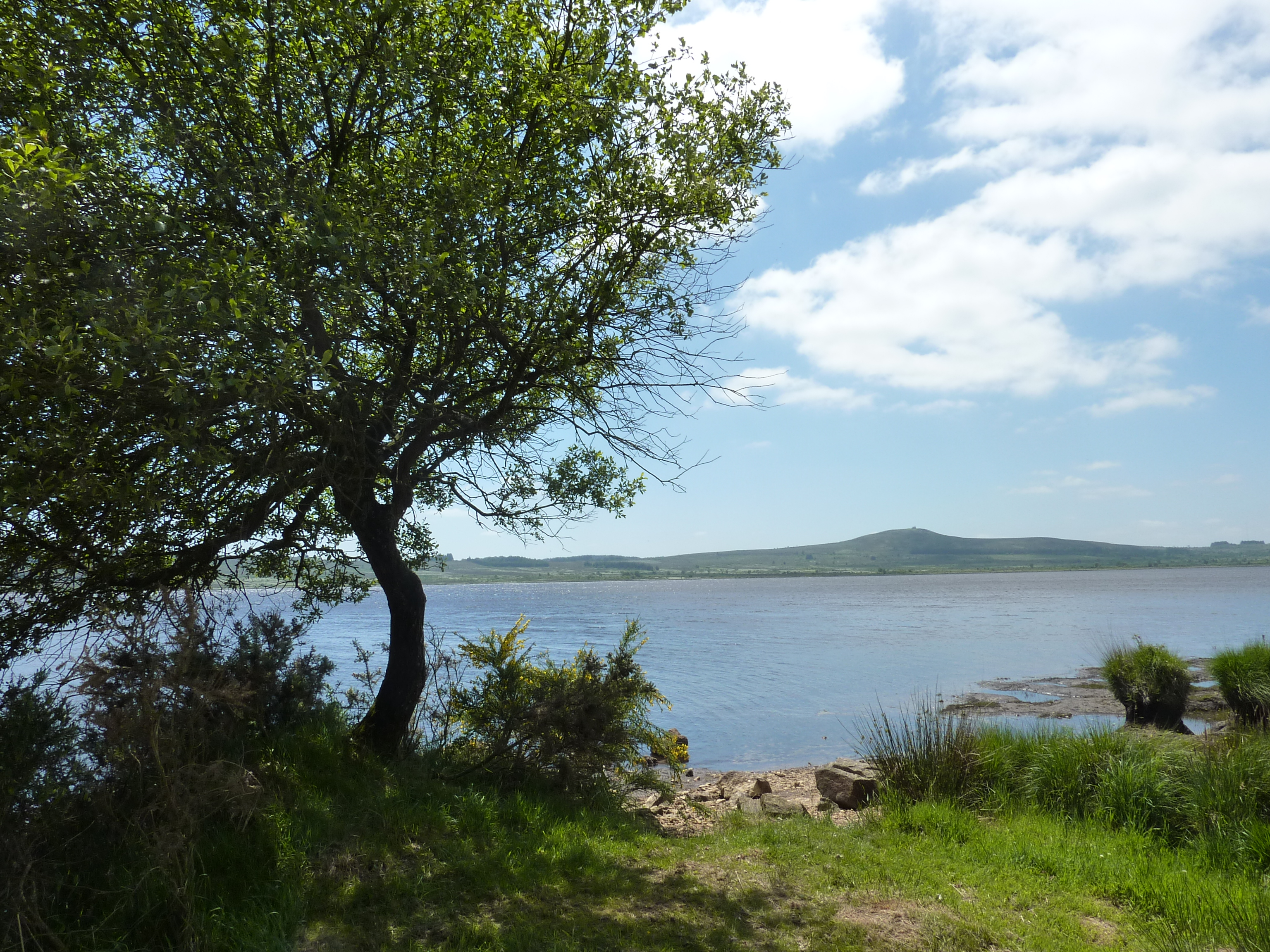
Le lac-réservoir de Saint-Michel et le mont Saint-Michel-de-Brasparts vus depuis la route du Libist à Botmeur.
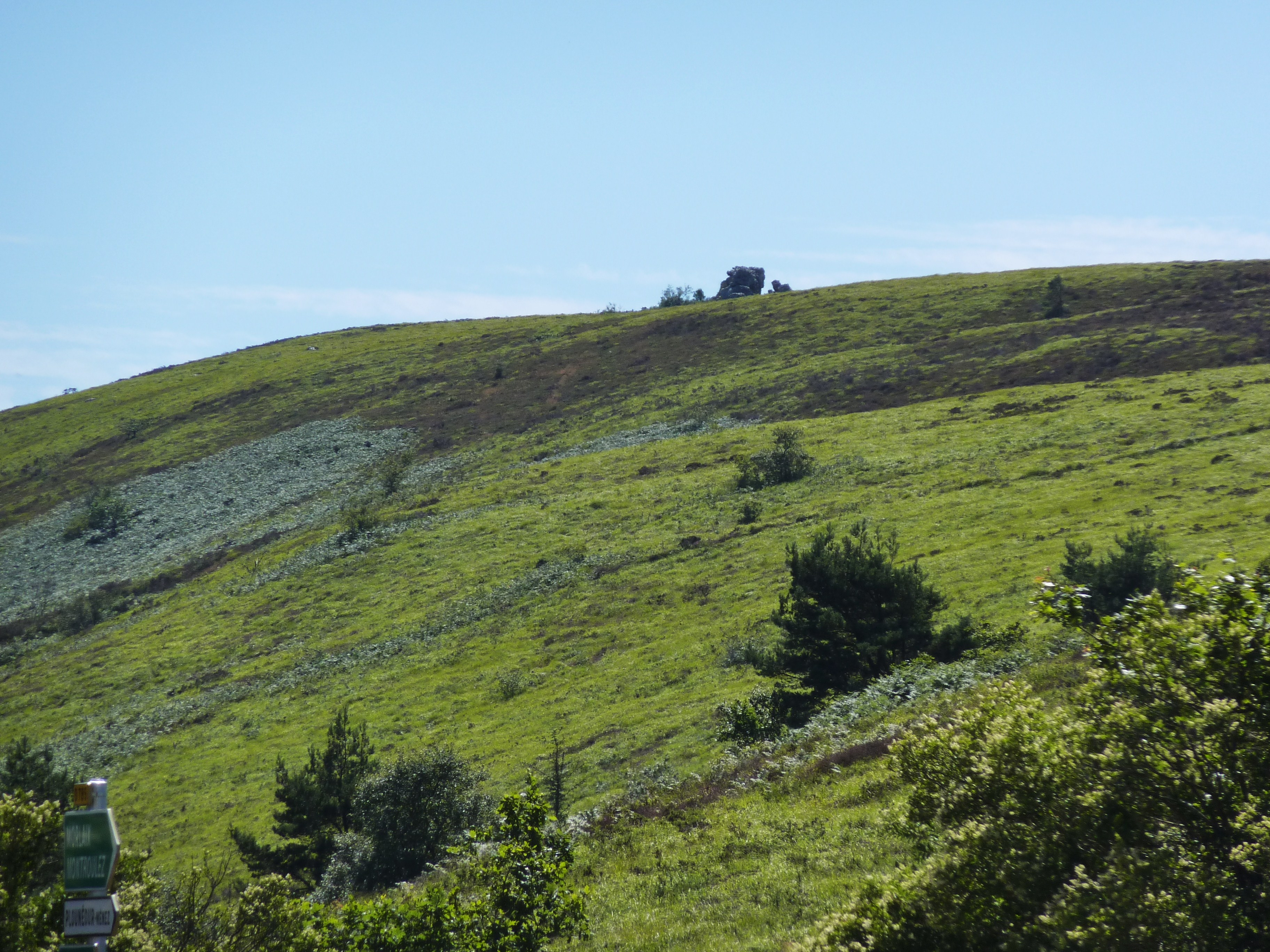
Le Tuchen Kador vu depuis Croix-Cassée.
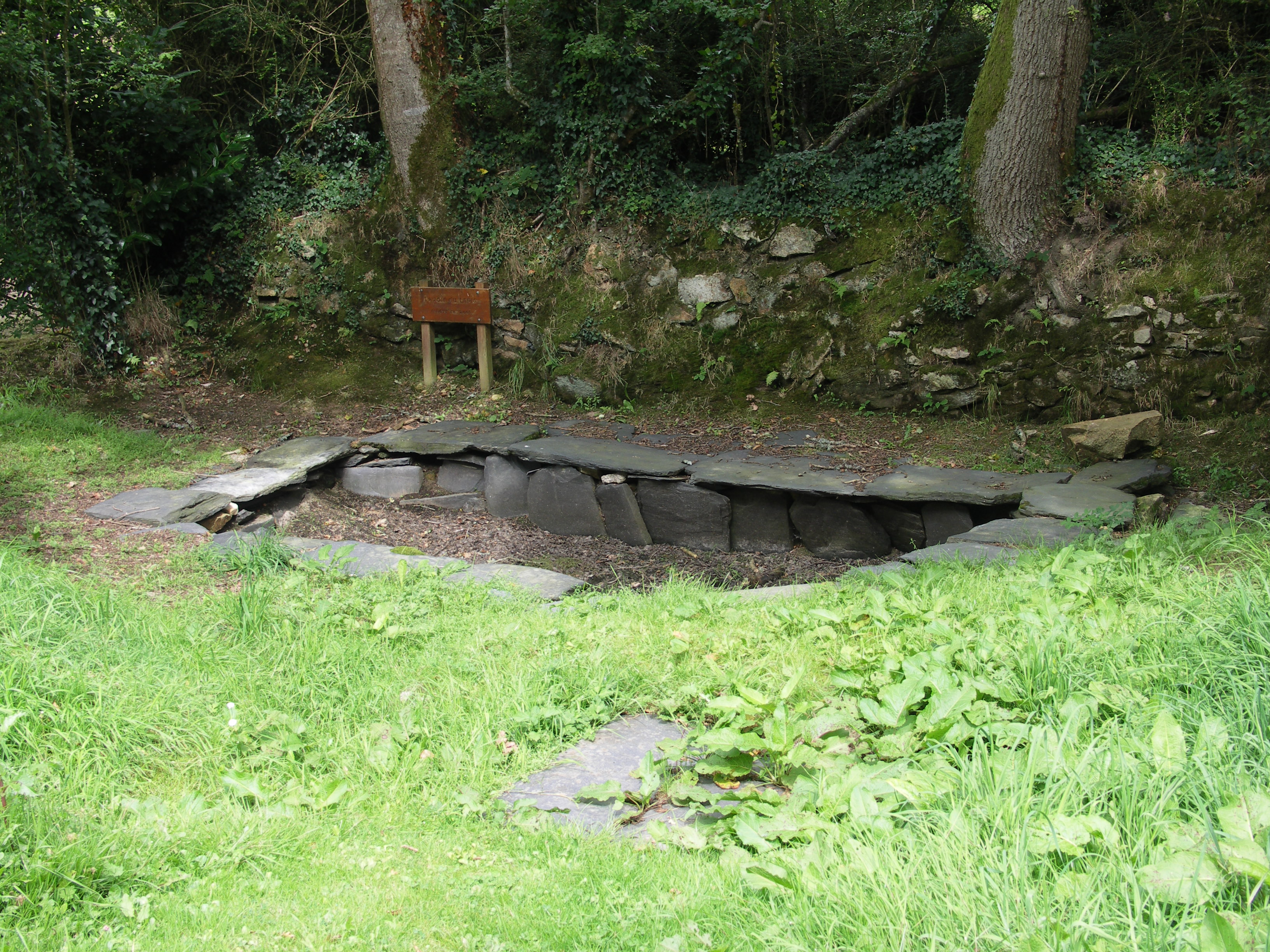
Le lavoir du Lapig, entouré de pierres de schistes ardoisiers.

Pendant de nombreuses années, le Tuchen Kador ou Ménez Kador (« signal de Toussaines » en français), situé dans cette commune pour son versant oriental et dans celle de Sizun, section de Saint-Cadou, pour son versant occidental, a été considéré comme le point culminant du Massif Armoricain, mais de récentes mesures topographiques effectuées par le service des Impôts de Morlaix et grâce à la précision du GPS, et cela pour la numérisation du cadastre, lui a fait perdre définitivement ce palmarès en faveur de Roc'h Ruz dans la commune de Plounéour-Ménez.
La majeure partie du territoire communal est formé de granite à deux micas dit de La Feuillée, roche plutonique comme le granite à cordiérite du Huelgoat ; seules les pentes de l'Arrée étant constituées de schistes et quartzites de l'époque dévonienne.
La commune fait partie du parc naturel régional d'Armorique et deux parties importantes de son territoire, l'une, la « Montagne de Botmeur » a été classée zone naturelle d'intérêt écologique, faunistique et floristique par un arrêté préfectoral de protection de biotope en date du 23 mars 2010 et protégée par la directive Natura 2000 et visant à protéger des espèces végétales comme le rossolis à feuilles rondes, le rossolis à feuilles intermédiaires, le lycopode sélagine, la sphaigne de la Pylaie, et des espèces animales dont le busard Saint-Martin; l'autre est « Landes tourbeuses du Roudouhir et du Libist » créée par un arrêté préfectoral de protection du biotope en date du 24 mars 2010 pour protéger les espèces végétales suivantes : le lycopode inondé, le rossolis à feuilles rondes (Drosera rotindifolia), le rossolis à feuilles intermédiaires (Drosera intermedia), la littorelle des étangs (littorella uniflora), la pilulaire à globules (Pilularia globulifera), la linaigrette engainée et la sphaigne de la Pylaie ainsi que plusieurs espèces animales comme  le busard des roseaux et la loutre d'Europe. Hélas, des incendies ravagent périodiquement la lande (parfois aussi le marais), les derniers ayant eu lieu en 1983, 1989, 1996 (deux), 2010.

### Hydrographie
Pour un article plus général, voir Réseau hydrographique du Finistère.
La commune est située dans le bassin Loire-Bretagne. Elle est drainée par l'Ellez, le Roudouhir, le Stêr Red et divers autres petits cours d'eau,.
L'Ellez, d'une longueur de 28 km, prend sa source dans la commune de Saint-Rivoal et se jette  dans l'Aulne à Landeleau, après avoir traversé neuf communes.  Les caractéristiques hydrologiques de l'Ellez sont données par la station hydrologique située sur la commune de Loqueffret. Le débit moyen mensuel est de 1,16 m3/s. Le débit moyen journalier maximum est de 19,5 m3/s, atteint lors de la crue du 29 décembre 1994. Le débit instantané maximal est quant à lui de 32,7 m3/s, atteint le 2 novembre 2023.

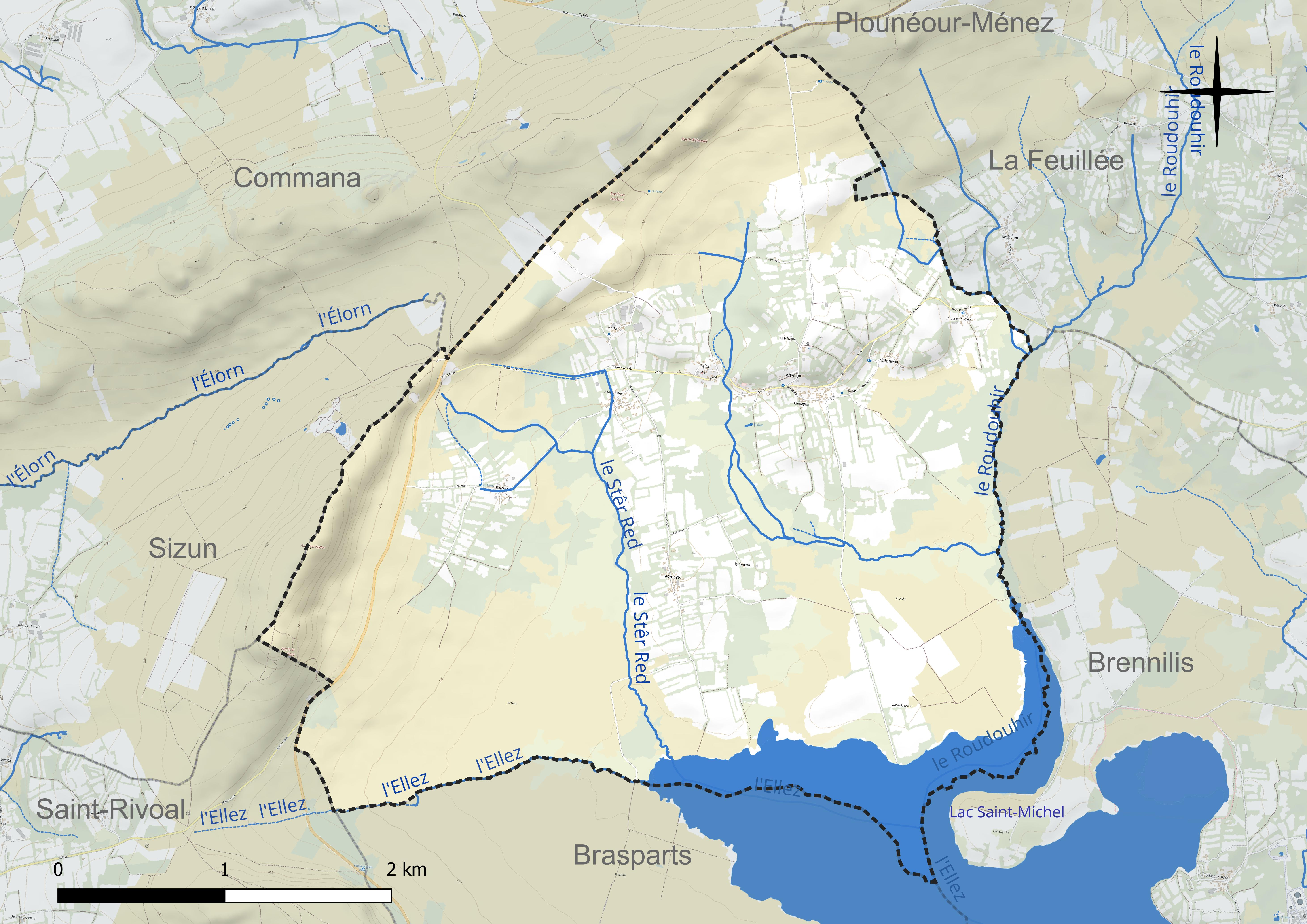
Réseau hydrographique de Botmeur.

Un plan d'eau complète le réseau hydrographique : le lac Saint-Michel, d'une superficie totale de 450,6 ha (78,2 ha sur la commune),.

### Climat
Pour des articles plus généraux, voir Climat de la Bretagne et Climat du Finistère.
En 2010, le climat de la commune est de type climat océanique franc, selon une étude du CNRS s'appuyant sur une série de données couvrant la période 1971-2000. En 2020, Météo-France publie une typologie des climats de la France métropolitaine dans laquelle la commune est exposée à un climat océanique et est dans la région climatique  Finistère nord, caractérisée par une pluviométrie élevée, des températures douces en hiver (6 °C), fraîches en été et des vents forts. Parallèlement l'observatoire de l'environnement en Bretagne publie en 2020 un zonage climatique de la région Bretagne, s'appuyant sur des données de Météo-France de 2009. La commune est, selon ce zonage, dans la zone « Monts d'Arrée », avec des hivers froids, peu de chaleurs et de fortes pluies.  
Pour la période 1971-2000, la température annuelle moyenne est de 10,7 °C, avec  une amplitude thermique annuelle de 11,7 °C. Le cumul annuel moyen de précipitations est de 1 316 mm, avec 16,9 jours de précipitations en janvier et 10,2 jours en juillet. Pour la période 1991-2020, la température moyenne annuelle observée sur la station météorologique la plus proche, située sur la commune de Brennilis à 6 km à vol d'oiseau, est de 10,9 °C et le cumul annuel moyen de précipitations est de 1 552,3 mm,. Pour l'avenir, les paramètres climatiques de la commune estimés pour 2050 selon différents scénarios d'émission de gaz à effet de serre sont consultables sur un site dédié publié par Météo-France en novembre 2022.

## Urbanisme

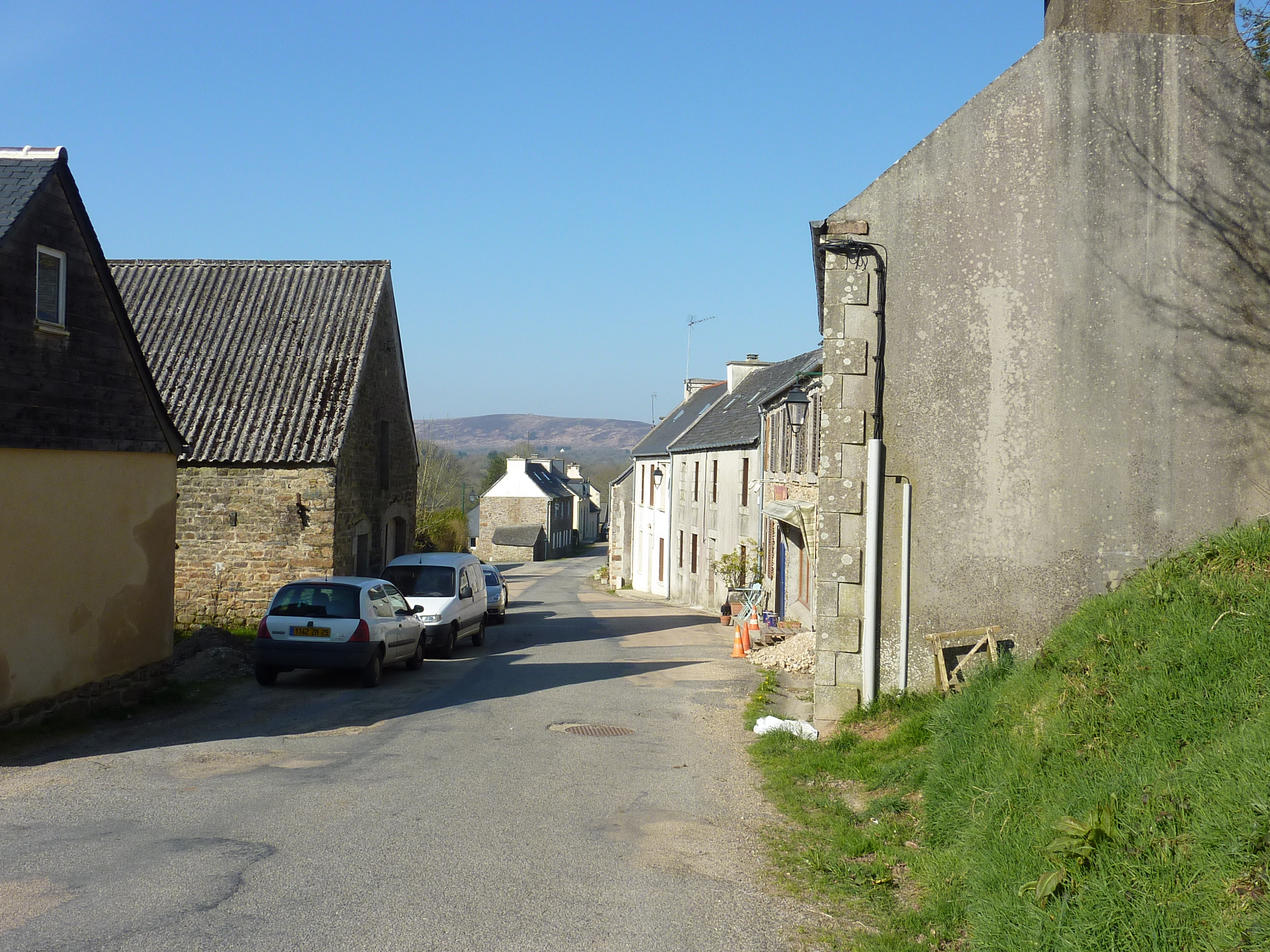
La rue principale de Botmeur en 2010 (avant le réaménagement urbain survenu dans la décennie suivante).

### Typologie
Au 1er janvier 2024, Botmeur est catégorisée commune rurale à habitat très dispersé, selon la nouvelle grille communale de densité à 7 niveaux définie par l'Insee en 2022.
Elle est située hors unité urbaine et hors attraction des villes,.

### Occupation des sols

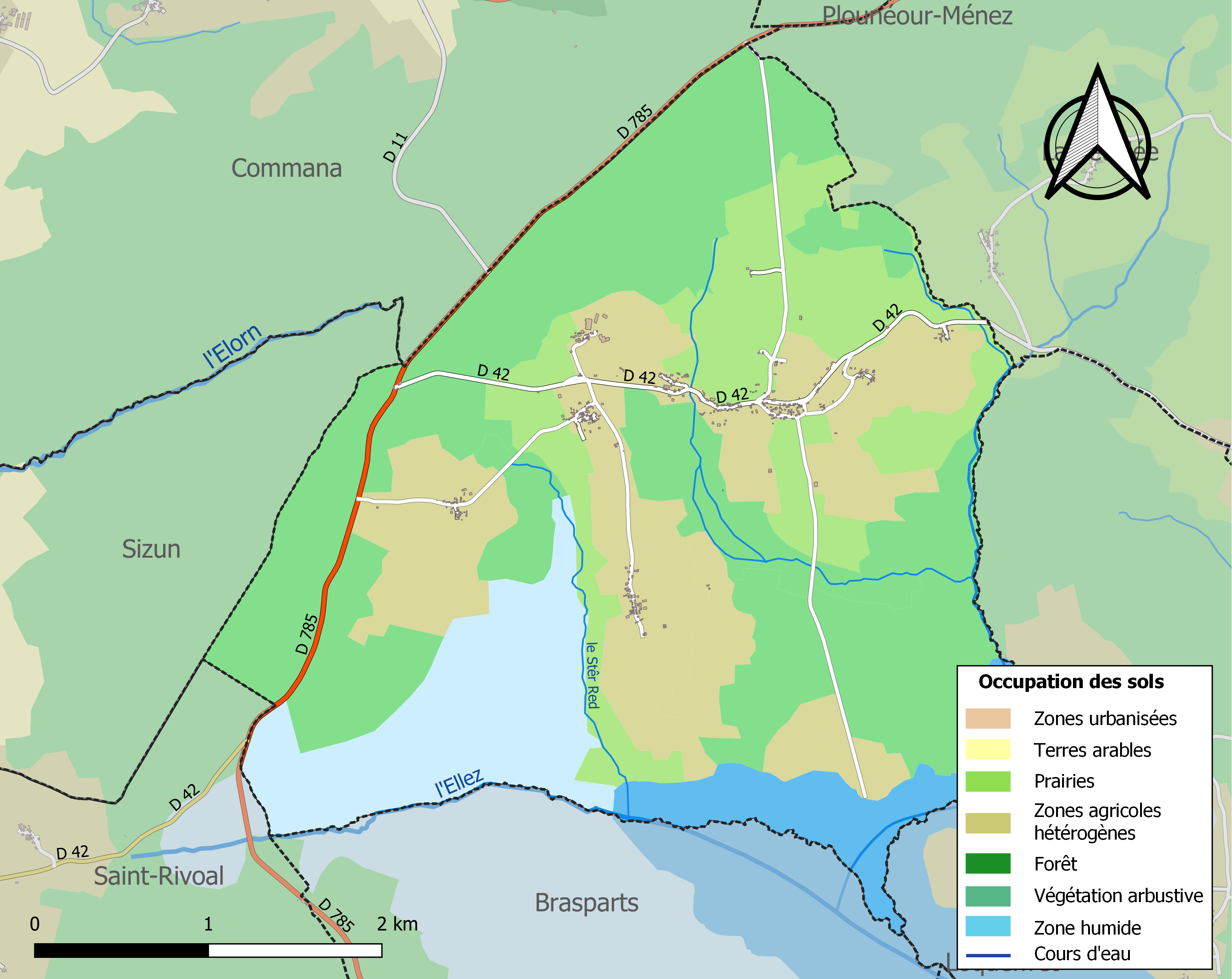
Carte des infrastructures et de l'occupation des sols de la commune en 2018 (CLC).

Le tableau ci-dessous présente l'occupation des sols de la commune en 2018, telle qu'elle ressort de la base de données européenne d'occupation biophysique des sols Corine Land Cover (CLC).
| Type d'occupation                                                                   | Pourcentage | Superficie (en hectares) |
| ----------------------------------------------------------------------------------- | ----------- | ------------------------ |
| Prairies et autres surfaces toujours en herbe                                       | 16,0 %      | 229                      |
| Systèmes culturaux et parcellaires complexes                                        | 17,1 %      | 246                      |
| Surfaces essentiellement agricoles interrompues par des espaces naturels importants | 7,1 %       | 102                      |
| Landes et broussailles                                                              | 36,7 %      | 526                      |
| Forêt et végétation arbustive en mutation                                           | 6,1 %       | 88                       |
| Tourbières                                                                          | 11,6 %      | 1 167                    |
| Plans d'eau                                                                         | 5,3 %       | 77                       |
| Source : Corine Land Cover                                                          |             |                          |

## Histoire

### De la première mention à la création de la commune
La première mention de Botmeur est dans un texte de 1426 (réformation des fouages de l'évêché de Cornouaille) même si la région était habitée bien avant (la voie romaine Carhaix- (Vorgium) - Brest (Gesocribate) ou L'Aber-Wrac'h écorne le territoire communal à son nord-est et on a trouvé des sarcophages mérovingiens près de Rozdu en 1860.
Selon un aveu du 14 décembre 1547, fourni au Roi par Giles de Botmeur, seigneur du lieu, la chapelle du manoir était surnommée « La chapelle de Sainct Bot » et le petit bourg attenant aurait conservé alors le souvenir du culte (celte probablement) d'un buisson sacré (bod en breton signifie également « buisson » et meur a le sens de « grand », voire de « sacré »).

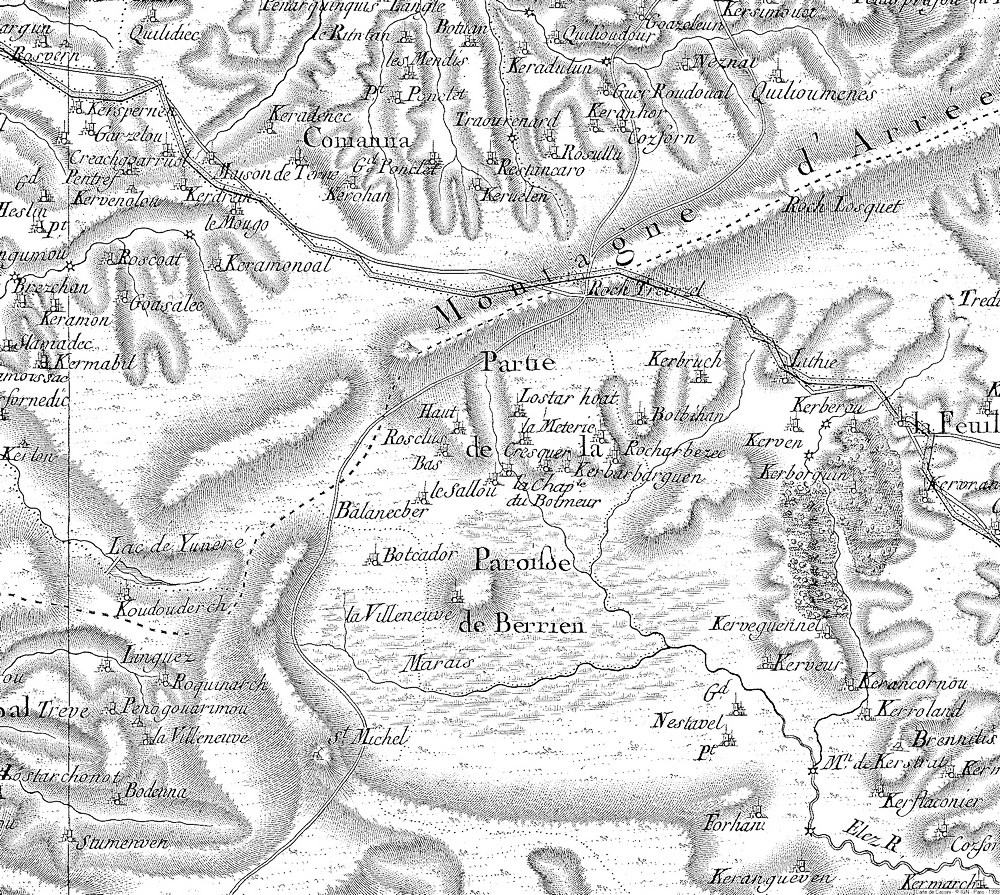
Carte de Cassini (XVIIIe siècle) : le terroir de Botmeur.

Faisant partie au Moyen Âge de la vaste paroisse de la « ploue de la montagne », nommée en breton Plouenez ou Ploumenez, qui englobait toute la partie centrale des monts d'Arrée, ce fief de la famille du Botmeur (les ruines du château-manoir sont encore visibles au Salou) puis des « De la Marche » à la suite du mariage de Marie Anne du Botmeur avec François Louis De la Marche en 1715, forma par la suite un « terroir » (n'ayant pas le statut de « trève »), dépendant de la paroisse de Berrien, distante de plusieurs lieues (près de 20 km), et dont elle était géographiquement séparée par la commanderie de La Feuillée qui dépendait des Hospitaliers de l'ordre de Saint-Jean de Jérusalem.
Les doléances répétées des habitants, obligés de se rendre à Berrien pour les cérémonies religieuses et les démarches administratives, et les pétitions adressées à l'évêque de Quimper,, fin XVIIIe et début XIXe siècle, ainsi qu'au préfet du Finistère, aboutirent à la création de la commune de Botmeur par la loi du 22 mars 1850.

« Les habitants du Botmeur sont tous de la paroisse de Berrien, et ils sont éloignés de trois lieues de l'église paroissiale. Ils ont de plus pour s'y rendre les montagnes les plus sauvages et les plus élevées de la Bretagne à traverser. En hiver, elles sont souvent couvertes de neige ; dans les autres saisons elles sont fréquemment enveloppées de brouillards très épais ; dans l'une et l'autre circonstance, les routes, peu battues, sont incertaines et l'on voit des gens du pays s'y égarer même pendant le jour, à plus forte raison pendant la nuit. Comment serait-il possible que les habitants du Botmeur pussent fréquenter pendant une grande partie de l'année sans être surpris par la nuit au milieu des montagnes ? Cet inconvénient est sans doute grand pour les hommes, mais combien l'est-il davantage pour les femmes, les filles et les enfants. Aussi sont-ils en quelque sorte étrangers à leur paroisse. (Pétition des habitants de Botmeur en 1779 adressée à Mgr l'Évêque de Quimper, comte de Cornouaille) »

Dans la même pétition, les Botmeuriens disent « que les enfants parvenaient à l'âge de 7 et 8 ans et plus sans qu'il y ait de preuves qu'ils aient reçu le baptême » et promettent « de se charger du salaire de leur desservant et de l'entretien de la chapelle ». À la suite de cette démarche, l'évêque permit que « baptêmes et sépultures se feront désormais dans la dite chapelle du Botmeur », (mais pas les mariages), ce qui fut pratiqué entre 1780 et 1792, date à laquelle la création des communes mit fin à cette « faveur », Botmeur étant incorporé alors dans la commune de Berrien où les Botmeuriens durent à nouveau se rendre pour leurs actes d'état-civil.
Les loups ajoutaient à l'insécurité liée aux difficultés des transports et aggravées par le banditisme qui sévissait alors sur les chemins de la région. En 1806 encore, un contrat de pâturage signé à Botmeur prévoit que le paysan chargé de la garde d'un troupeau de moutons doit veiller à leur bonne santé « fors de mort du loup et de maladies naturelles ».
Se nommant antérieurement « Rudeval » ou « Rutenval » (« Rue obscure » en français), le bourg pris le nom de Botmeur seulement en 1837 lors de la création de la paroisse par l'ordonnance royale du 31 mars 1837. Jusque-là, l'église n'était que la seule chapelle domestique des seigneurs du lieu. Son premier curé est Louis Graveran.
La loi du 22 mars 1850 crée la commune de Botmeur, enfin séparée de Berrien, création qui prend effet le 1er janvier 1852.
Par le décret du 20 avril 1854, le territoire de la commune s'agrandit avec l'annexion du village de Botcador, qui dépendait antérieurement de la trève de Saint-Rivoal, paroisse de Brasparts. L'indépendance communale longtemps revendiquée explique sans doute le fort « patriotisme communal » encore actuellement ressenti à Botmeur et le maintien de l'indépendance communale malgré sa faiblesse démographique et fiscale.

### Les seigneurs de Botmeur

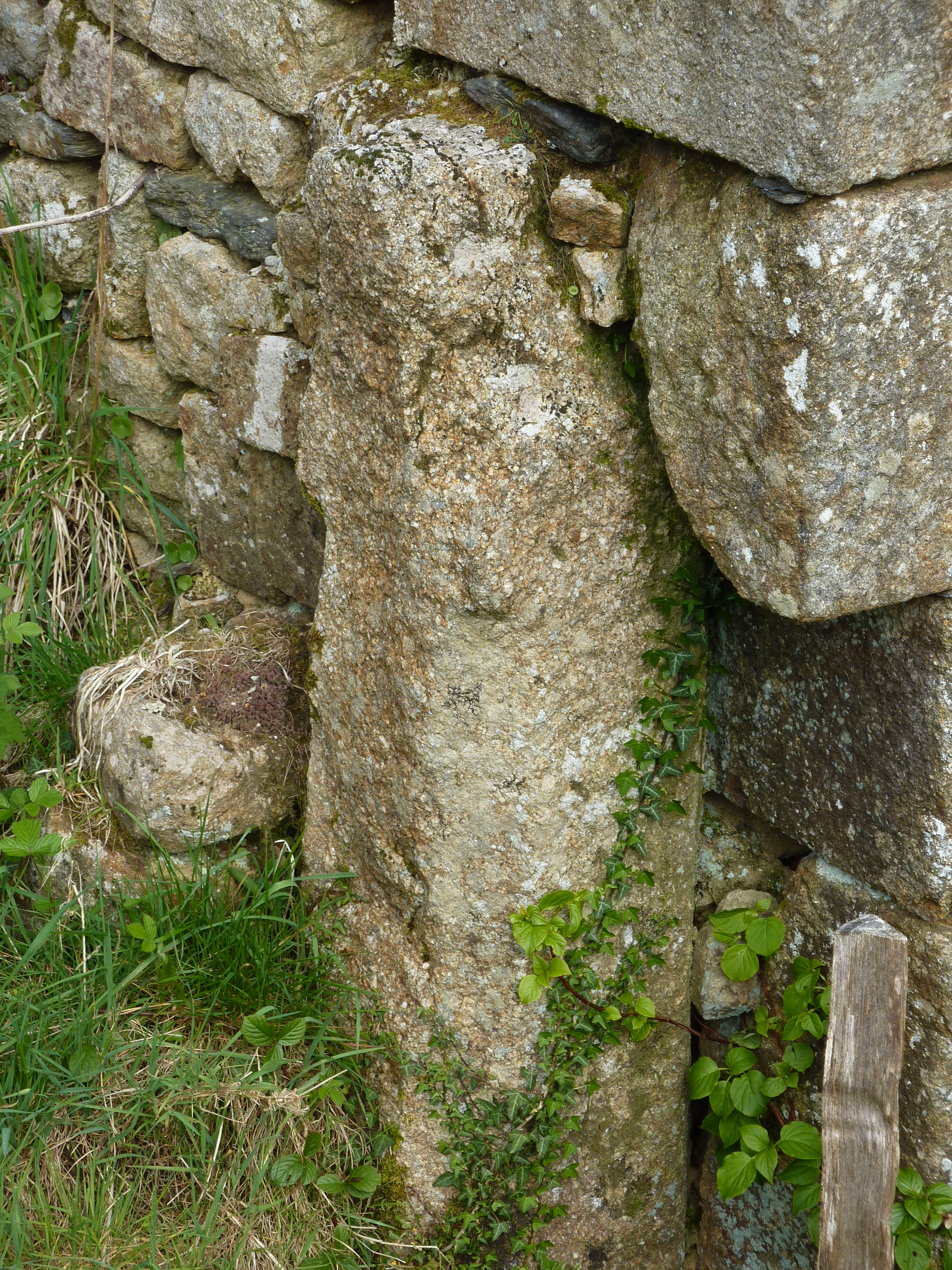
Les restes d'un des piliers de justice au manoir de Botmeur.

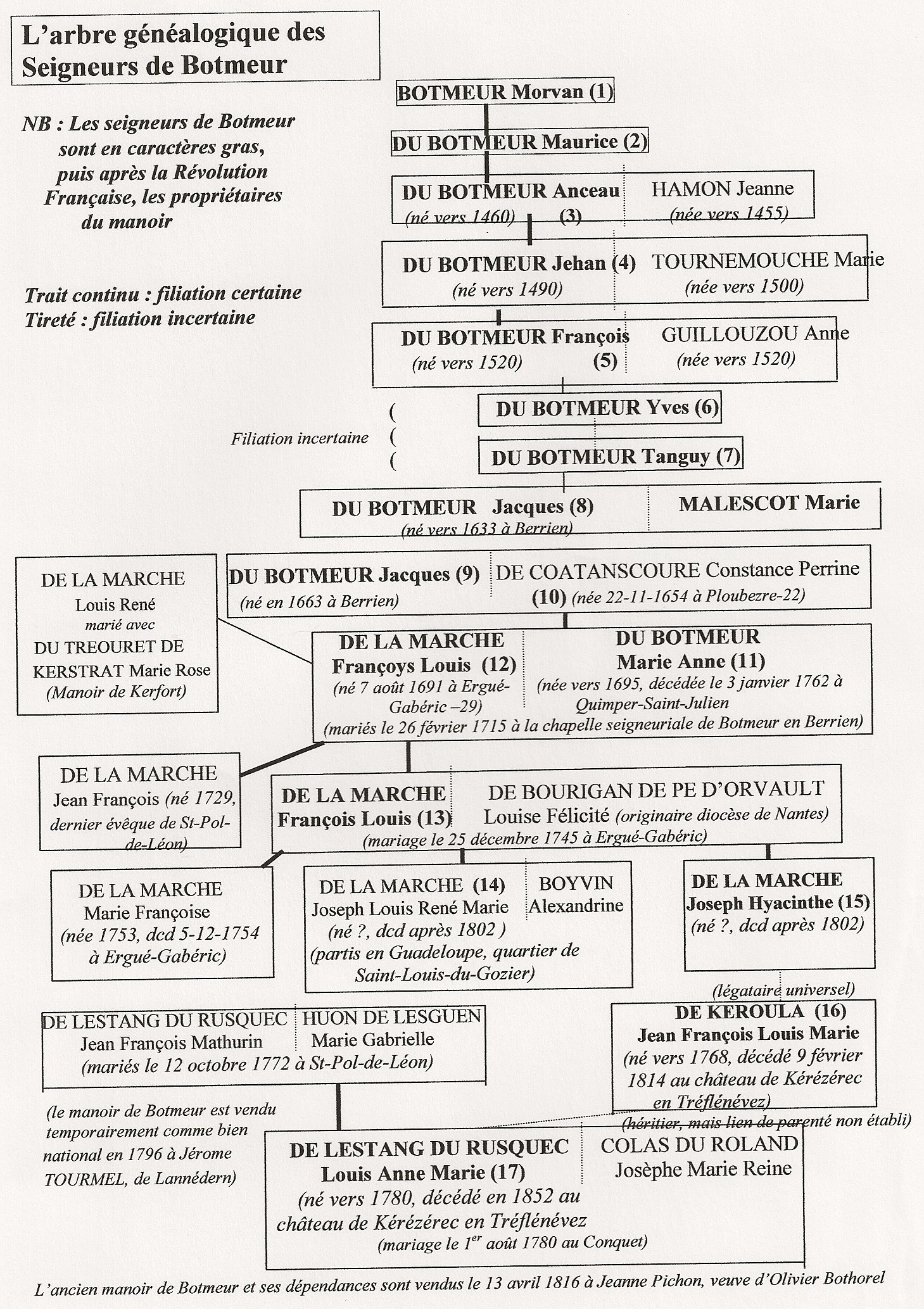
Arbre généalogique des seigneurs de Botmeur.

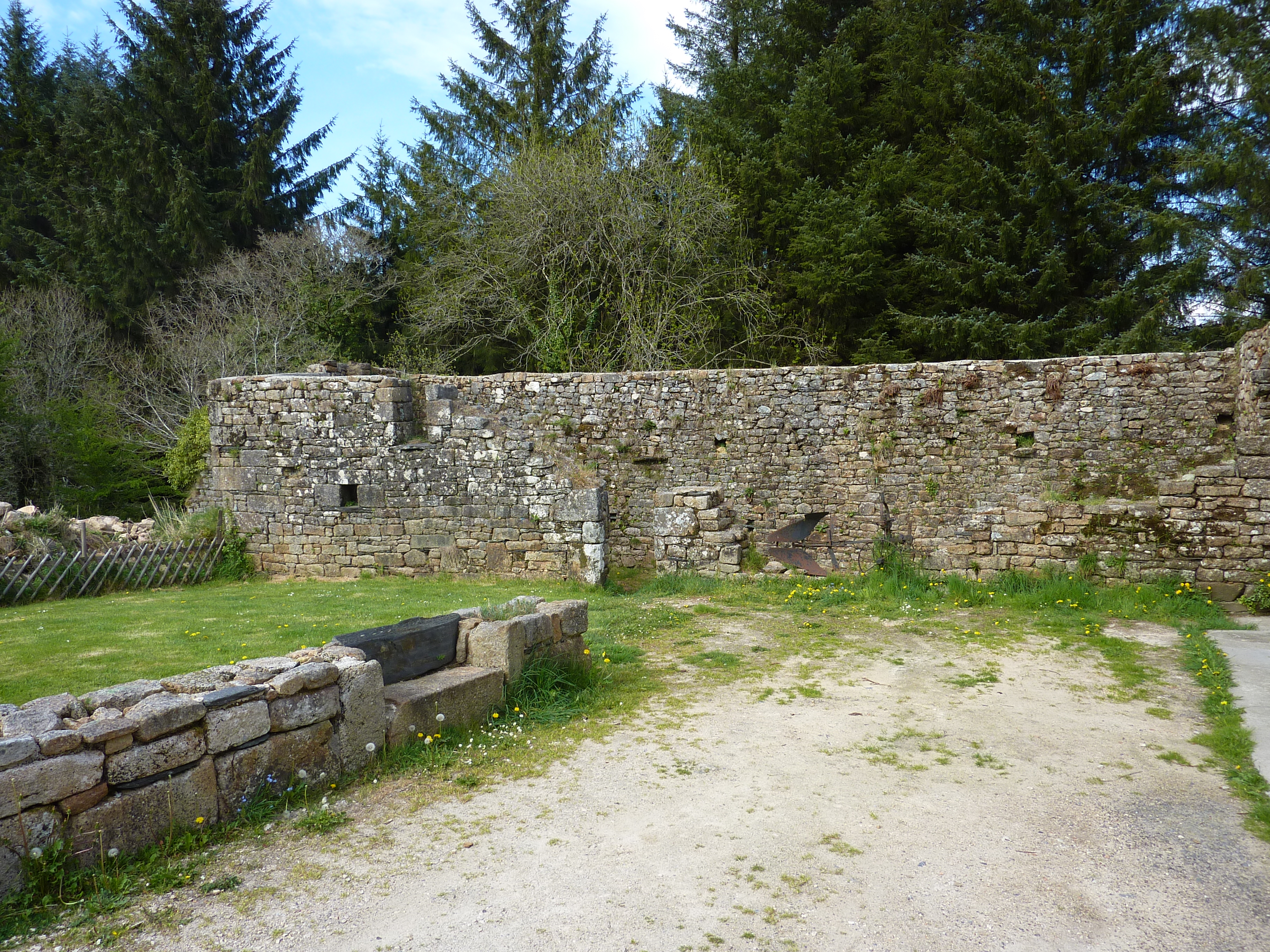
Les ruines de l'écurie du manoir de Botmeur au Salou.

La famille seigneuriale du [de] Botmeur a longtemps possédé en fief le territoire de la commune à laquelle elle a donné son nom. Le premier « Du Botmeur » connu est Maurice Botmeur, devenu De Botmeur (1426-1456), puis Anceau Botmeur, écuyer, indiqué comme seigneur de Botmeur en 1481 « archer en brigandine, et dampuis a remonstré le procureur de Cornouailles, à messieurs les commissaires, que le dict Botmeur tenoit heritage de six à sept vingt livres de rente, en cet evesché, sans comprendre l'outre plus, et l'avoit trouvé par enqueste, sur quoy a esté enjoinct audict de Botmeur absence, avoir homme de deffense en sa compaignie et commander le luy intimer ». Ces nobles avaient comme blason « Ecartelé aux I et IV d'or au lion de gueules et aux II et III d'argent au lion de gueules ». Leur devise était : « Délivrez-moi de la gueule des lions ».
Le manoir, lieu de haute justice, est attesté entre 1426 et 1636, période pendant laquelle il appartient aux seigneurs de Botmeur (Maurice de Botmeur en 1426, Jehan de Botmeur en 1536, Gilles de Botmeur en 1562, Tanguy de Botmeur en 1636. En 1670, l'une des branches de la famille habite toujours Botmeur, l'autre est indiquée comme habitant Morlaix. En 1617, la « maison de Botmeur » avait ses armoiries à la maîtresse vitre de l'église de La Feuillée. En tant que sénéchal de la Cour de justice, ils rendaient la justice dans le champ appelé « Parc ar Pez » (un bâtiment se trouvait dans ce champ) , où on a construit depuis l'école et l'ancienne mairie du XIXe siècle. En 1626, les juges de la sénéchaussée du Huelgoat (par la suite regroupée avec celles de Châteauneuf-du-Faou et Landeleau) enquêtent sur la juridiction de Botmeur ; ils visitèrent la prison décrite ainsi : « un bâtiment large de 14 pieds et long de treize, attenant au château ; dans la cuisine, on voyait une fenêtre avec deux barres de fer par où les prisonniers demandaient leurs vivres et nécessités qui leur étaient administrées par autre endroit » et les « patibulaires » (potences placées sur la montagne d'Arée, en bas du chemin qui mène au mont Cador ; c'était des piliers en pierre de taille, réunis par des barres transversales auxquelles étaient pendus les condamnés de la juridiction du Salou. En 1626, il n'en restait déjà que des vestiges).
En 1720, Jacques de Botmeur est indiqué comme habitant « Berien treve de Locmaria Uhelgoat ». Le château de Botmeur a été incendié vers 1675 lors de la révolte du papier timbré mais un manoir fut reconstruit par la suite. Selon René Delaporte « La seigneurie de Botmeur s'étendait selon un document de 1749 sur toute l'enclave de ce nom », mais « la seigneurie de Botmeur semble avoir eu une existence intermittente ». Elle est maintenue dans ses droits de haute justice par la sentence de la sénéchaussée de Châteauneuf-du-Faou du 14 mars 1673, interdite par une autre sentence du 3 août 1688 et pourtant toujours en activité au XVIIIe siècle! Aux plaids généraux de 1733, la juridiction de la sénéchaussée de Châteauneuf-du-Faou reproche toutefois aux seigneurs de Botmeur d'exercer leur justice sur le territoire de la paroisse voisine de La Feuillée qui est hors de leur juridiction. La justice rendue était semble-t-il souvent si médiocre qu'en 1718 on défendit aux habitants du Huelgoat de donner un local aux officiers de la justice seigneuriale de Botmeur pour y exercer leur juridiction, à peine de 10 livres d'amende !

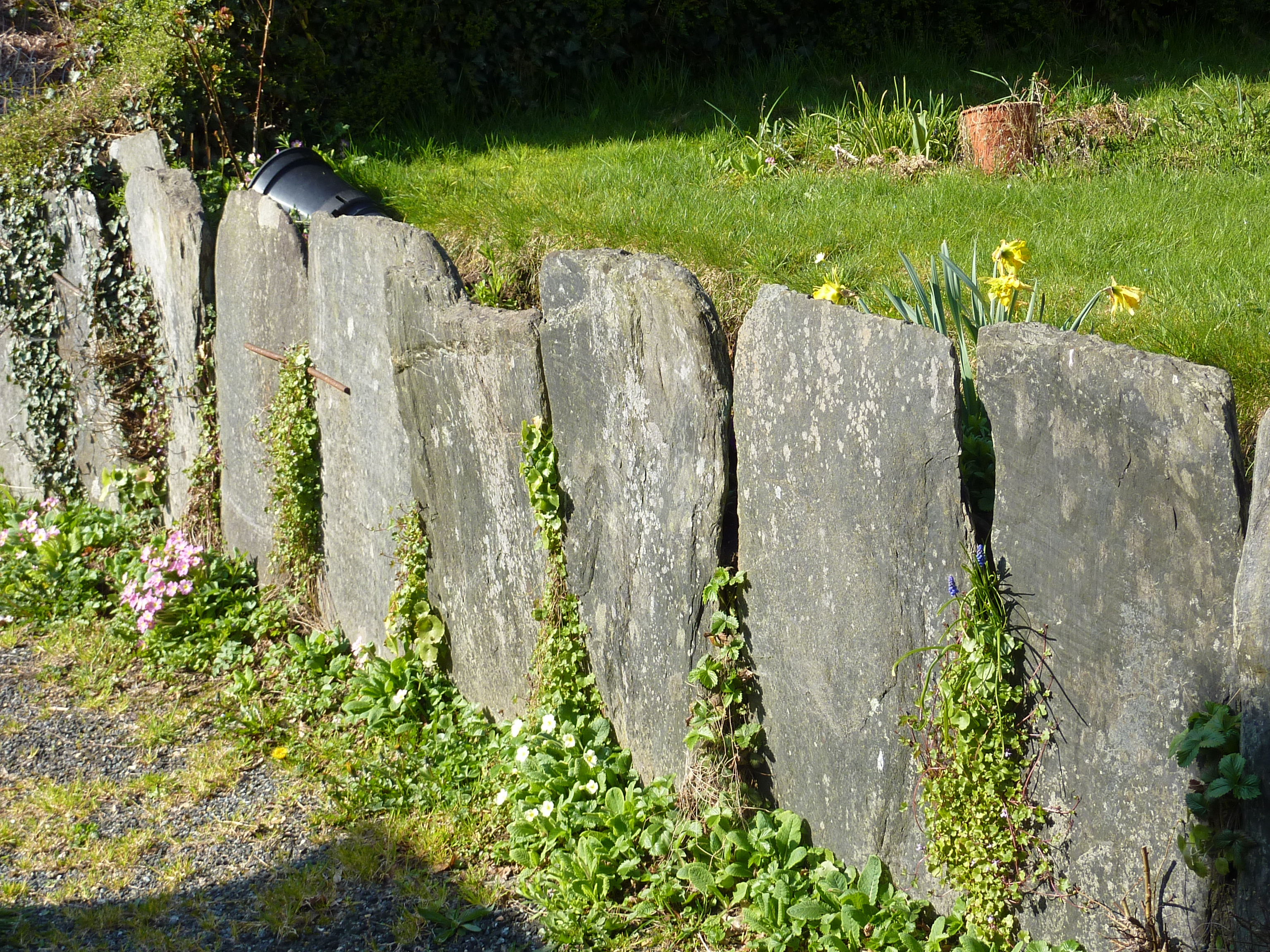
Mur en « pierres debout » (schistes ardoisiers).

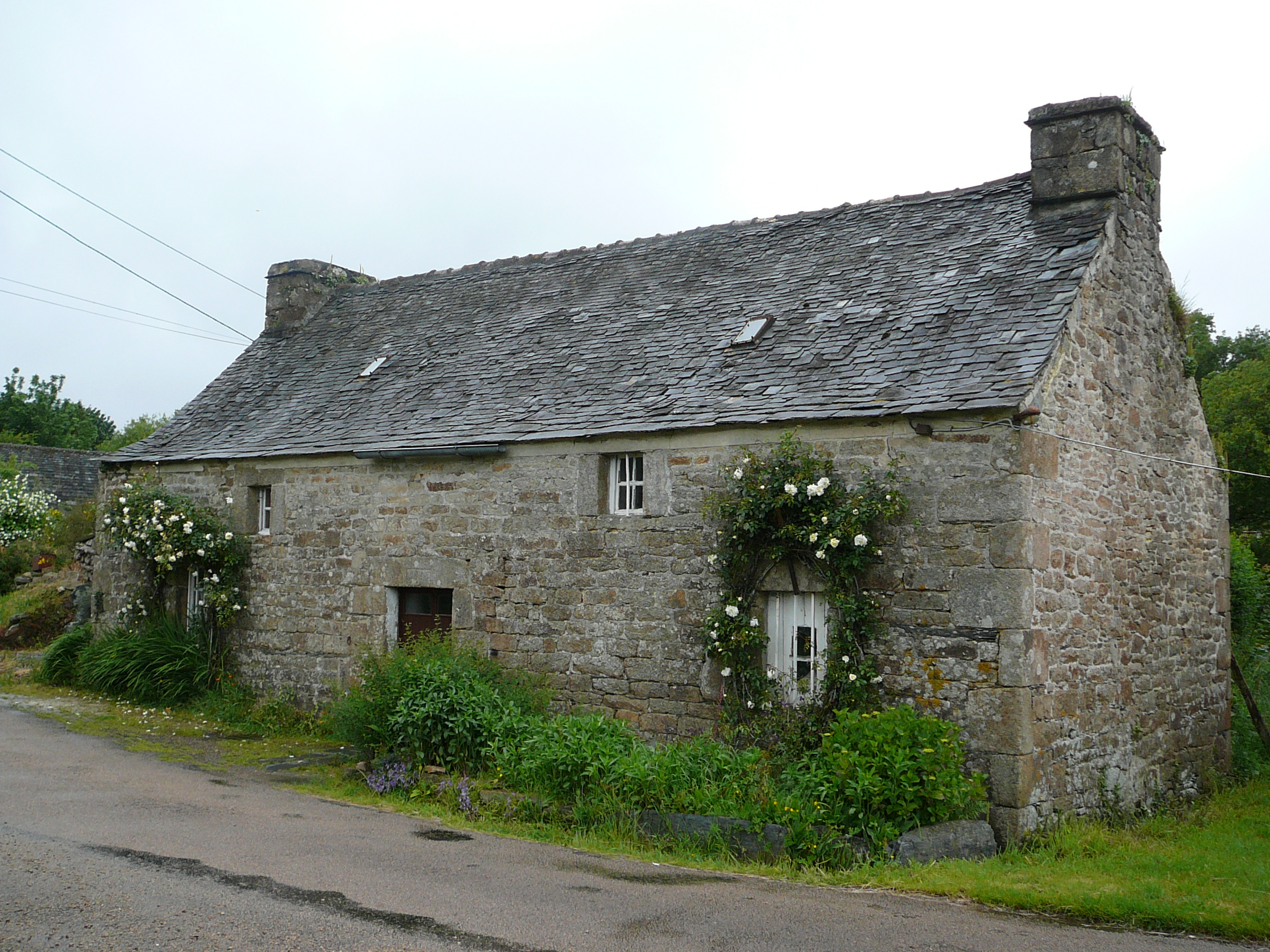
Longère traditionnelle au Creisquer.

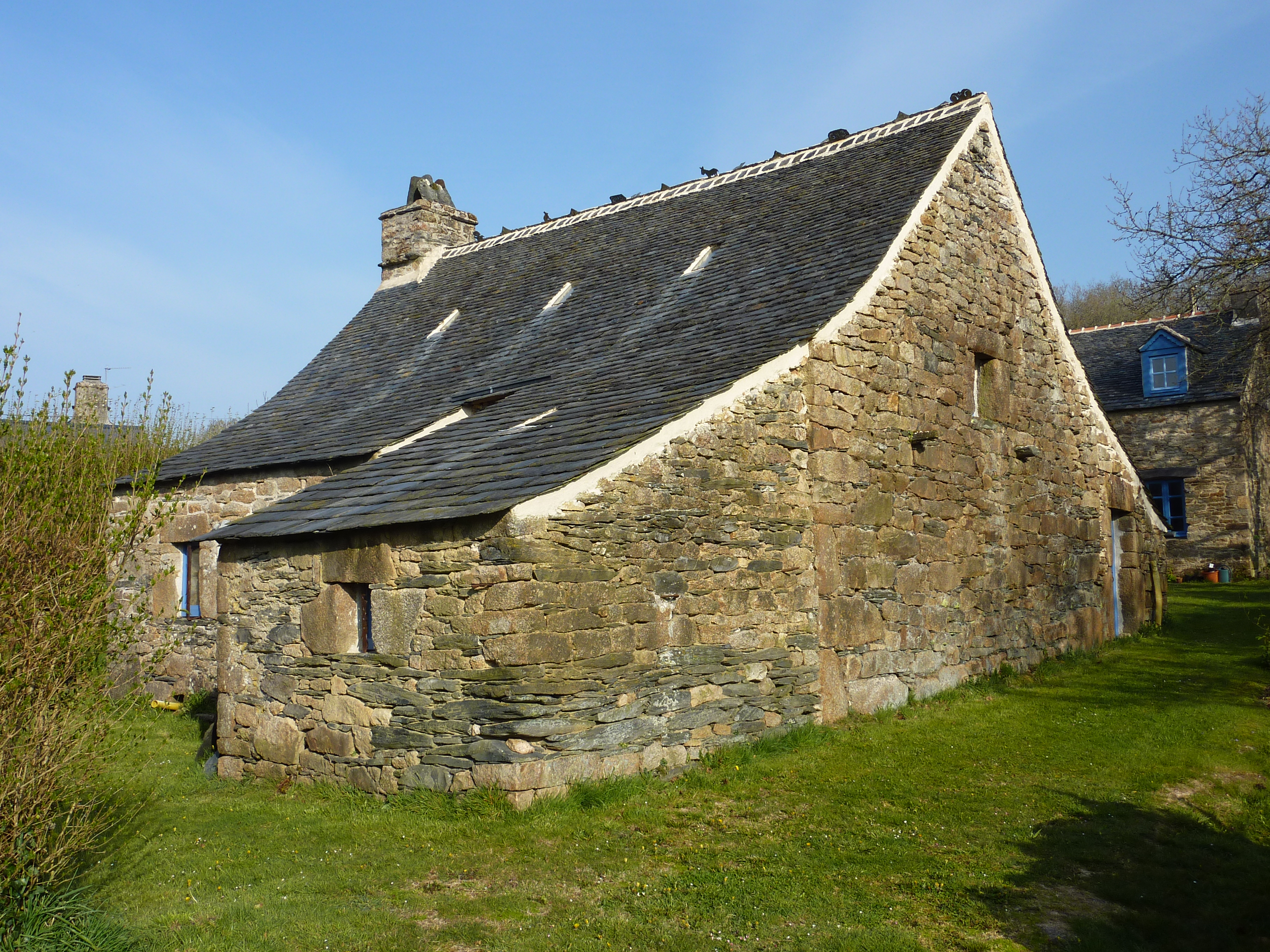
Maison granite et schiste à toit surmonté d'un lignolet.

Ces nobles étaient de tous temps voyers héréditaires de Cornouaille et avaient la responsabilité de l'entretien des routes, en particulier « An end Meur », axe Morlaix-Quimper, parce qu'ils étaient issus d'ancienne chevalerie, occupant aussi des postes de sénéchal de la cour de justice, et ceci avant 1191 (date à laquelle le titre fut remplacé par celui de bailli), ce qui laisse supposer que des nobles se trouvaient déjà à Botmeur avant cette date. Ils avaient aussi la responsabilité du chemin de Compostelle venant de Moguériec, via Saint-Sauveur et Commana, passant par Corn-Cam et Ty Sissou, passait tout près du manoir de Botmeur. Par un aveu du 19 juillet 1753, la famille De La Marche est dite « seigneurie féodale de toutes les terres de Botmeur ». Après la Révolution de 1789, cette juridiction fut suspendue.
Le mariage de Marie Anne de Botmeur née vers 1695 (lieu inconnu, probablement Botmeur), mariée le 26 février 1715 à François Louis de La Marche (né le 7 août 1691 à Ergué-Gabéric), « seigneur de Kerfort [Kerfors] et de Lesquiriou » dans la chapelle seigneuriale de Botmeur, est conservé dans les archives. L'inventaire du château effectué en 1730 à la demande de Dame Magdeleine Du Botmeur, alors âgée de 25 ans et résident au dit-château illustre, en dépit de ses lacunes, une relative aisance, citant entre autres « 12 douzaines de serviettes communes de lin et de chauvre, 40 livres d'estain [étain], 16 pièces d'argenterie dont un sucrier, six cuillers et six fourchettes... ». Marie Anne du Botmeur vivait en 1745 « paroisse de Berrien le Botmeur » [...] et était alors veuve, elle décéda le 3 février 1762 âgée de 67 ans et fut inhumée par permission spéciale du sénéchal le même jour dans l'église des Cordeliers à Quimper « comme elle le demandoit par son testament, signé de sa main». Elle aurait eu 16 enfants (incertain), mais huit sont identifiés avec certitude. Parmi eux, Jean-François de la Marche.
Jean-François de La Marche né le 4 juillet 1727 à Ergué-Gabéric, était le plus jeune des huit enfants connus de Françoys Louis De La Marche et Marie Anne Du Botmeur, mariés en 1715 à Botmeur. Lieutenant de Dragons de 1745 à 1747 lors de la guerre de Succession d'Autriche, puis capitaine, il donna sa démission de l'armée et entra dans les ordres. Le 17 octobre 1747, il entra au petit séminaire, puis est ordonné prêtre à Conflans le 6 avril 1756 et nommé chanoine auprès de la cathédrale de Tréguier. Il devint vicaire général à 30 ans. Le 27 juin 1772, il devient évêque-comte de Léon. Cet évêché étant supprimé le 22 janvier 1790, il fut donc le dernier évêque de Saint-Pol-de-Léon, il fut surnommé « Escop ar patates » (« Évêque des patates ») car il contribua au développement de la culture de la pomme de terre dans le Léon dès 1783, deux ans avant Antoine Parmentier. Il obtint le 15 juin 1779 de l'évêque de Quimper le droit de célébrer le culte paroissial à Botmeur. Émigré en Angleterre pendant la Révolution, il décéda à Londres le 25 novembre 1806. Sa dépouille fut inhumée en grande pompe dans la cathédrale de Saint-Pol-de-Léon soixante ans plus tard le 18 septembre 1886. Son tombeau en granit et marbre blanc s'y trouve.
Un manuscrit de cantiques en langue bretonne, conservé à la bibliothèque de la Marine à Brest, a été recopié au XVIIIe siècle par « M. du Botmeur, en son manoir de Botmeur en Berrien » : il contient un très grand nombre de cantiques et de gwerziou pieuses relatives à des saints et à des saintes, dont une version originale du célèbre cantique en langue bretonne Ar Baradoz (« Le Paradis ») différente de celle reprise par Théodore Hersart de La Villemarqué dans son Barzaz Breiz.
Désormais le fief de Botmeur appartient donc à la famille De La Marche, originaire de Bodriec désormais en Loqueffret. Cette famille était implantée au manoir de Kerfort, puis au château de Lézergué que François Louis de la Marche (fils), fils d'Anne de Botmeur et François Louis de la Marche (père) fait reconstruire entre 1751 et 1772, les deux situés en Ergué-Gabéric, avant d'émigrer en Guadeloupe pendant la Révolution française.
Le manoir de Botmeur était situé sur une éminence, il était protégé au nord par un gradin surplombant un terrain marécageux transformé partiellement en étang desséché de nos jours. Le domaine incluait la chapelle Saint-Eutrope devenue église paroissiale en 1837, l'étang mentionné ci-dessus, des métairies et un moulin à eau. Le manoir est vendu comme bien national le 18 thermidor an IV (en 1796) à Jérôme Tourmel (1760-1814), de Ty Labous en Lannédern. L'inventaire des biens de « l'émigré De La Marche » alors réalisé en donne le descriptif suivant : « Une maison principale couverte d'ardoises ayant de long dehors vingt-huit pieds, large à deux pignons quinze pieds, sur dix-huit pieds compensé de hauteur, ayant un corridor en son endroit d'occident, avec un salon en son endroit d'orient, une cave à son bout du nord, chambre et grenier, une soule à pourceaux en son endroit d'orient, une écurie ayant de long vingt-six pieds (...), une crèche en ruine (...), une autre crèche couverte de chaume (...), le four avec son angard, un angard sur l'aire avec un ancien colombier et un failli pavillon (...) sous cour, aire à battre, issue à paille, jardin, courtils et verger (...), quatre cents cordes de terres chaudes, de frostage [ = terres froides] cent soixante cordes, de prés près quatre cents quarante cordes ». Cette description donne l'impression que le manoir était alors en assez piteux état.
Louis de Lestang du Rusquec, qui demeurait au château de Kérézellec, commune de Tréflévénez, héritier des biens de la famille De La Marche, récupère dans des circonstances inconnues pour l'instant la propriété de la « maison manale », qui constitue ce qui reste de l'ancien manoir de Botmeur et d'une dizaine d'hectares de terres : il  vend le tout le 13 avril 1816 à Jeanne Pichon, veuve d'Olivier Bothorel, alors occupante des lieux.
Le cadastre de 1836 fait état d'un ensemble bâti à cour fermée. Les derniers vestiges significatifs ont disparu en 1929. Il ne reste aujourd'hui que les vestiges de l'écurie datant du XVIIe siècle, situées à son extrémité sud.
Parmi les dépendances du château de Botmeur se trouvait la « Métairie » (Veridi) : dans son conte « Riwall le sonneur », François Abgrall en fait la description suivante: « La métairie, dépendance du château de Botmeur, était bien la plus belle terre de la contrée. Deux barrières robustes, sinon monumentales, fermaient les deux extrémités de la route desservant cette pittoresque bâtisse aux allures de bas castel. De la chaussée moussue de l'étang aux bâtiments courait une allée de hêtres magnifiques. La métairie avait puits et four, mais point de moulin ». L'allée en question se nomme encore hent ar veridi. La métairie fut achetée le 18 thermidor an IV (août 1796) par Jérome Tourmel également.

#### Des paysans prompts à se rebeller
En mars 1694, Pierre Chaton et Michel Guillou, fermiers généraux, portent plainte contre des paysans de « la terre de Botmeur » qui avaient agressé des commis de la ferme générale ; ceux-ci  parvinrent à se dégager en tirant en l'air, mais les paysans rattrapèrent l'un des cavaliers, le désarçonnèrent, le frappèrent à tour de bras, s'emparèrent de ses pistolets et répliquèrent aux coups de feu des autres commis; on releva des blessés dans les deux camps.

### La vie traditionnelle

#### Un isolat humain
Le terroir était un véritable isolat humain, coincé entre la montagne et le marais, en raison de l'éloignement et de chemins difficilement praticables, surtout en période hivernale. L'insécurité des routes, la peur du loup (les derniers n'ont disparu de la région qu'aux alentours de 1900), les craintes superstitieuses liées aux légendes du lieu aggravaient l'isolement. Ceci explique une très forte endogamie, entraînant une forte consanguinité, longtemps pratiquée (d'où la fréquence de certains noms de famille typiquement botmeuriens : Mallegol, Berrehar, Lagadec, Ménez, Bothorel par exemple), plus forte encore dans les hameaux restés longtemps les plus isolés : Ty-ar-Yun et Botcador.

« Au milieu d'un réseau de montagnes arides, isolée du reste de l'univers, une peuplade s'est créée une petite patrie : c'est de Botmeur, ses usages, ses mœurs, son industrie le distinguent de ses voisins. C'est un peuple à part, c'est à proprement parler une même famille, car il est peu d'exemples de l'alliance d'un habitant de Botmeur avec une personne étrangère au bassin de ses montagnes. Industrielle par nécessité, attendu l'ingratitude du terrain, cette peuplade ne s'occupe que de l'éducation [sic] de la race ovine et de trafic. Tout homme à Botmeur naît colporteur et son univers est de Nantes à Brest. La mendicité, fléau de tous ses voisins, n'y a jamais été connue". »

Un rapport du Conseil général du Finistère indique en août 1880 que Botmeur fait partie des 27 communes de plus de 500 habitants du Finistère qui n'ont encore aucune école de filles.

#### Du domaine congéable à la privatisation des «terres vaines et vagues»

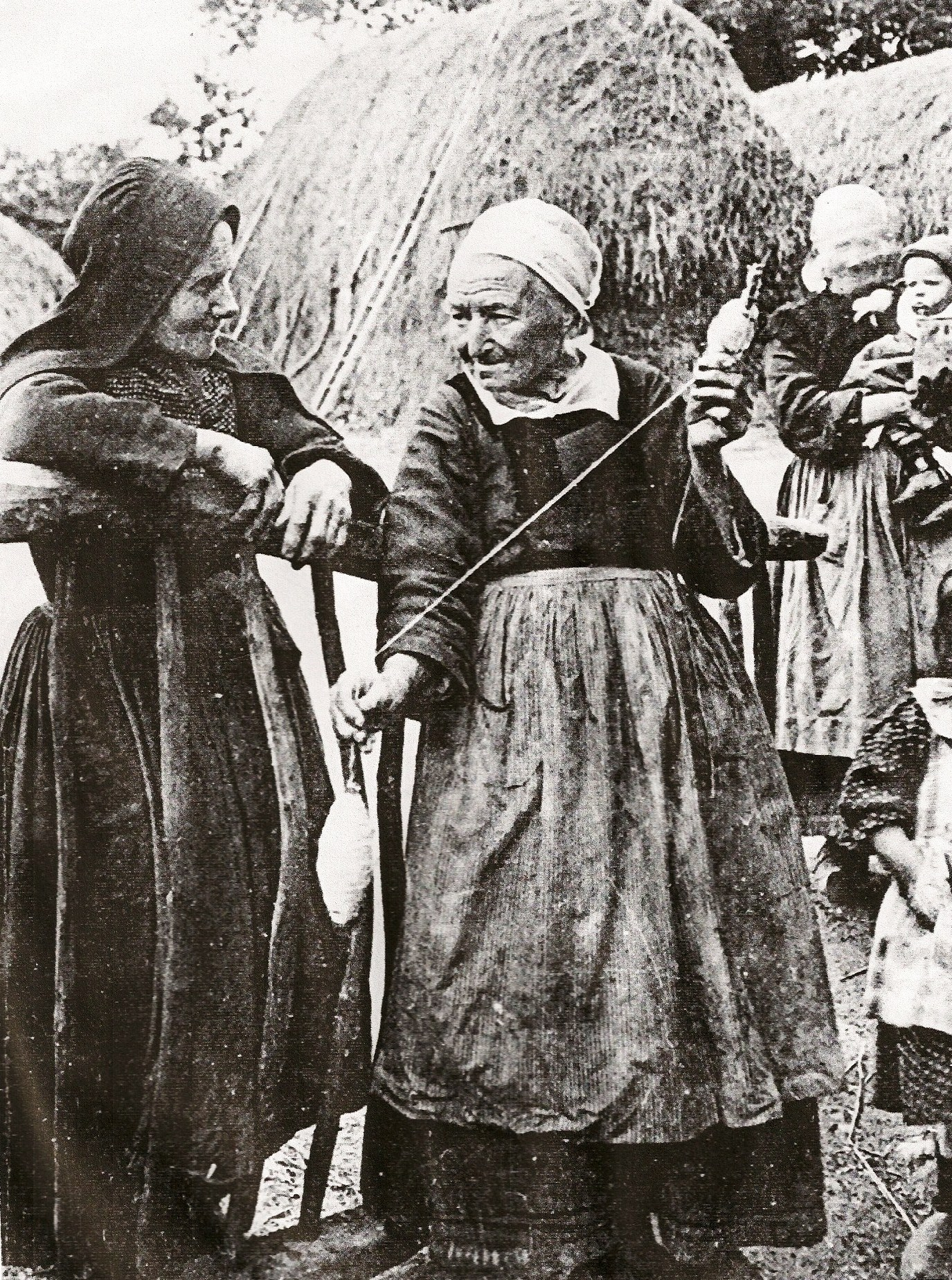
Femmes de Botmeur ou La Feuillée filant la quenouille (début XXe siècle).

Sous l'Ancien Régime, le seigneur du lieu possédait toutes les terres qui étaient exploitées par les paysans dans le cadre de convenants de domaine congéable. Aux XVIIe et XVIIIe siècles, la quévaise était la forme d'exploitation la plus pratiquée localement, variante du domaine congéable, mode de tenure prédominant en Basse-Bretagne. C'est un système hybride qui partage la propriété en deux : le fonds pour le seigneur foncier, les édifices et superficies pour le domanier. Ce dernier est donc à la fois un paysan-propriétaire et un paysan-locataire, qui paie une rente convenancière, payée en partie en nature (grains, poules, ..) et le reste en argent. Il peut être congédié par le propriétaire du sol. Les domaines congéables survivent à la Révolution française : par exemple le 7 novembre 1802 un contrat de domaine congéable est encore signé à Châteaulin entre les deux frères Joseph Hyacinthe et Joseph Louis René Marie De La Marche, héritiers des anciens seigneurs et restés propriétaires d'une partie des terres du terroir de Botmeur et une quarantaine de paysans du village de Botcador principalement et d'autres hameaux voisins pour les autres. Les convenants de l'« enclave de Botmeur » étaient tenus à l'usement « du terroir et quanton de Poeher », c'est-à-dire qu'ils étaient soumis aux lois traditionnelles en vigueur dans le Poher.

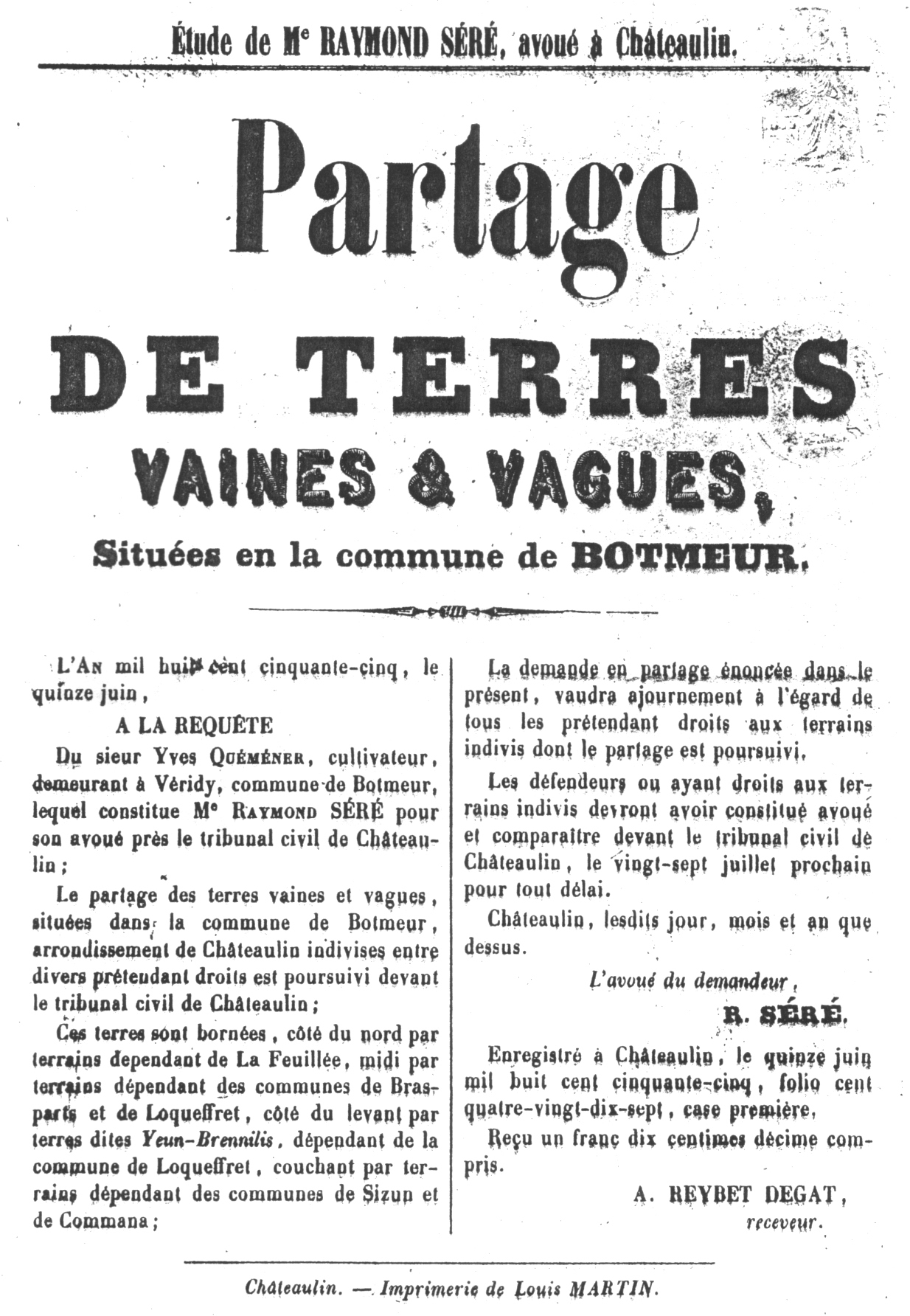
Affiche concernant la mise en vente de terres vaines et vagues en 1853 à Botmeur.

Le reste des terres est d'usage collectif : « Marais du Yeun et montagnes de l'Arrée occupent plus des 2/3 du terroir de Botmeur : de temps immémorial, ces terres étaient « vaines et vagues », considérées comme des terres d'usage communautaire où les habitants faisaient paître leurs troupeaux, de moutons surtout, gardés par des pâtres. Ces terres appartenaient pour l'essentiel au seigneur du Botmeur comme l'illustre l'aveu du 19 juillet 1753, parfois à des ordres religieux (Abbaye du Relec, Hospitaliers de l'ordre de Saint-Jean de Jérusalem à La Feuillée) qui en laissaient la jouissance aux fermiers et domaniers ».
Ces pratiques agricoles de nature communautaire ont longtemps persisté, à la fois dans le marais et sur les landes de la montagne : une première vente d'une portion de terres de la « montagne » à usage communautaire jusque-là et appartenant à l'abbaye du Relec, mais devenue bien national, est achetée le 15 juin 1807 par un groupe d'habitants de Botmeur et les anciens convenants sont vendus par lots peu après (en 1816 pour les deux convenants Goaschezet et Laurent, redevenus après la Révolution propriété de l'ancienne famille seigneuriale) mais la famille Le Roy possédait alors les deux-tiers des terres cultivables de la commune qu'elle avait racheté comme biens nationaux pendant la Révolution française. Les « terres vaines et vagues », jusque-là considérées comme terres communes désormais propriété de la commune de Botmeur qui s'est substitué à l'ancien propriétaire seigneurial à l'époque de l'Ancien Régime depuis leur confiscation pendant la Révolution française, « où les habitants faisaient leur provision de tourbe pour l'hiver, où ils étaient libres de prendre la litière pour leur bestiaux, de les faire paître, de prendre à volonté la bruyère pour allumer leur feu », mais la loi du 6 décembre 1850 permit leur vente aux enchères publiques à des particuliers en lots de propriété individuelle, ce que décida la commune en 1854 et qui fut fait en trois temps entre 1854 et 1862. Par exemple en 1855, le sieur Yves Quéméner, de Véridy, provoque par une requête devant le tribunal de Châteaulin, la vente d'une partie de ces terres, non sans contestations, car certains particuliers qui avaient antérieurement enclos une partie de ces terres  tentaient de se les approprier sans bourse délier. Ces ventes permettront à la commune de faire face aux dépenses engagées pour différents travaux.
Le maire de Botmeur de l'époque, Louis Lagadec, est très réticent à l'égard de ces ventes auxquelles la commune est contrainte, il écrit : « Tous les habitants de la commune font dans le Yeun Ellez leur provision de tourbe pour l'hiver (...), tout individu est libre de prendre où il veut la litière pour ses bestiaux, de les faire paître où il lui plaît, de prendre à volonté la bruyère pour allumer son feu, tous avantages immenses (...). Tous les habitants prétendent qu'ils retirent actuellement plus de profit de ces terres que si elles étaient partagées.(...) Le partage sera l'objet de disputes. Qui nourrira les pauvres? ». La fin du XIXe siècle verra la multiplication des ventes et la fin du partage des communs.
Vers 1830, l'élevage des moutons sur les terres communes était encore important comme le décrit Jean-François Brousmiche : « Dans les landes rases, sur les bruyères de la montagne de La Feuillée à Commana, on voit des troupeaux de moutons assez nombreux, des bœufs en assez grande quantité ; la taille des uns et des autres est médiocre. Le mouton de ce canton n'est pas renommé ; il n'en est pas de même des petits bœufs de la montagne qui ont de la réputation ». L'élevage des moutons, jusque-là important, déclina alors, car ces terres auparavant non closes et communes à tous offraient des parcours de transhumance pour les moutons depuis des siècles. Ce système ancestral, pratiqué depuis un temps immémorial, prit donc fin.
Félix Benoist décrit ainsi les habitants de Botmeur en 1865 : « Les montagnards sont uniformément vêtus de bure d'un brun jaunâtre, c'est-à-dire de la couleur fauve de leurs montagnes. Ils portent, sous leur habit, un long gilet descendant jusqu'aux reins, en peau de mouton, la laine en dehors. Aussi sauvages que le pays où ils habitent, ils attribuent un pouvoir surnaturel à certains individus, surtout lorsque ces individus vivent isolément et avec singularité, et ils ont une confiance entière dans les guérisseurs de bestiaux, qui passent plus ou moins pour sorciers… ». Il poursuit: « Le vallon de Botmeur, où quelques langues de terres cultivées, quelques cabanes entourées de bouquets de bois, se détachent comme des oasis d'Égypte au milieu des bruyères pourprées et des tapis de mousse jaunâtre que broutent de maigres troupeaux de vaches et de moutons. Sous les pieds sont des marais très dangereux, remplis de fondrières, une croûte verdoyante à la surface recouvre leur fond bourbeux nommé youdig (« petite bouillie ») où disparaissent parfois (selon la légende) bestiaux et bergers ».
Louis Le Guennec fait de Botmeur vers 1900 la description suivante : « Le bourg, qui est assez considérable, est situé dans un bas-fond, près d'un étang couvert de plantes aquatiques. L'église, située à l'ouest de l'agglomération, est une construction pauvre et mesquine, qui semble être de la fin du XVIIe siècle ».
L'appropriation individuelle des terres, l'emploi qui se généralise d'amendements (maërl) et d'engrais, permettent dans le dernier tiers du XIXe siècle et les premières décennies du XXe siècle la progression des cultures (sarrasin, seigle, pomme de terre et même peu à peu blé) et, grâce au drainage d'une partie des marais et à l'irrigation des prairies naturelles, de l'élevage bovin.
Les descriptions de Botmeur au XIXe siècle sont souvent lugubres. Dans le Pater de Saint-Rivoal, chapitre de la « Chanson du cidre », Frédéric Le Guyader écrit :
Saint-Rivoal et Botmeur, perdus dans la montagne,

Sont bien les bourgs les plus tristes de Bretagne. (...)

Quant à Botmeur, il semble, avec ses toits de chaume,

Un village lacustre, au bord d'un lac-fantôme,

Mais d'un lac desséché depuis des milliers d'ans.

Ce n'est plus qu'un marais funèbre; et là-dedans,

Sous la tourbe mouvante, effrayamment profonde,

Repose une forêt, vieille comme le monde.

Quand on voit, de plus près, non sans émotion,

Ce noir Marais, pays de désolation,

Où la mort plane, où rien ne peut vivre, où tout souffre,

On rêve de Sodome, et de sa mer de soufre;

Et peut-être qu'au lieu d'arbres ensevelis,

C'est un peuple de morts qui dort là, sous ces plis.(...)

Le géographe Maurice Le Lannou fait du hameau de Balanec-ber la description suivante vers 1930 : « Balanec-Ver est un de ces petits hameaux établis sur la crête des Roz, entre les pentes qui mènent au Roc Trévézel et le marais tourbeux. Quelques arbres, quelques champs de blé, de seigle et de pommes de terre. Engageons-nous à droite (à pied seulement) par le petit chemin boueux entre les pignons à demi écroulés des vieilles maisons. La Bretagne n'a pas de hameau plus misérable ! La tristesse du lieu s'exprime dans le costume des femmes : tout est noir, même la coiffe ample et sans dentelle, qui retombe sur le cou ».
Toutefois, Gustave Geffroy en 1903 donne une description presque idyllique de l'« oasis » de Botmeur, qui tranche singulièrement avec l'impression des autres voyageurs précités : « Botmeur, qui est l'oasis des monts d'Arrée. Humble oasis, accrochée à la pente aride, avec ses rues qui grimpent, qui dévalent, ses maisons plantées de guingois, ses quelques jardins, ses arbres, ses chemins couverts. En somme, tel qu'il est, ce Botmeur est l'endroit délicieux des monts d'Arrée, c'est la ville d'eaux et la station d'hiver (...). J'ai la sensation singulière d'un village méridional, et je m'attend, à chaque instant, à voir les enguirlandements de la vigne et les feuilles luisantes du figuier contre quelque muraille exposée au soleil de midi ». En ce début du XXe siècle, l'isolement de Botmeur reste grand si l'on en juge par d'autres propos de ce même auteur : chemins difficiles (« la voiture cahote, va comme elle peut, à travers les ruelles pierreuses et les chemins défoncés »); étonnement de la population comparée à ...une peuplade d'Afrique centrale (!) face au passage du voyageur (« jamais un explorateur arrivant dans une bourgade de l'Afrique centrale n'a été plus entouré, et jamais population de noirs n'a manifesté plus bruyamment son étonnement et sa joie »).
La pauvreté des terres et la petitesse des exploitations agricoles a rendu nécessaire depuis longtemps la recherche d'un travail en dehors de la commune. Avec La Feuillée, Botmeur a été une terre de pilhaouers (26 sont dénombrés dans la commune en 1856 et encore 18 en 1905), mais aussi de marins d'état et d'enseignants. Du coup, le préfet du Finistère indique dans un rapport de décembre 1902 que « la population parle le français » [le breton restant toutefois la langue usuelle], ce qui n'était pas le cas dans beaucoup de communes rurales finistériennes à l'époque.
L'émigration a été forte dans la seconde moitié du XIXe et la première moitié du XXe siècle vers les carrières de Trélazé, vers la région parisienne et même vers l'étranger. On trouve des descendants de Botmeuriens en Amérique du Nord, en Argentine, etc. L'exploitation de la tourbe dans le marais du Yeun Elez a longtemps procuré un revenu d'appoint non négligeable pour la population locale. Cette exploitation a pris fin au début de la décennie 1950.

#### Les meuniers de Botmeur auXIXesiècle
Les deux moulins de Botmeur étaient propriété seigneuriale avant la Révolution française (la famille Rolland était alors locataire depuis 1723 des deux moulins et l'est encore en 1816) : l'un, « Ar Vilin Ven », était implanté juste en aval de la « chaussée » (digue) retenant les eaux de l'étang de Lost an Lenn, le second reconstruit au début du XIXe siècle, nommé « Ar Vilin Rouz », situé plus en aval. En 1816, Louis De Lestang du Rusquec, héritier des De La Marche, et qui a récupéré la propriété des moulins les vend à Jean Mével, maréchal-forgeron et Jeanne Martin sa femme, demeurant au lieu de Rudéval, terroir de Botmeur, en la commune de Berrien, et Olivier Botorel et Renée Martin son épouse, cultivateur, demeurant au lieu de Botcador, qui les achètent chacun pour moitié. Toute une lignée de meuniers considérés parmi les familles les plus riches de la commune (surnommés « Ar Vilin » « Ceux du moulin »), Mével (Jean-Marie Mével par exemple en 1822 est le meunier) et Salaün (François Salaün par exemple est meunier en 1900), firent tourner les deux moulins, puis le seul moulin subsistant, jusqu'au début du XXe siècle, le dernier meunier étant Olivier Mével jusqu'en 1910. Le moulin servait à moudre le blé. Parfois il avait des problèmes en été dus au faible tirant d'eau des eaux provenant de l'étang de Lost ar Lenn situé en amont et alimenté par le ruisseau dit de Botmeur (ar steir ar vilin ven) qui prend sa source au pied du Roc'h an Haden avant d'aller plus en aval rejoindre le Roudouhir en passant par le Libist (la « route du Libist », qui permet d'accéder au lac le traverse par un petit pont, le pont ar c'hi dour).
Un premier effondrement de la « chaussée » survint en 1867, provoquant la disparition du moulin Ar Vilin Ven emporté par les eaux lors d'une rupture brutale de ladite « chaussée » : l'ampleur de la crue subite fut telle que des éléments du moulin furent retrouvés jusqu'à Châteaulin ! Un lavoir, le « Steir ar Vilin Ven » (« Lavoir du moulin blanc ») occupe depuis son emplacement. L'autre moulin, Ar Vilin Rouz, détruit également lors de cette crue subite, fut reconstruit par la famille Salaun, des communs étant rajoutés en 1869 ; une autre rupture de la digue survint en 1910, provoquant une nouvelle crue, moins grave toutefois, détruisant en partie le moulin subsistant. Les bâtiments furent ensuite loués à la famille Pichon et ses bâtiments, rénovés, existent encore mais c'est désormais une maison d'habitation. L'étang demeure asséché depuis une autre rupture de la digue survenue en 1919.

### Botmeur auXXesiècle

#### De l'ancienne chapelle seigneuriale à l'église actuelle

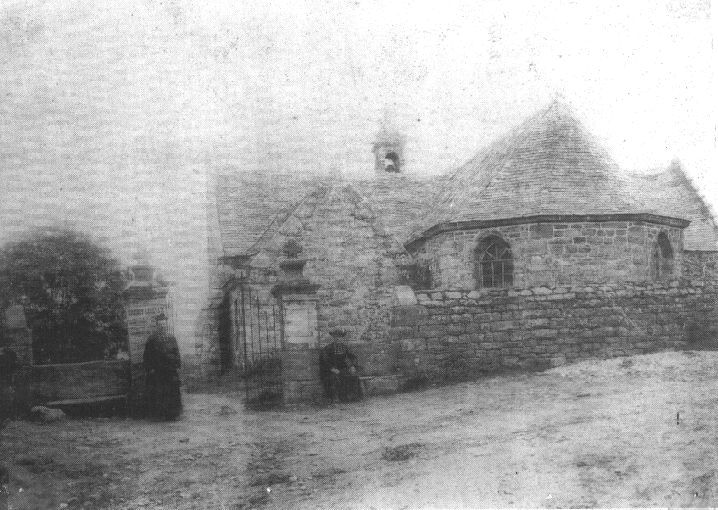
L'ancienne église de Botmeur, détruite vers 1909.

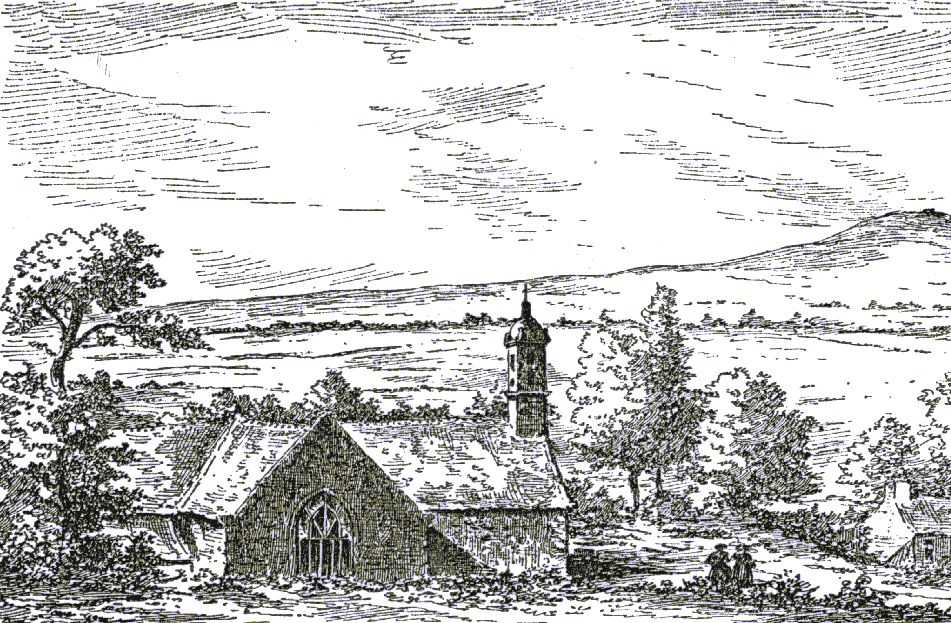
L'ancienne église de Botmeur, détruite au début du XXe siècle.

Au début du XXe siècle, l'ancienne chapelle seigneuriale construite en 1755 par le seigneur De La Marche, qui tenait lieu d'église paroissiale, implantée au cœur du cimetière, était beaucoup trop petite pour contenir les fidèles. Une comptine disait :
« I parraz Boneur

Pa vézé deg en ilis

A vézé tregond ar Vered »

(« Les fidèles assis sur les tombes écoutaient l'office comme ils pouvaient et bavardaient entre eux »).
Nicolas Brenner fut recteur [curé] de Botmeur aux alentours de 1850. Originaire de Lopérec, l'on disait de lui : « Sa messe dure deux heures, son bréviaire encore plus » vu « sa lenteur en toutes choses ». Il se retira en 1855 et mourut le 16 juin 1874 âgé de 87 ans à la maison de retraite pour prêtres de Saint-Joseph à Saint-Pol-de-Léon.

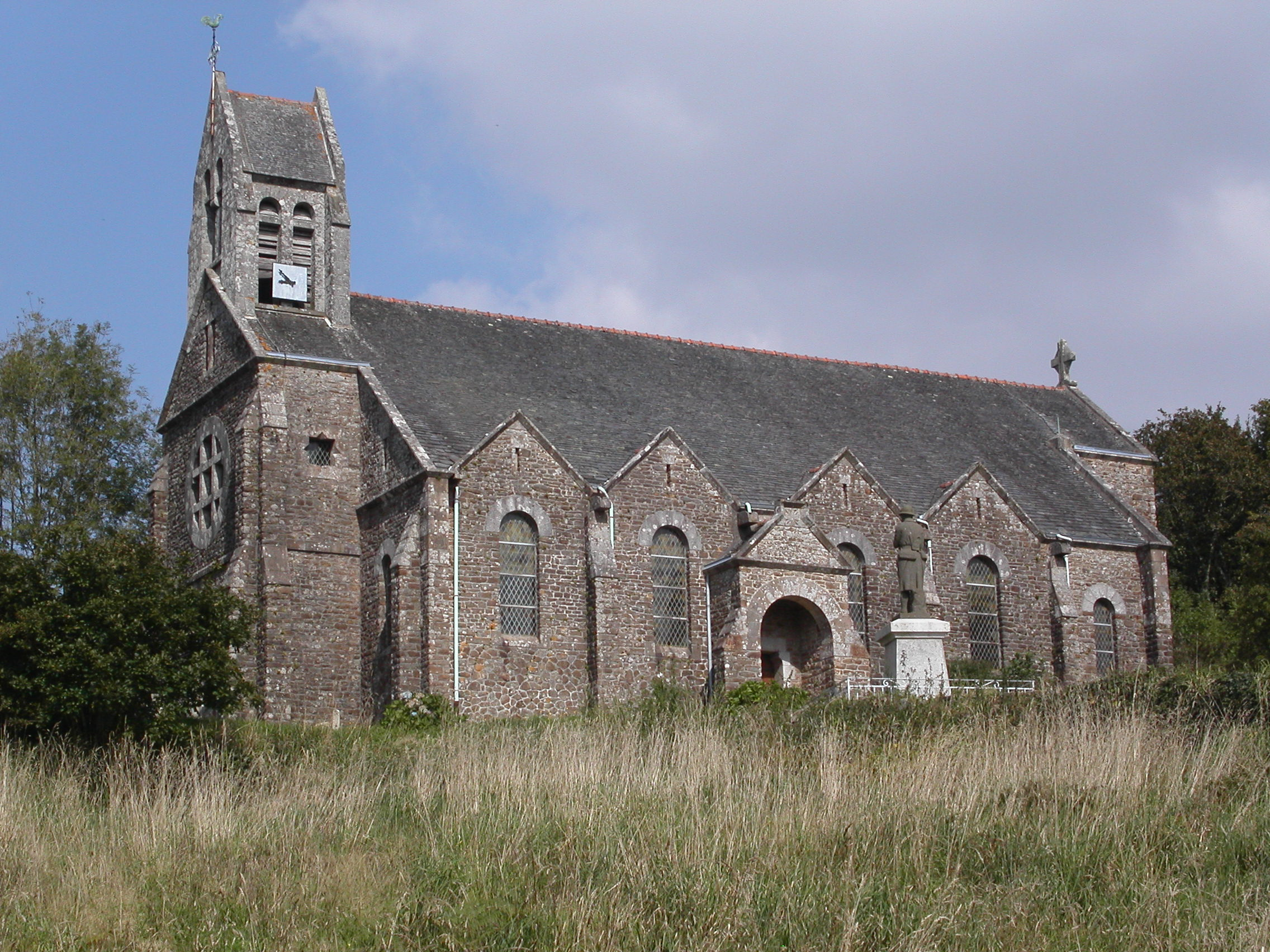
L'église actuelle de Botmeur, construite en 1909, restaurée en 1935 après l'incendie, et son clocher en bâtière.

L'église de Botmeur était vers 1900 dans un état calamiteux: « Nous connaissons tous, chez nous, ces « pillaouers » qui traversent nos villes, parcourent nos campagnes, exerçant leur négoce peu rémunérateur. Ils retournent périodiquement dans leurs foyers, auxquels ils restent très attachés, et se retrouvent dans leur église paroissiale, hélas plus misérable que la dernière chapelle de hameau qu'ils ont rencontré dans leurs courses errantes ». Selon un rapport daté de 1906: « L'église de Botmeur, située dans un bas fond du bourg, au-dessous du chemin qui le traverse, a reçu toutes les eaux qui se déversent des alentours, les murs ont été minés dès leur base par l'humidité, ils sont dans un état de dislocation irréparable et dangereux. Les charpentes totalement pourries et rongées s'affaissent, les grosses ardoises qui recouvrent le toit ne tiennent plus et tombent à chaque coup de vent ». Le presbytère de l'époque, situé près de la mairie, est dans le même état.
Cette situation rend nécessaire la construction d'une nouvelle église, projetée dès 1875 (première souscription lancée par le Conseil de fabrique) mais différée par manque d'argent; le projet est relancé par une nouvelle délibération du Conseil de fabrique en date du 6 juillet 1899 et la construction permise par une nouvelle souscription, qui est inaugurée le 25 mars 1909, permise en partie par la vente des « communs ». Cela permet dès 1910 la destruction de l'ancienne église: « les boiseries et une partie des moëllons serviraient à réparer le presbytère, une autre à l'entretien des chemins vicinaux. (…) Au surplus, la démolition de l'ancienne église permettrait l'élargissement du chemin vicinal très étroit et qui a un tournant très dangereux en cet endroit ainsi que l'agrandissement du cimetière trop petit ».
Malheureusement détruite par un incendie le 9 juin 1934, elle est reconstruite ensuite avec l'ajout d'un clocher dès 1935 car il n'en existait pas dans l'église construite en 1909, le clocher de l'ancienne chapelle seigneuriale, qui avait été conservé, en tenant lieu.

#### Un fief laïque et républicain
Comme la plupart des autres communes des monts d'Arrée, Botmeur est de tradition laïque et un fief de la gauche, avec une étonnante permanence dans le temps. Lors des élections législatives de 1895, la gauche radicale obtient 80 % des voix, record du Finistère ; un siècle plus tard, Botmeur a été la commune de Bretagne la plus favorable à Ségolène Royal, candidate socialiste, au deuxième tour des élections présidentielles de 2008.
Une partie des Botmeuriens toutefois, lors des querelles entre l'Église et l'État au début du XXe siècle, soutiennent leur clergé : le 8 avril 1906, le Conseil de fabrique condamne la loi de séparation des Églises et de l'État qui « foule les droits que l'Église a acquis à des titres multiples et en vertu même du Concordat ». Une pétition en faveur du maintien du Concordat est signée par de nombreux hommes de la paroisse : 109 électeurs la signent sur un total de 260 électeurs. Le même document montre que 41 des 109 hommes pétitionnaires ne savent pas signer leur nom.
En 1912, une violente polémique éclate à propos d'un double mariage civil célébré dans la commune qui entraîne des controverses pendant plusieurs mois dans la presse locale, opposant en particulier un hebdomadaire catholique Le Courrier du Finistère et une publication socialiste de Morlaix: l'Eteignoir.
En 1929, le recteur de la paroisse, Prigent, écrit : « Le peuple pourtant croyant a délaissé les pratiques religieuses, une quinzaine de personnes assistent à la messe le dimanche ». Le vieux presbytère menace ruine: « La cheminée fume, les murs sont noirs et très humides, les murs de clôture n'existent pas, pas de porte, ni de barrière sur la rue » écrit le même recteur Prigent. La visite d'Adolphe Duparc, évêque de Quimper le 3 juin 1930 (un événement rarissime, peut-être unique à Botmeur!) et la Mission du 5 au 12 février 1933 (la « Croix de Mission » commémorant celle-ci se trouve dans le cimetière) ne suffisent pas à ranimer une foi vacillante, surtout chez les hommes : selon le curé (recteur), si 257 communions de femmes ont été comptabilisées, seulement 93 d'hommes l'ont été (et 43 d'enfants). Ce double événement religieux a toutefois permis l'aménagement du chemin montant à l'église (qui n'était avant la venue de l'Évêque qu'un sentier envahi par les ronces) et la construction de l'escalier allant de la route à l'église, ainsi que du mur de soutènement bordant la route.

#### Botmeur et les guerres

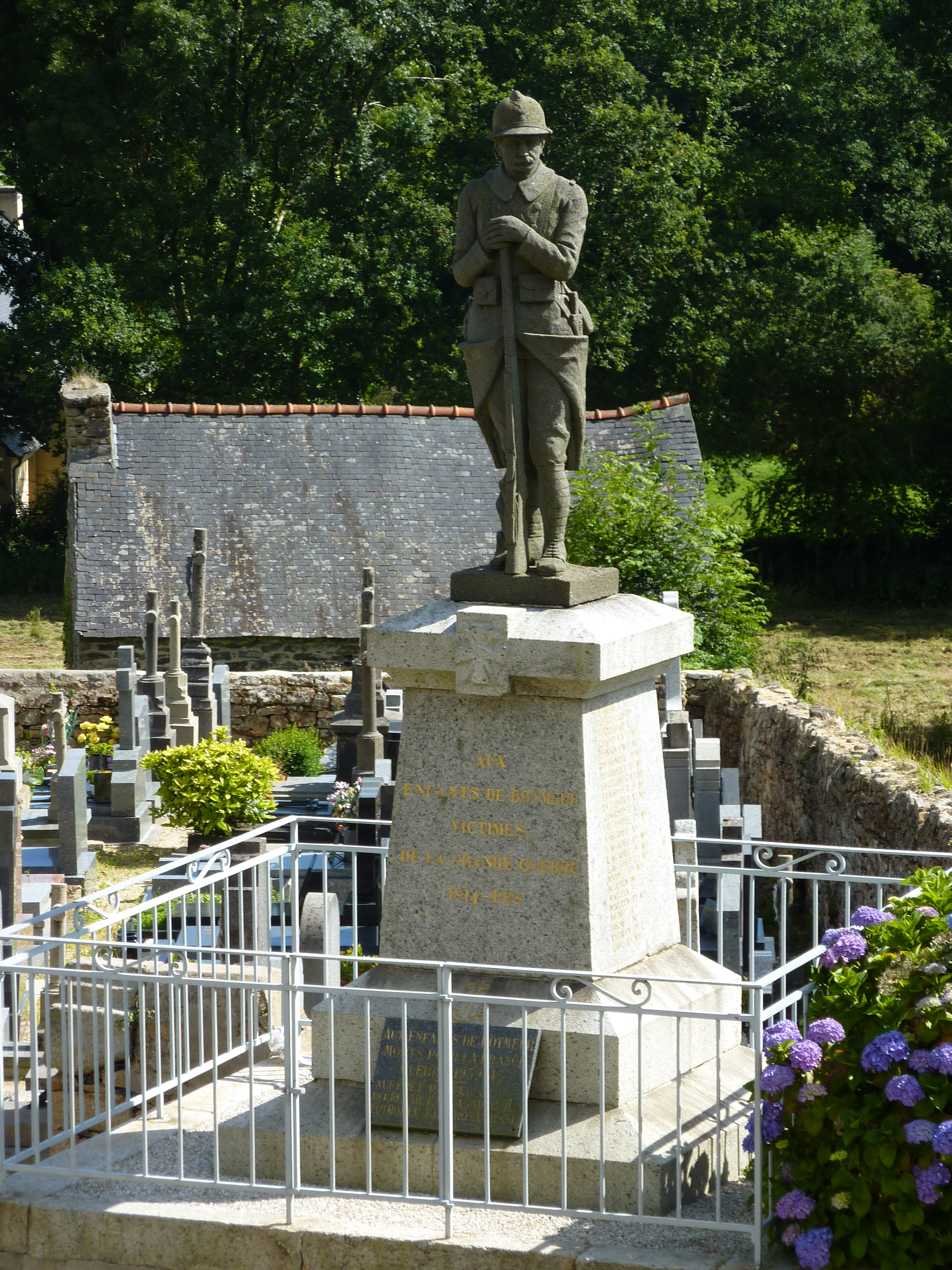
Le monument aux morts.

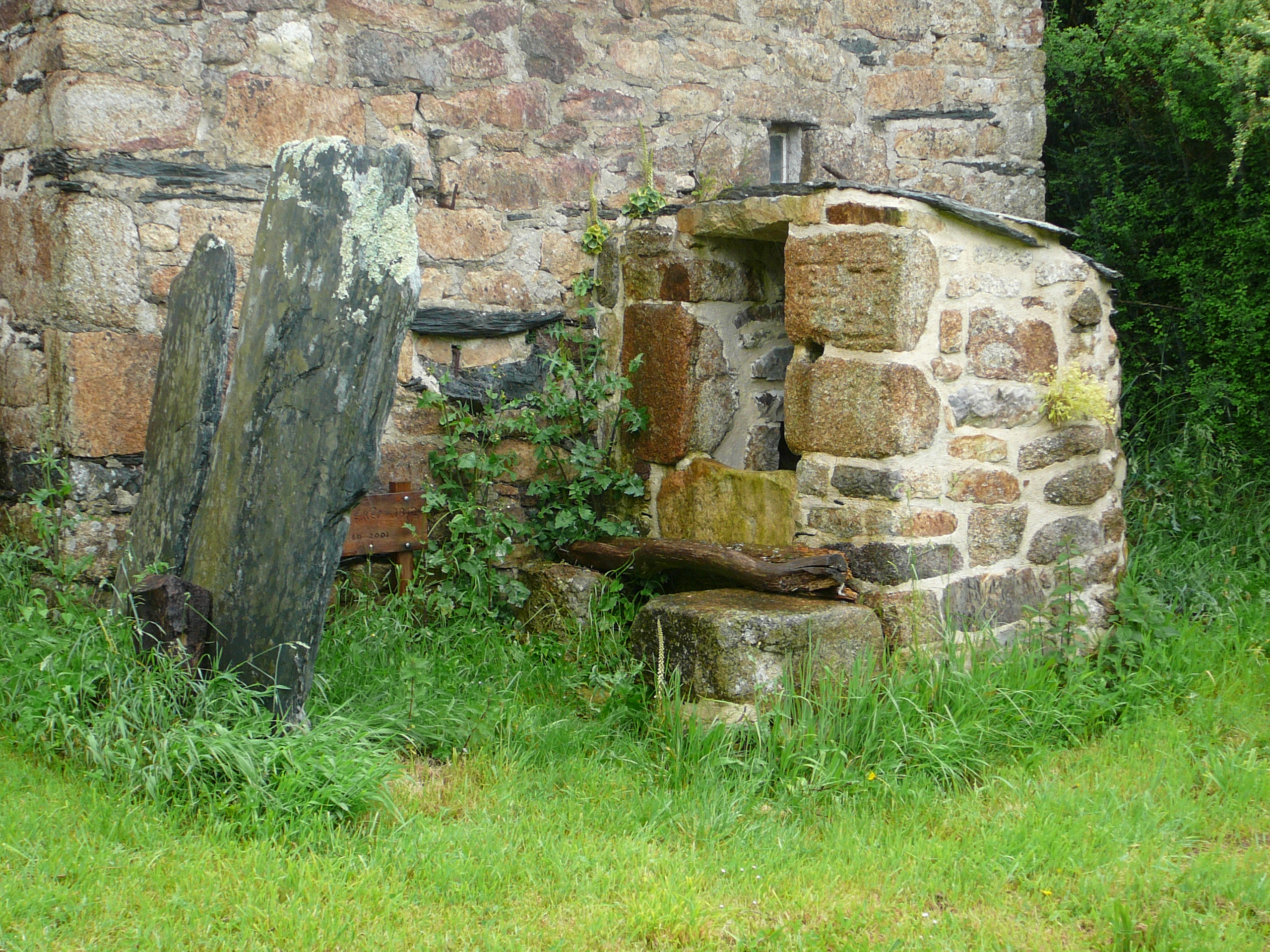
Le « puits du déserteur » construit en 1815 au Creisquer.

La tradition rapporte que, pendant la Révolution française, Jean François Fer, né à La Feuillée le 13 mars 1775, fut déserteur : n'ayant pas rejoint l'armée de 300 000 hommes levée en l'an II, il se cacha dans la ferme du Kreisker jusqu'au 5 frimaire de l'an XI (il fut amnistié par la loi du 24 floréal an X). Il a gravé sur l'une des pierres du puits ses initiales, un calvaire, un ostensoir et le symbole IHS (qui symbolise le Christ). La tradition rapporte que cet ex-déserteur vécut ensuite chez son neveu François Fer au Creisquer en Botmeur et qu'il y creusa en 1812 un puits surnommé depuis « le puits du déserteur » et qui existe toujours. Marié à Anna Fer, mais n'ayant pas d'enfants, il légua sa ferme du Creisquer à ses neveux. Il décéda le 8 décembre 1837 au Creisquer.
Deux Botmeuriens sont morts pour la France pendant les guerres du second Empire : l'un, Thomas Bronnec, de Balanec-ber, né le 4 avril 1827, mourut le 5 août 1855 à l'hôpital de Varna (Empire ottoman à l'époque, Bulgarie actuellement), probablement du choléra. Carabinier, il a participé à la guerre de Crimée (1854-1855) ; l'autre, Jean François Marie Prigent, né le 9 août 1831 à Plounéour-Ménez, vivait à la Métaierie en Botmeur. Il était zouave et a participé à l'expédition française au Mexique (1861-1867) : il est décédé le 3 octobre 1863 à Zacapocz (Mexique) des suites de ses blessures.
Selon le monument aux morts de Botmeur, édifié par Jean Le Rumeur, granitier au Huelgoat et achevé le 15 février 1925 : 41 Botmeuriens sont morts pour la France pendant la Première Guerre mondiale et 5 pendant la Seconde Guerre mondiale. Parmi ces derniers, deux Botmeuriens : François Bothorel, étudiant en médecine et Henri Kerjean firent partie des 18 résistants tués le 16 août 1944 dans les combats d'Irvillac contre une colonne allemande revenant de Brasparts. Ils étaient membres de la compagnie Jean Riou, commandée par Jean Plassart. Par ailleurs, Jean Ménez est tué d'une balle le 8 mai 1944 à Botmeur par un militaire allemand.
La liste complète des morts pour la France de Botmeur est consultable dans la boîte déroulante ci-dessous :

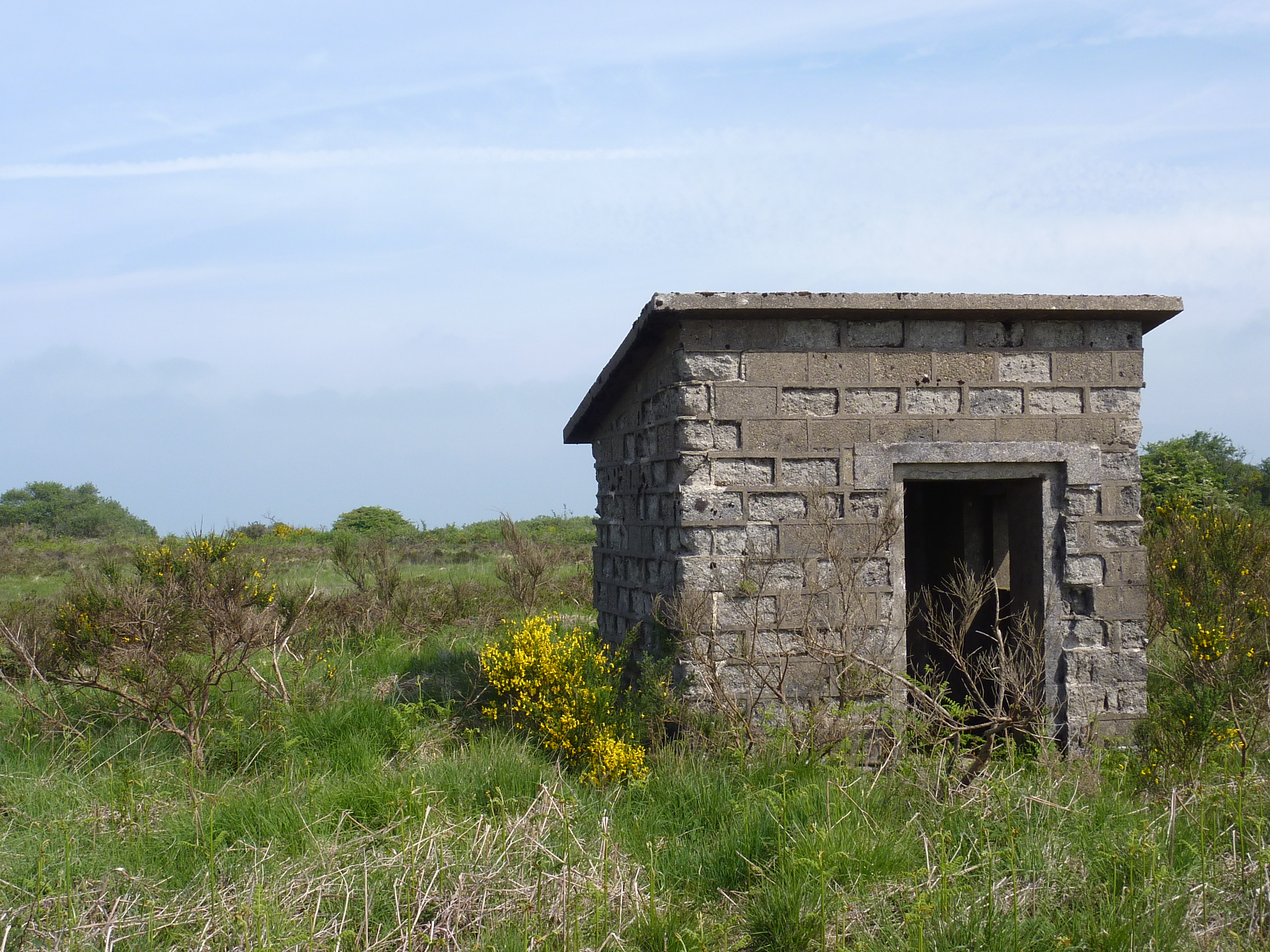
Botmeur : guérite allemande datant de la Seconde Guerre mondiale au carrefour de la « route de la montagne » avec la route Morlaix-Quimper.

De plus, Roger Duigou, né à Botmeur le 20 novembre 1922, même s'il vécut une partie de son enfance à Bar-sur-Aube, fut résistant. Pris par les Allemands, il fit partie du convoi de déportés du 17 janvier 1944 au départ de Compiègne à destination du camp de concentration de Buchenwald (Allemagne), matricule 40485, puis à Dora ; il est décédé le 31 octobre 1944 en un lieu inconnu en Allemagne.
Pendant la Seconde Guerre mondiale, un détachement de soldats allemands vivait à Botmeur, en raison de l'intérêt stratégique des crêtes proches des Monts d'Arrée où des batteries de DCA étaient installées (près de Roc-Tredudon d'une part, au carrefour de la voie romaine avec la route Morlaix-Quimper d'autre part, ainsi qu'aux abords du mont Saint-Michel-de-Brasparts). L'étage de l'école fut réquisitionné pour loger les troupes allemandes, d'autres logeaient à l'hôtel tenu par Jeanne Le Goff dans le bourg et certains officiers chez l'habitant ; la maison de Ty ar Lenn leur servait de quartier général et était surnommée localement la kommandantur. Leur rôle était principalement de surveiller l'axe routier Morlaix-Quimper et de protéger le système de radionavigation Bernhart installé au sommet du mont Saint-Michel-de-Brasparts ; une guérite en parpaing destinée à leur servir d'abri lors de leurs tours de garde existe encore au carrefour de la « route de la montagne » avec l'axe routier principal. Le café de Ty-Youenn (situé le long de la route Morlaix-Quimper, au carrefour de route descendant vers Commana, l'ancienne voie romaine) fut détruit par un bombardement. Les Allemands étaient ravitaillés grâce à une cantine installée à Kerbérou en La Feuillée. Comme ailleurs en France, Botmeur a connu quelques faits de modeste collaboration (deux femmes auraient été tondues lors de la Libération) et aussi quelques « résistants de la vingt-cinquième heure », pas toujours les derniers à procéder à quelques exactions pendant cette période troublée.

#### Les pilhaouers de Botmeur
À Botmeur, depuis au moins le XVIIe siècle, sans doute bien avant, les pilhaouers furent nombreux. Lors du recensement de 1856, on en recense 68 dans la commune; lors de celui de 1905, on comptabilise 30 familles effectuant le métier. Souvent, les hommes partaient en campagne dès la fin de l'été, une fois les gros travaux (semailles, extraction de la tourbe, fenaison, moisson) terminés et revenaient au printemps ou, pour quelques-uns d'entre eux, dans le gros de l'hiver. Chacun avait son cheval, tirant le plus souvent une charrette ou un char à banc. Parfois, ces hommes étaient accompagnés de leur épouse ou d'un fils (par exemple Jean-Marie Kerbrat, accompagna son père jusqu'à ses 13 ans en 1897, préférant ensuite devenir marin d'état).
Beaucoup de pilhaouers possédaient ou louaient une maison, un « quartier général », avec une crèche pour leur cheval, dans leur secteur géographique d'activité : Les Lagadec (Jean-Louis du Salou et son frère Louis, surnommé « Loïzic Front ») possédaient ainsi une petite maison de deux pièces à Camaret : ils dormaient dans l'une, l'autre servait au stockage des chiffons qui étaient ensuite revendus à Châteaulin ou Quimper. La femme restait à l'entrepôt du pilhaouer faire le tri des chiffons, les classer par ordre de valeur (ceux de laine, de drap et de lin étaient les plus estimés), les mettre dans des sacs en jute prêts pour la vente. Le chiffon était à l'époque un matériau noble, recherché pour la fabrication de papier-chiffon de première qualité il y avait 66 moulins à papier en Bretagne en 1776). Pendant la campagne des pilhaouers, les vieux parents, aidés des enfants les plus grands, s'occupaient de la ferme. Souvent, les enfants obtenaient le certificat d'études, les parents y tenaient, ceci à partir des lois Jules Ferry de la décennie 1880 surtout. Les descendants des pilhaouers ont souvent bien réussi dans la vie, parfois mieux que les enfants des « terriens », des paysans, la profession permettait en effet de « voir du pays » et facilitait l'évolution des mentalités.
Chaque pilhaouer avait son secteur géographique d'activité, un « quartier » à exploiter, acquis au fil du temps, et que nul de ses compagnons ne viendra, sans forfaiture, lui disputer ; François-Marie Bothorel raconte : « Bet on bet pilhaouer er blawezh 1923 pa oa marw ma zad ha ne oan ket nemed 14 bloaz. Ma breur ha me a oamp bet hon daou e-lec'h ma vese ma zad araog, e Kraozon, terrug, Landevenneg, sant-Vig, Plodiern, toud ar c'hostezioùse ».
Ce quartier était transmissible de mâle à mâle, à un neveu ou à un gendre lorsqu'il n'y avait pas de fils et celui qui en héritait apprenait son métier en étant parrainé par le vieux pilhaouer. Cette coutume était paraît-il très ancienne et caractéristique d'une organisation qui a subsisté presque jusqu'à la fin du XXe siècle. « Cette profession qui était très importante (des familles entières dans cette région des Monts d'Arrée) avait un rôle primordial pour l'économie et constituait un complément indispensable et vital dans cette région ingrate de Botmeur. Mais l'apparition des fibres synthétiques allait mettre un terme à cette activité prospère et originale ». Quand le mari décédait, sa veuve parfois continuait le métier, aidée par les enfants : ce fut le cas par exemple de Madame Jézéquel du bourg de Botmeur, la sœur de ma grand-mère ou encore de Marguerite Martin, veuve Manant, grand-mère de Janine Manant, mais aussi de Marianna Hamon, veuve Nicolas, devenue par la suite Mme Baudré. Sa petite fille, madame Grall, se souvient : « Pa oa marwet he gwas, he doa gwraet Marianna HAMON pilhaoueres war he c'hein. Lakaad a rare ar pilhoù en ur gêr ha goude-se e oa tud gant ur marc'h o tastum aneho ». Ces femmes étaient obligées de porter les sacs de chiffons sur leur dos, les laissant en dépôt dans des fermes amies. Dans le cas de Mme Nicolas-Baudré, un voisin de Roc'h ar C'hezec, M. Lagadec, passait les collecter ensuite avec sa charrette.
Le métier de chiffonnier était basé sur le troc. Contre leurs pillous (ou pilots), les paysannes recevaient de la vaisselle en faïence, des assiettes (qui trônaient dans les vaisseliers), des bols, des écuelles, des plats, des théières ; une soupière était le lot le plus cher, mise alors en évidence sur le buffet. C'était parfois de la vaisselle de 2e catégorie, mais cela ne se voyait guère. Cette vaisselle était achetée en gros dans les magasins de Quimper, Morlaix (maison l'Ermite), Châteaulin, Quimperlé, Roscoff ou Brest, villes où se trouvaient aussi les grossistes en chiffons qui servaient de courtiers, troquant les chiffons collectés contre de la vaisselle à prix réduit et consentant aux pilhaouers une avance de fonds, remboursée par la collecte suivante. Tout le monde y trouvait son compte : grossiste, pilhaouer, paysan ayant besoin de vaisselle. Ceux qui allaient « pilhaouer » dans le Pays pagan les déposaient à Landerneau ; Louis Berrehar de Ty Bout travaillait dans la Presqu'île de Crozon pour un marchand en gros de Châteaulin.
La pesée des chiffons se faisait à l'aide d'un peson, le krog poueser. Il en existait de cinq ou six modèles. La pesée était tout un art car les différentes balances à main n'étaient jamais vérifiées…, elle était très approximative et comptait moins que la négociation avec le client, le plus souvent la cliente, qui voulait recevoir quelque chose en retour, par exemple des grands mouchoirs (« de Cholet » était-il précisé) toujours jaunes à carreaux que les vieilles femmes utilisaient très fréquemment car elles avaient presque toutes une tabatière remplie de tabac à priser.
En plus des pilhous, les chiffonniers collectaient des vieux métaux (permettant le recyclage de la ferraille, ce qui servit par exemple à faire des obus avant 1914, mais aussi du cuivre, du plomb...), des crins, des peaux de lapins. Ils étaient aussi porteurs des nouvelles, bonnes ou mauvaises, et les chantres de toutes les traditions du pays. Après la 2e guerre mondiale, certains firent le commerce de la toile. Ils ramenaient chez eux des costumes un peu défraîchis ; des dentelles, des perles, que les couturières, telle la mère de Catherine Boniven du Traon arrangeaient pour en faire de beaux costumes de fêtes. Du sud du Finistère, nos pilhaouers ramenaient des pommes et une barrique de cidre de Quimperlé, cidre très estimé que le vendeur leur donnait en confiance, sachant qu'il serait payé au retour. Mme Nicolas Baudré et son mari, en octobre, achetaient du côté de Brasparts des pommes et des poires qu'ils troquaient contre des chiffons là où il y avait des enfants.
Souvent, le pilhaouer, levé vers 6 h 30, passait le matin à cheval, pour ne pas perdre de temps, dans les fermes aux alentours de son « quartier général » afin d'informer les paysans de son passage et demander aux femmes de préparer leurs tas de chiffons. Il repassait avec sa charrette l'après-midi pour en prendre livraison et procéder au troc. Lorsqu'il rentrait le soir au dépôt, le char-à-bancs était souvent bien chargé (400 ou 500 kilos). Lorsqu'elle l'accompagnait, sa femme triait les chiffons. Il fallait à un pilhaouer en moyenne 4 jours pour remplir une charrette.

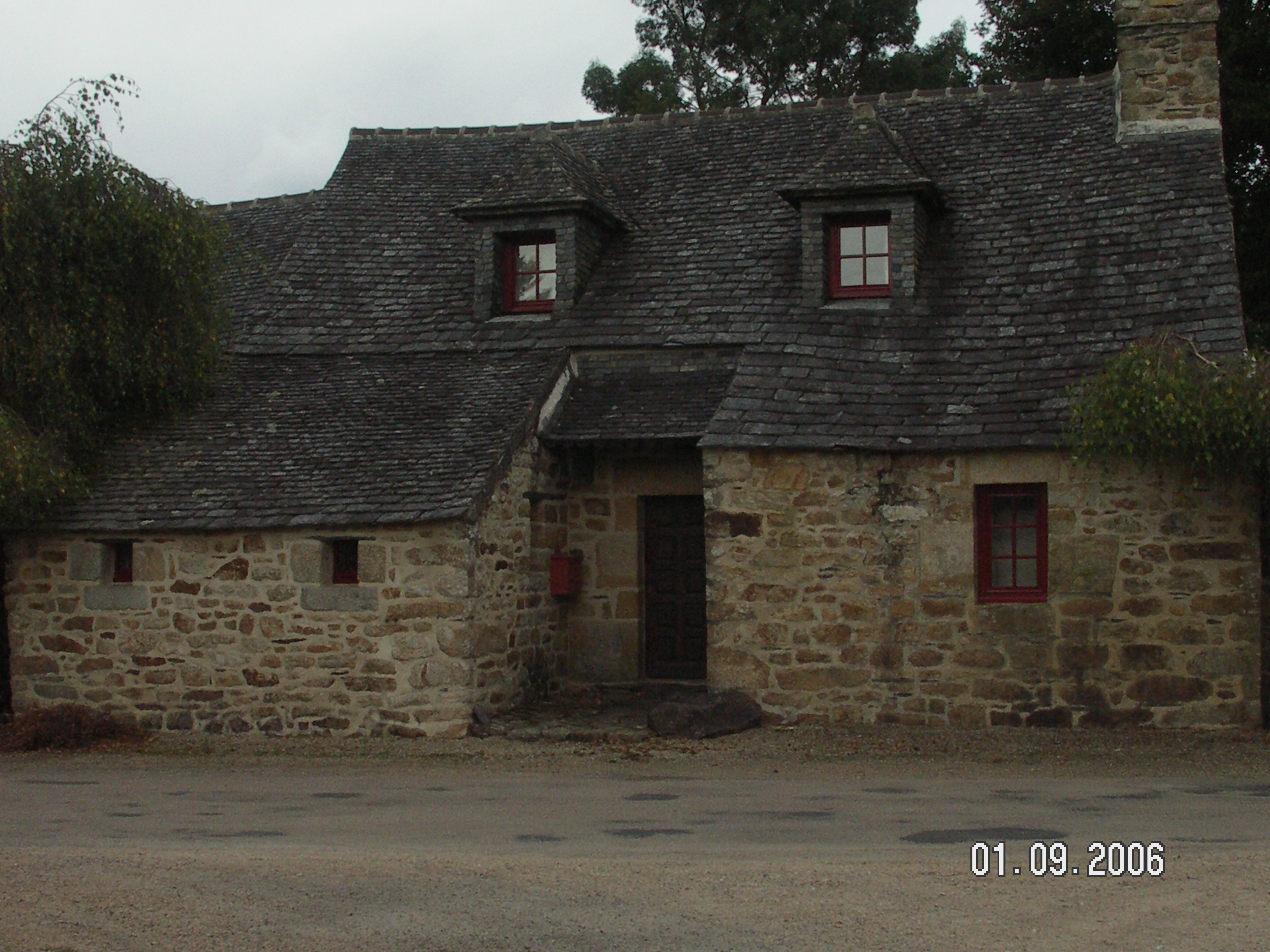
Maison à apotheiz à Balanec-ber.

Les pilhaouers passaient en criant « Tam pilhou tam», « Pilhoù d'ar pilhaouer ! », « (N'ho) peus tamm pilhoù ? » (« Vous n'avez pas de chiffons à vendre, et des peaux de lapins ») ou en se servant d'une corne ou d'une clarinette. Lorsqu'il y avait un enterrement, ils se plaçaient à côté de l'église ou du cimetière et ainsi toute la paroisse était au courant de leur venue. Après la 2e Guerre mondiale, ils prirent demi-pension (souper, nuit, petit déjeuner) à l'hôtel et une place de crèche pour leur cheval. Quelques femmes devenues veuves, telle Mme Nicolas Baudré de Botmeur, furent obligées de porter les sacs de pilhous sur leur dos, les laissant  en dépôt dans une ferme, un voisin les ramassant ensuite avec sa charrette. Quand elle se remaria avec M. Baudré, ils eurent un cheval et une charrette. Mais pour livrer les chiffons à Morlaix à la maison L'Hermite, il fallait monter la route de la montagne, qui n'était alors qu'un chemin défoncé. Aussi fallait-il que leur voisin Lagadec amène son cheval pour les aider, un seul cheval ne suffisant pas. Les Martin de Balanec-Ber, qui allaient dans le sud-est du Finistère et dans le Morbihan mettaient leur charrette sur un bac pour franchir la Laïta entre Clohars-Carnoët et Le Pouldu, au lieu-dit « Bac de Saint-Maurice », désormais remplacé par un pont. Tous ceux qui allaient vers le sud du Finistère faisaient un arrêt à Châteauneuf-du-Faou, tandis que ceux qui allaient vers la presqu'île de Crozon et le pays bigouden s'arrêtaient à l'auberge de « Ty Guen » à la sortie de Brasparts en direction de Pleyben (avant ou après la traversée de la « montagne »).
C'étaient pour la plupart des hommes rudes, durs à l'ouvrage. Des accidents mortels survenaient parfois en tournée : François Marie Martin, encore jeune homme, en fut victime à Malachape dans le Morbihan tout comme Louis Nicolas qui se tua dans un accident à la sortie du bourg de Brasparts. François-Marie Bothorel raconte : «Louis Nicolas a zo bet lazet gant e garr en ur tont dac'h Brasparzh en ur vont trema Menez Mikel eoa un hent don. N'ouson ket, ar marc'h en deus bet aon dirag un dra bennag. Aet e-oa e-barzh un c'horn-tro ha tapet e oa bet dindan e garr »
À Botmeur, chacun des dix « villages » (hameaux) de la commune et même certains lieux-dits isolés comme Ty-Bout ou Ty d'an e'ch avaient leurs pilhaouers. La majorité des familles actuelles de la commune ont au moins un ancêtre pilhaouer. Ils prospectaient surtout le sud du Finistère et la presqu'île de Crozon, quelques-uns cependant allaient dans le Morbihan, tels les Martin et Daniel de Balanec-Ber.

#### L'exploitation de la tourbe
L'exploitation de la tourbe a longtemps été très importante à Botmeur.

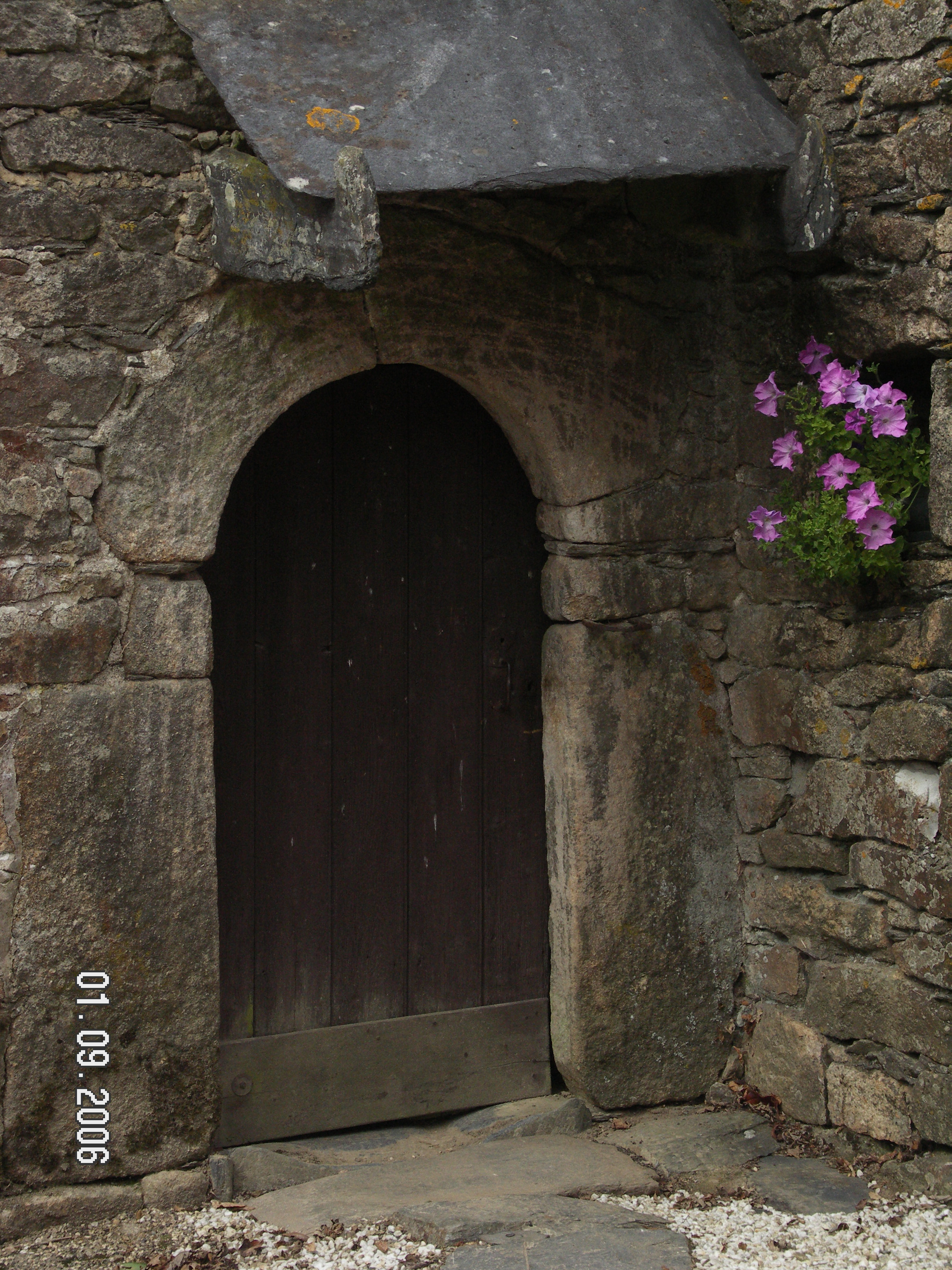
Porte d'entrée avec auvent en ardoise à Ty-ar-Yun.

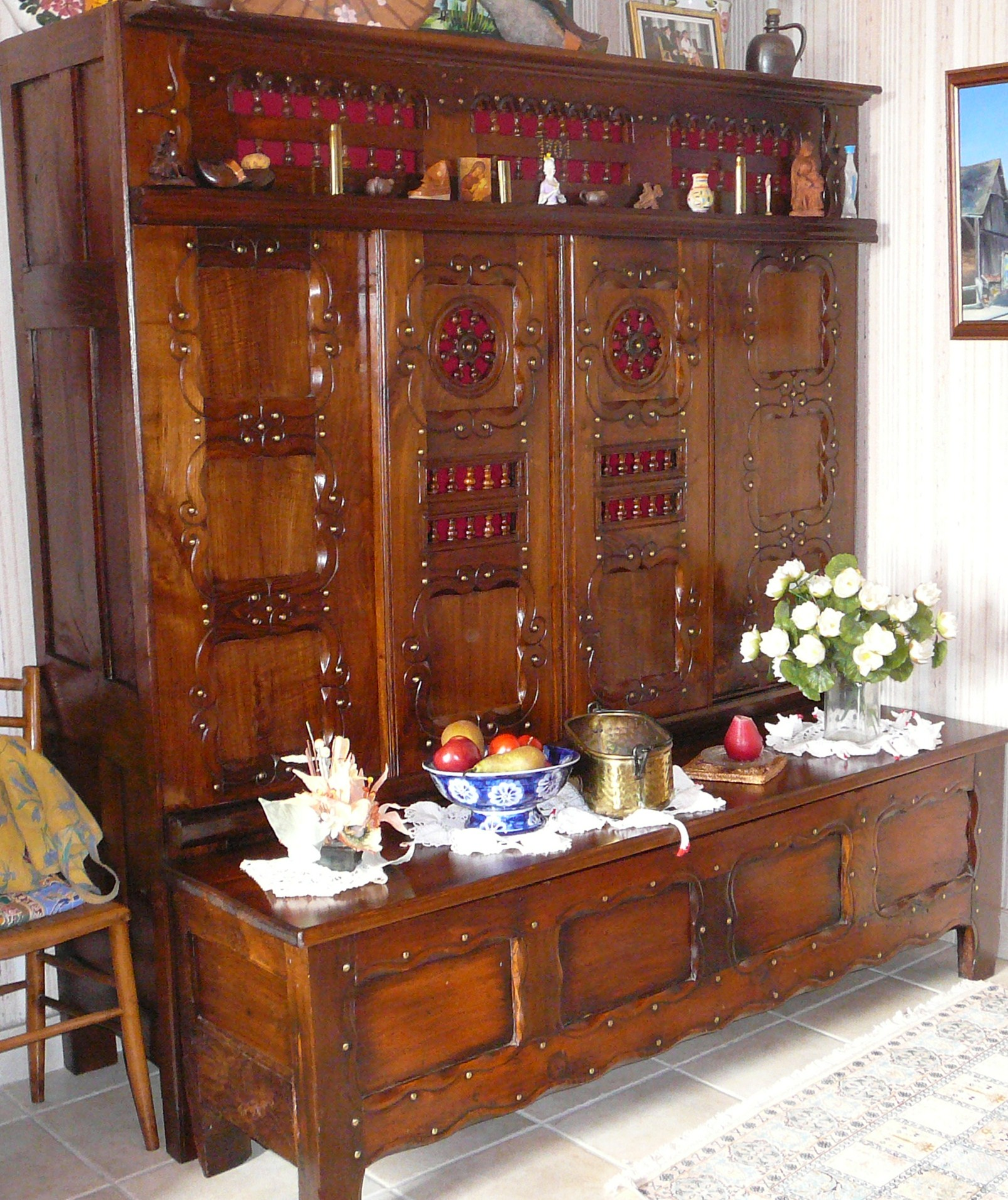
Lit clos réaménagé en buffet et son banc.

#### Commerces et artisanats d'antan
Au XIXe siècle, Botmeur a connu des foires, même si les archives disponibles n'en parlent guère. Selon une délibération du Conseil général du Finistère d'août 1883, la commune obtient que les foires qui se tenaient jusque là les troisièmes mercredis des mois de mai, juillet et septembre soient désormais organisées les derniers vendredis des mêmes mois. L'auberge actuelle de Croix-Cassée est construite en 1903.
Vers 1920, l'on recensait à Botmeur 15 cafés, 13 épiceries, des merceries et marchands de tissus, plusieurs auberges-restaurants, un boulanger, un cordonnier, un maréchal-ferrant, etc., les commerces étaient nombreux, chacun n'ayant qu'un chiffre d'affaires et une clientèle réduite bien entendu même si la population botmeurienne était beaucoup plus nombreuse qu'actuellement. Vers 1950, une dizaine de commerces et artisanats existaient encore. En 2010, deux commerces uniquement subsistent, l'un au bourg, l'autre à Croix-Cassée et quatre artisans : un garagiste, un menuisier, un carreleur et un peintre.

#### Le recul de l'agriculture
Une bonne partie des terres reste inculte, aussi bien dans la « montagne » (lande) que dans le marais (tourbières). Dans une monographie sur Botmeur écrite en 1989, les auteurs écrivent: « Une grande partie des terres est inculte (friches, landes, zones marécageuses, prairies inaccessibles couvertes de joncs, d'aulnes, de ronces…). De plus, la surface agricole exploitable est morcelée à l'extrême (beaucoup de petites parcelles provenant de la succession des héritages), malgré une tentative de remembrement faite après la deuxième guerre mondiale. Cela pose un problème d'exploitation, mais aussi d'ordre juridique. Ainsi, quand un agriculteur désire se porter acquéreur d'un lot, il est bien souvent difficile d'en retrouver le propriétaire. Cela explique en partie la dépopulation dont souffrent Botmeur et les communes avoisinantes ». Désormais il ne subsiste plus qu'une seule exploitation agricole en activité à Botmeur.
En 1955, la commune comptait encore 112 exploitations agricoles, la taille moyenne des exploitations étant inférieure à 4 hectares ! Elles n'étaient plus que 50 en 1967, avec un taille moyenne de 10,2 hectares. En 2009, il n'en subsistait plus qu'une, à Roz-du ; de grande taille certes. Mais l'abandon des terres, tant dans la « montagne » que dans le « marais », a entraîné un enrésinement dans les décennies 1960-1970 et l'essor de la friche sociale depuis.
L'enrésinement des terres agricoles abandonnées dans les décennies 1950-1960 a pris fin. Retraités et migrants pendulaires forment désormais une part importante de la population en raison du manque d'emplois sur place. La commune mise sur l'écotourisme ou tourisme vert (gîtes, randonnées) et est redevenue attractive, y compris pour les Anglais (plusieurs familles ont des résidences secondaires dans la commune et une anglaise est même conseillère municipale) ; les anciennes longères en ruines sont rénovées, des maisons neuves se construisent. Bref, la commune connaît un regain de dynamisme dans un cadre naturel préservé.

#### Vers la modernité
En février 1870, une épidémie de variole semble avoir sévi à Botmeur et La Feuillée si l'on en juge par les réclamations faites par le médecin venu à huit reprises dans ces deux communes pour soigner les « varioleux » en leur injectant de la vaccine.
À deux reprises au moins, en 1876 et 1877, le Conseil général du Finistère refuse la création, demandée par le Conseil municipal, de trois foires annuelles à Botmeur « en raison du nombre déjà suffisant de foires établies dans la région ».

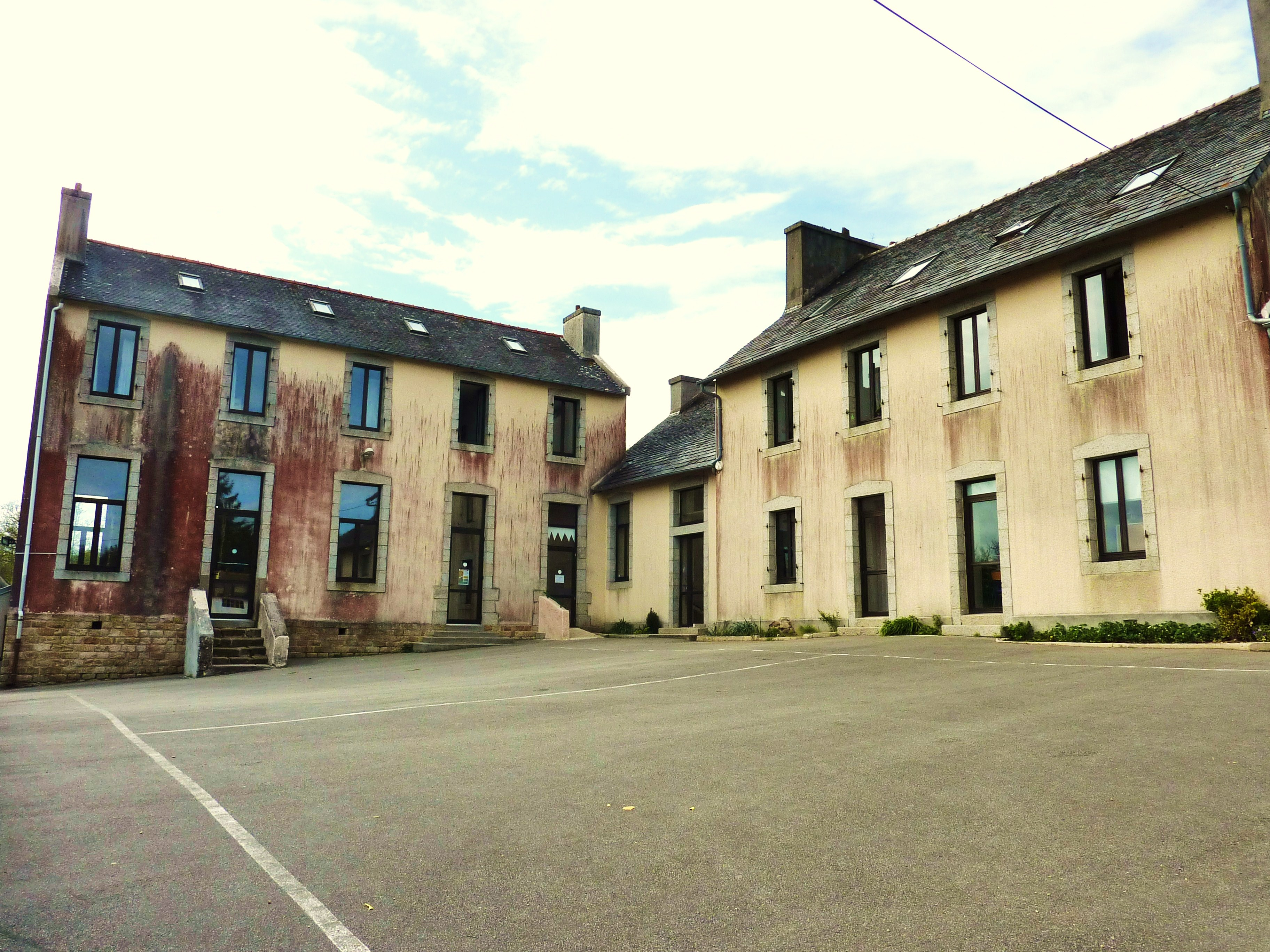
L'école publique de Botmeur fermée en 2010 (désormais transformée en mairie).

Une école de garçons existe déjà vers 1870, installée dans une maison louée, mais elle manque de bancs, de tableau, etc. En août 1880, un rapport du conseil général du Finistère demande la création d'une école de filles à Botmeur, le conseil municipal en refuse l'ouverture dans une délibération de 1882, mais elle a ouvert quelques années plus tard. En 1884 56 élèves fréquentent l'école sur un total de 142 enfants ayant de 5 à 13 ans. La même année est acheté un terrain pour construire une école des garçons, qui ouvre en 1890. Elle compte 93 élèves en 1904 pour une seule salle de 49 m2 et comprend seulement 7 tables à 7 places chacune! Elle est agrandie en 1906 pour permettre la création d'une deuxième classe. En 1914 la création d'une classe enfantine annexée à l'école des garçons est refusée par le Conseil municipal, mais acceptée en 1919 « pour décharger la classe unique de l'école des filles ». L'école est devenue mixte en 1945, même si une école des filles subsiste jusqu'en 1947. En 1964, les élèves ne sont plus que 21, mais le conseil municipal demande « le maintien de la deuxième classe » dont la fermeture est pourtant effective peu après. En 1965, un ramassage scolaire en direction du collège d'enseignement général de Commana est mis en place. Un regroupement pédagogique intercommunal (RPI) est créé en association avec la commune voisine de La Feuillée pendant la première décennie du XXIe siècle, ce qui permet la survie de l'école pendant quelques années, mais, en dépit des efforts pour la maintenir ouverte, l'école ferme en 2010 (7 enfants botmeuriens seulement étaient scolarisés dans le cadre du RPI alors existant, quelques enfants de la commune allant par ailleurs à l'école Diwan ou étant scolarisés dans des écoles d'autres communes). Depuis la rentrée 2010, les enfants sont scolarisés à Commana, un ramassage scolaire étant organisé en direction de l'école primaire et du collège de cette commune.
Les traditions restent plus vivaces qu'ailleurs, comme l'illustre cet extrait du journal La Dépêche de Brest du 13 août 1909 parlant des costumes portés par les hommes lors d'une fête au Huelgoat: « Plus de moutons, plus de laine et moins d'effets en pillou. Ceux-ci sont [désormais] si peu portés qu'aux récentes fêtes de cette ville on ne pouvait voir que deux paysans vêtus de l'antique costume en gloan rouz. Les deux étaient de Botmeur. Et nous devons dire que s'ils étaient regardés, ils étaient loin d'être admirés. Eun habit gloan est résistant mais guère beau : il n'est pas seulement archaïque, il est disparate ».

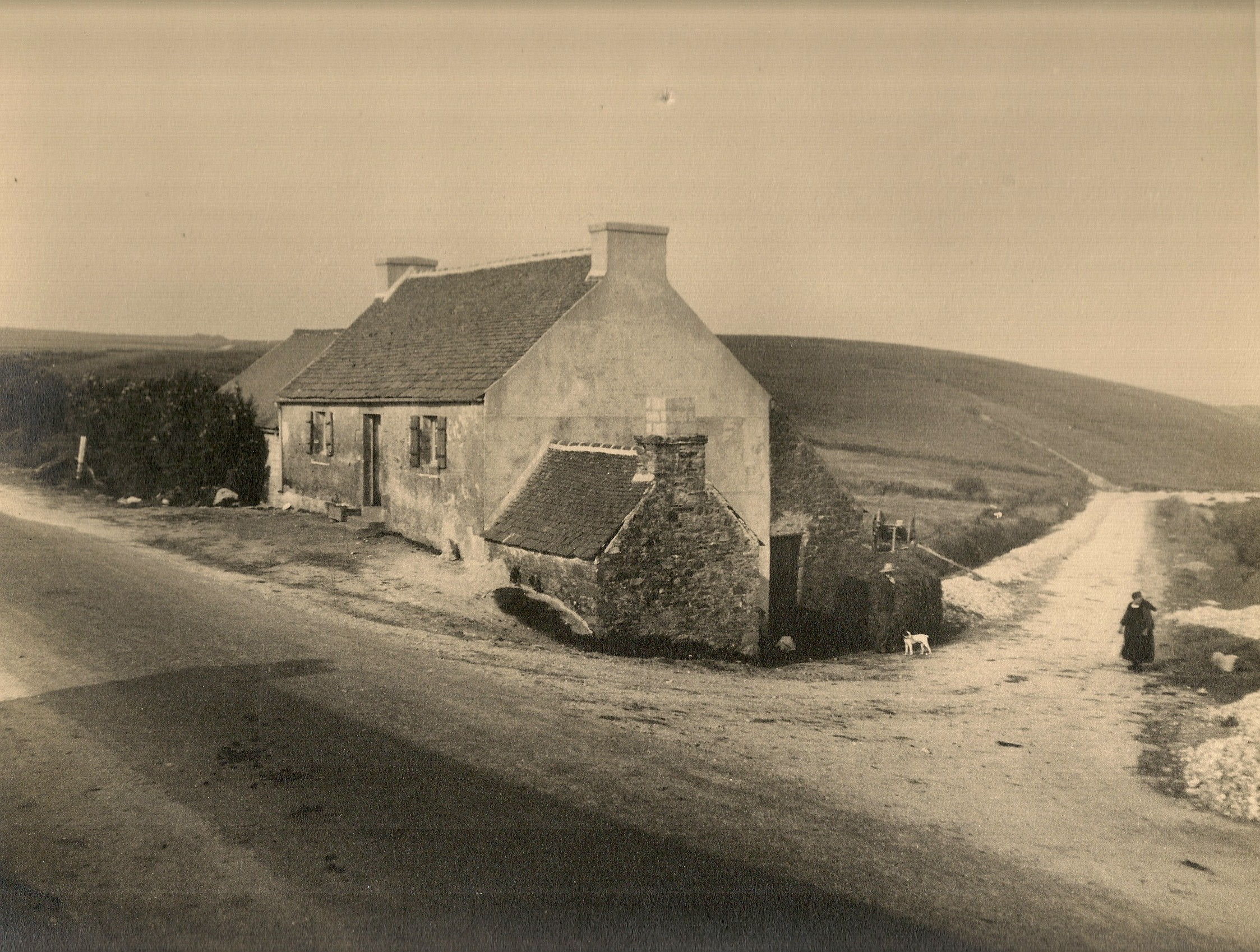
L'auberge de Croix-Cassée en 1937 : la route menant à Botmeur n'est pas encore bitumée mais l'électrification est en cours (poteau électrique couché, pas encore en place).

Une première demande de raccordement au réseau téléphonique est faite en 1913 « considérant les nombreux services que le téléphone pourrait rendre à une population de marchands comme celle de Botmeur et dans une région éloignée de toute voie de communication rapide », mais elle n'aboutit pas. Une nouvelle demande est faite en 1921, la commune s'engageant « à mettre un local  gratuitement pour la cabine téléphonique et à supporter les frais de gérance et de distribution des télégraphes et des avis d'appel téléphonique ». La première recette téléphonique fut alors installée dans le commerce « Chez Angèle ». Ce n'est qu'en 1977 que le téléphone desservit la mairie, ainsi que l'école, et en 1979 qu'une cabine téléphonique publique est installée.
Le conseil municipal refuse en 1930 la construction d'un réseau communal de distribution électrique en raison de son coût élevé « considérant que l'amortissement d'un emprunt aussi élevé serait une lourde charge pour un faible budget », l'électrification commence en décembre 1936 (église et presbytère) et s'achève rapidement : Botmeur a été la première commune du Finistère à être totalement électrifiée avant même la seconde guerre mondiale. La construction d'une nouvelle mairie (la précédente se trouvait dans un bâtiment mitoyen de 'angle sud-ouest de l'école), implantée au carrefour de la route de la « Montagne », est décidée en 1936 ; cette mairie est désaffectée depuis la fin de l'année 2010.
Botmeur ne fut jamais desservi par le rail, mais le Conseil municipal soutient en 1909 la création de la voie ferrée allant de Rosporden à Plouescat via La Feuillée et demande en 1910 la création d'une halte ferroviaire à Roc'h Trevezel car « la gare prévue à La Feuillée se trouve à une distance de 5 km du bourg de Botmeur et la partie sud-ouest de la commune en est encore plus éloignée» et proteste en 1930 contre le projet de fermeture de la ligne.
Le désenclavement routier de la commune se fit progressivement : en 1936, l'empierrement suivi du bitumage de la seule route départementale desservant Botmeur, la D 42 allant de Saint-Rivoal à La Feuillée, permet au conseil municipal de demander le passage de cars par Botmeur pour la ligne Brest-Huelgoat-Carhaix ainsi qu'un arrêt obligatoire à Croix-Cassée pour la ligne Quimper-Morlaix de la compagnie SATOS « considérant que Botmeur n'est desservi par aucune ligne » jusqu'à présent. La ligne Huelgoat-Brest ferma dès 1960, l'autre en 1968.
Longtemps les hameaux (« villages » dans le vocabulaire local) n'ont été desservis que par de très mauvais chemins se transformant souvent en véritables bourbiers. Des routes à chaussée empierrée et à profil modernisé sont peu à peu construites: en 1930 est prise la décision de construite la route menant à Kernévez « pour faciliter les transports et aussi pour la propreté du village et l'hygiène »; en 1932, le Conseil municipal approuve le projet de construction d'une route reliant Balanec-ber à Botcador, permettant à ce dernier village d'être enfin convenablement raccordé au reste de la commune. Les autres routes donnant accès aux différents villages sont progressivement bitumées dans les décennies 1960-1970, ainsi que la « route de la montagne » permettant un accès plus rapide en direction de Morlaix et la « route du Libist » donnant accès au lac Réservoir de Saint-Michel. Par contre le projet de construction d'une route reliant directement Botmeur à Brennilis pour remplacer celle qui a été ennoyée lors de la création du lac n'a jamais abouti, malgré les demandes réitérées du Conseil municipal en ce sens.
En 1959, la création d'un réseau d'adduction d'eau est décidée selon un programme triennal, avec un captage d'eau communal et la construction d'un château d'eau.
En 1974 est créé le terrain communal de camping-caravaning. Une convention d'occupation du camping  est signée par la société des patronages laïques municipaux de Brest avec la commune de Botmeur, ce qui permet aussi la construction de la salle municipale Fanch Abgrall. Des chalets, servant de gîtes, sont construits en 1999 par la communauté de communes du Yeun-Elez près du camping municipal et un bâtiment d'accueil pour les randonneurs et les pêcheurs inauguré à proximité en 2010.
Pendant l'été 1976 un grave incendie brûla la végétation des Monts d'arrée et du Yeun Elez, notamment sur la commune de Botmeur; un autre incendie est survenu en juin 1996. 
En 1997 (réseau électrique) et 1999 (réseau téléphonique) est décidée la mise en souterrain de ces réseaux dans le bourg de Botmeur. Une première tranche d'un réseau d'assainissement collectif, avec construction d'une station d'épuration, a été mise en service en 2010.

### LeXXIesiècle

#### Les incendies de l'été 2022
Les incendies de l'été 2022 ont ravagé la partie des Monts d'Arrée avoisinant Botmeur ainsi que le marais du Yeun Elez. Dans la nuit du 18 au 19 juillet 2022 la population de la commune dût être évacuée ; des écarts comme celui de Croix-Cassée et des hameaux, notamment celui de Bot-Cador, furent particulièrement menacés.
L'ère du numérique
En octobre 2019, un pylône 4G est érigé à la suite du classement de la commune en "zone blanche centre-bourg" pour la téléphonie mobile. En mai 2023, le raccordement à la fibre optique devient possible. Ces deux équipements marquent l'achèvement du désenclavement numérique de Botmeur. 

### Héraldique
| Blason de Botmeur | Blason  | D'argent au lion de gueules, accompagné de quatre mouchetures d'hermine de sable posées une en chef, une à dextre, une à senestre, et une en pointe. |
| Blason de Botmeur | Détails | En janvier 2008, le maire a fait part de la décision du conseil municipal de créer un blason communal inspiré en partie des armoiries de la famille de Botmeur (qui portait "Ecartelé aux I et IV d'or au lion de gueules, et aux II et III d'argent au lion de gueules" et avait pour devise « Délivrez-moi de la gueule des lions »), représentant « un lion de gueules sur fond argenté avec quatre hermines ». Ce blason a été créé par André Martin. Le statut officiel du blason reste à déterminer. |

## Politique et administration

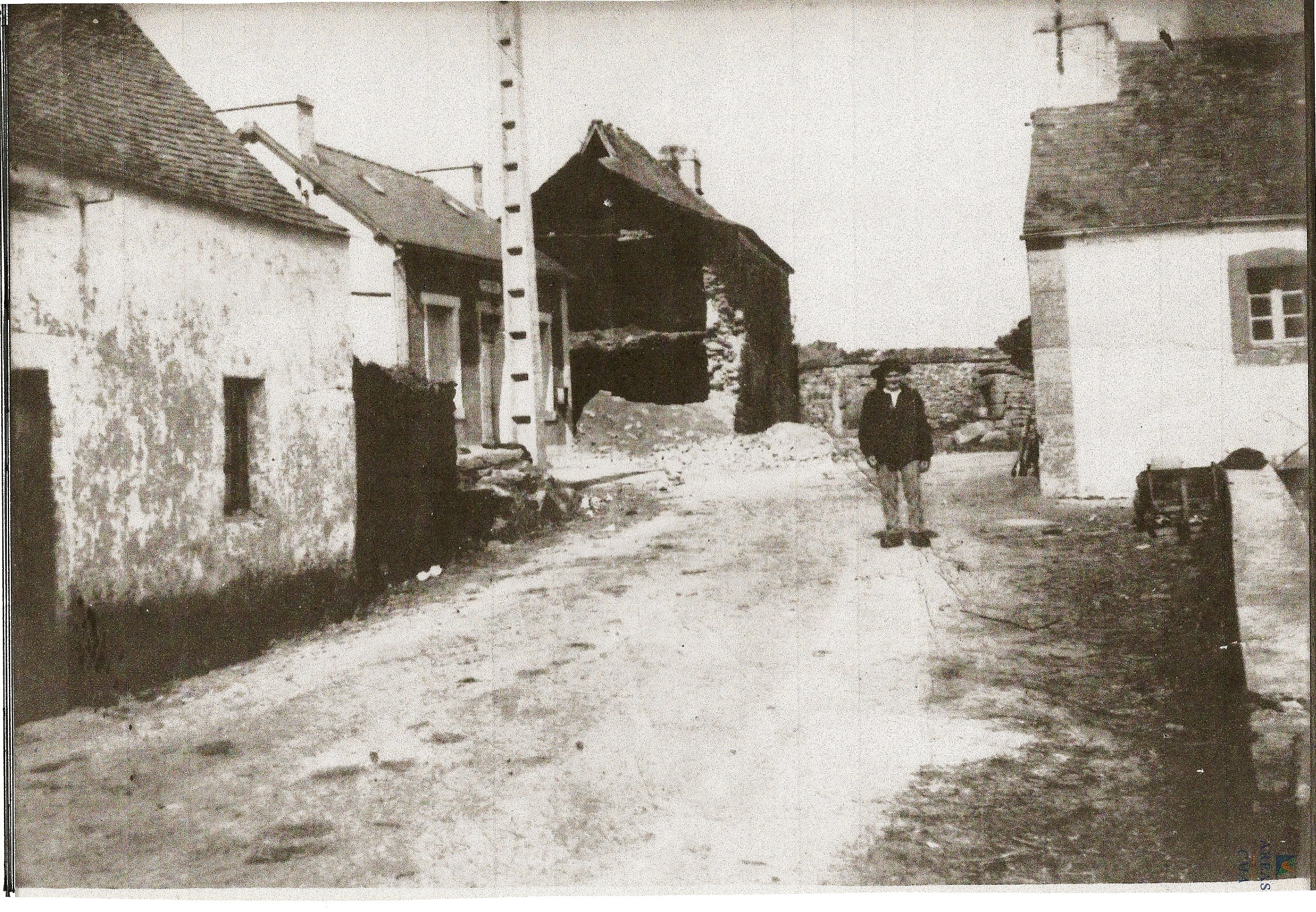
La mairie et l'ancien presbytère (disparu depuis) vers 1937. L'électrification est alors en cours.

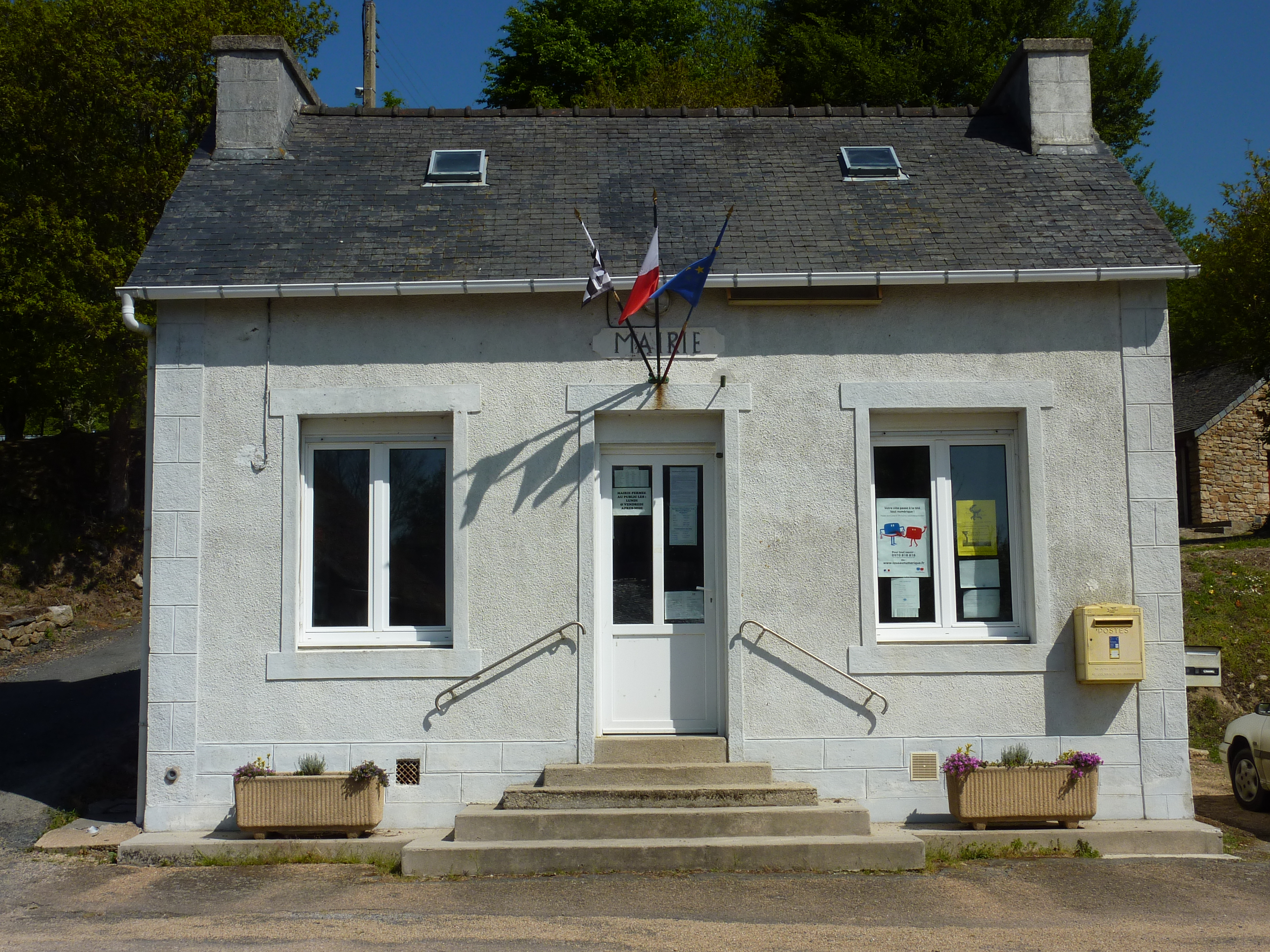
La mairie jusqu'en 2010.

## Démographie
L'évolution du nombre d'habitants est connue à travers les recensements de la population effectués dans la commune depuis 1851. Pour les communes de moins de 10 000 habitants, une enquête de recensement portant sur toute la population est réalisée tous les cinq ans, les populations de référence des années intermédiaires étant quant à elles estimées par interpolation ou extrapolation. Pour la commune, le premier recensement exhaustif entrant dans le cadre du nouveau dispositif a été réalisé en 2004.

En 2022, la commune comptait 227 habitants, en évolution de +7,08 % par rapport à 2016 (Finistère : +2,16 %, France hors Mayotte : +2,11 %).
| 1851 | 1856 | 1861 | 1866 | 1872 | 1876 | 1881 | 1886 | 1891 |
| ---- | ---- | ---- | ---- | ---- | ---- | ---- | ---- | ---- |
| 605  | 690  | 744  | 796  | 808  | 819  | 840  | 794  | 806  |

| 1896 | 1901 | 1906 | 1911 | 1921 | 1926 | 1931 | 1936 | 1946 |
| ---- | ---- | ---- | ---- | ---- | ---- | ---- | ---- | ---- |
| 807  | 818  | 811  | 787  | 706  | 687  | 619  | 557  | 500  |

| 1954 | 1962 | 1968 | 1975 | 1982 | 1990 | 1999 | 2004 | 2006 |
| ---- | ---- | ---- | ---- | ---- | ---- | ---- | ---- | ---- |
| 417  | 333  | 277  | 236  | 196  | 191  | 214  | 227  | 230  |

| 2009 | 2014 | 2019 | 2022 | - | - | - | - | - |
| ---- | ---- | ---- | ---- | - | - | - | - | - |
| 228  | 213  | 218  | 227  | - | - | - | - | - |

Selon la pétition de 1779 adressée à l'évêque de Quimper, les Botmeuriens étaient alors plus de 250 communiants, chiffre très incertain et difficile à interpréter.
La commune de Botmeur n'ayant été détachée de Berrien qu'en 1851, la population n'est recensée qu'à partir de cette date. Auparavant, les habitants étaient dénombrés en tant qu'habitants de Berrien. Lors du recensement de 1856, Botcador est le village le plus peuplé de la commune avec 113 habitants, devançant Balanec-ber (104), Creisquer (102), Ty ar Yun (87), le bourg qui n'arrive qu'en 5e position avec 80 habitants, devançant Roc'h ar C'hézec (40), Traon (39), Kerbarguen (39), Roz Du (29), le Salou (22), Ty Bout (18), le Manoir (10) et enfin la Métaierie (7).
Après avoir s'être accrue de 30 % de 1851 à 1881, année d'apogée démographique avec 840 habitants, la commune subit un important exode rural tout au long du XXe siècle, perdant les trois-quarts de sa population entre 1891 et 1990.
Le minimum démographique étant atteint en 1990, une légère reprise démographique est constatée depuis.
La densité de population à Botmeur n'est que de 16,9 habitants par km2 en 2006 (contre 20,3 en 1968).
D'après le recensement de 2006, 33,9 % des femmes et 20,8 % des hommes de Botmeur étaient âgés de 65 ans et plus ; 24,1 % des Botmeuriennes et 22,6 % des Botmeuriens avaient de 0 à 19 ans. Le vieillissement de la population est ainsi nettement perceptible. De 1998 à 2007, Botmeur a connu 27 décès et 20 naissances et enregistre donc un solde naturel négatif, en partie compensé par un solde migratoire positif depuis 1975 alors qu'il était régulièrement négatif antérieurement.

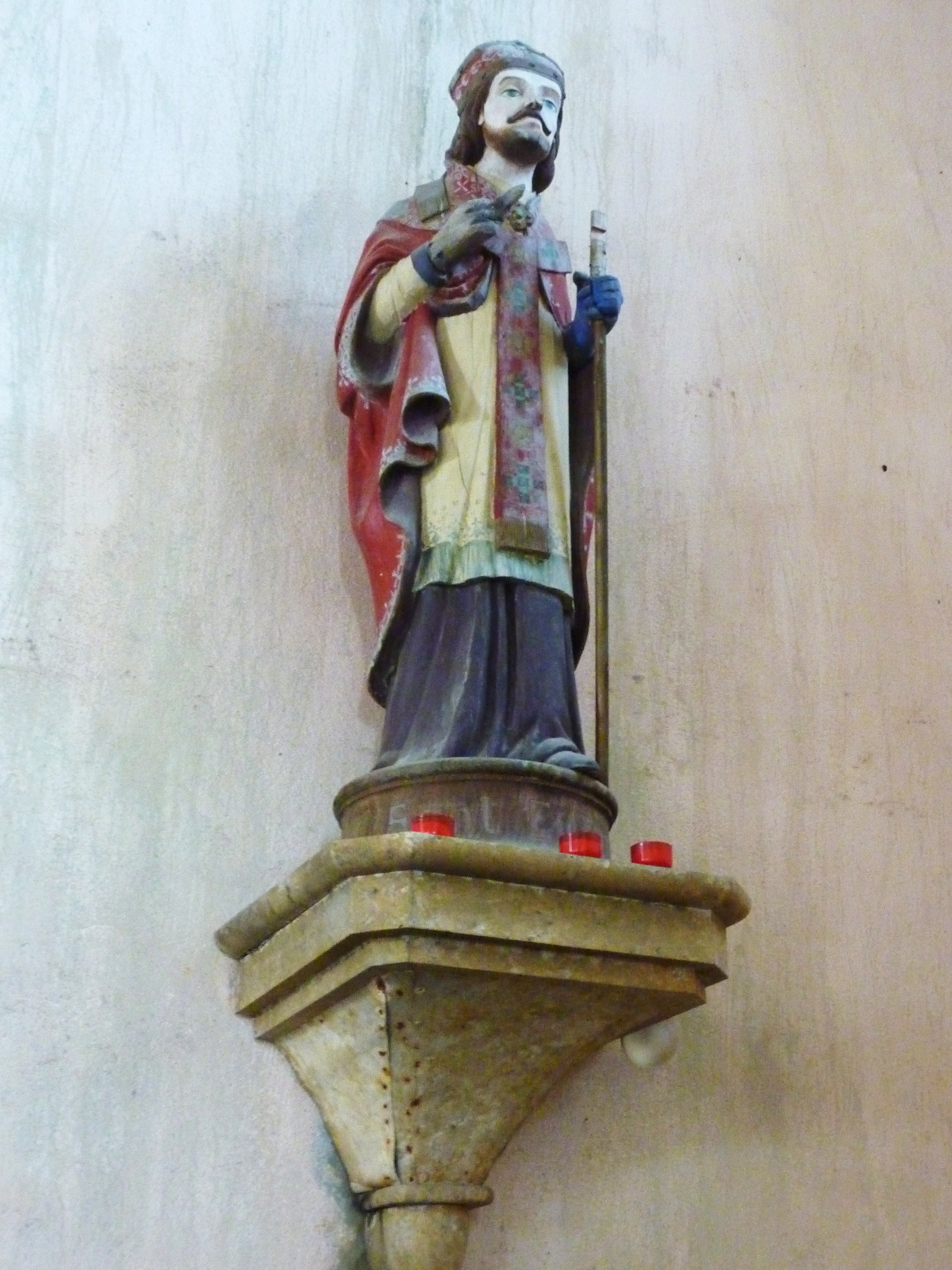
Église paroissiale : statue de saint Eutrope.

La faiblesse démographique explique la fermeture de l'école - classe unique depuis plusieurs années - en 2010 en dépit des efforts vains pour la maintenir ouverte.

## Monuments et sites
- L'église Saint-Eutrope-et-Saint-Isidore[123] est consacrée au culte de saint Eutrope, saint d'origine charentaise et de saint Isidore.

L'édifice actuel a remplacé l'ancienne chapelle seigneuriale en forme de croix latine, datant du XVIe siècle, qui occupait le cimetière à la place de l'actuelle entrée. Sa bénédiction fut faite le 25 mars 1909. Après l'incendie du 9 juin 1934, l'église a été restaurée et consacrée le 25 mars 1935. Cette église moderne est due aux plans de Charles Chaussepied et comprend une nef de quatre travées avec bas-côtés et clocher-mur et un chœur accosté de deux chapelles. Le maître-autel semble être du XVIIIe siècle. L'autel de droite est dédié à saint Eutrope. À l'autel de gauche, on voit un tableau sur bois de la Sainte Vierge, tenant l'Enfant Jésus. On y trouve des statues anciennes de saint Eutrope et de la Vierge-Mère. La chaire à prêcher possède un abat-voix en granit. Un ancien bénitier en granit a aussi été conservé.
Un « Christ en croix », œuvre du sculpteur landernéen Roland Doré et datant de 1640 y est conservé (il fut offert en 1909 lors de l'inauguration de l'église par le comte de Bourbon-Parme qui habitait alors au château de Quillien en Pleyben. Le grand crucifix en bois date de la fin du XVIIe ou du début du XVIIIe siècle : il se trouvait dans la salle du réfectoire du séminaire de Quimper et fut offert à la paroisse de Botmeur vers 1976 lors de la fermeture de ce séminaire.

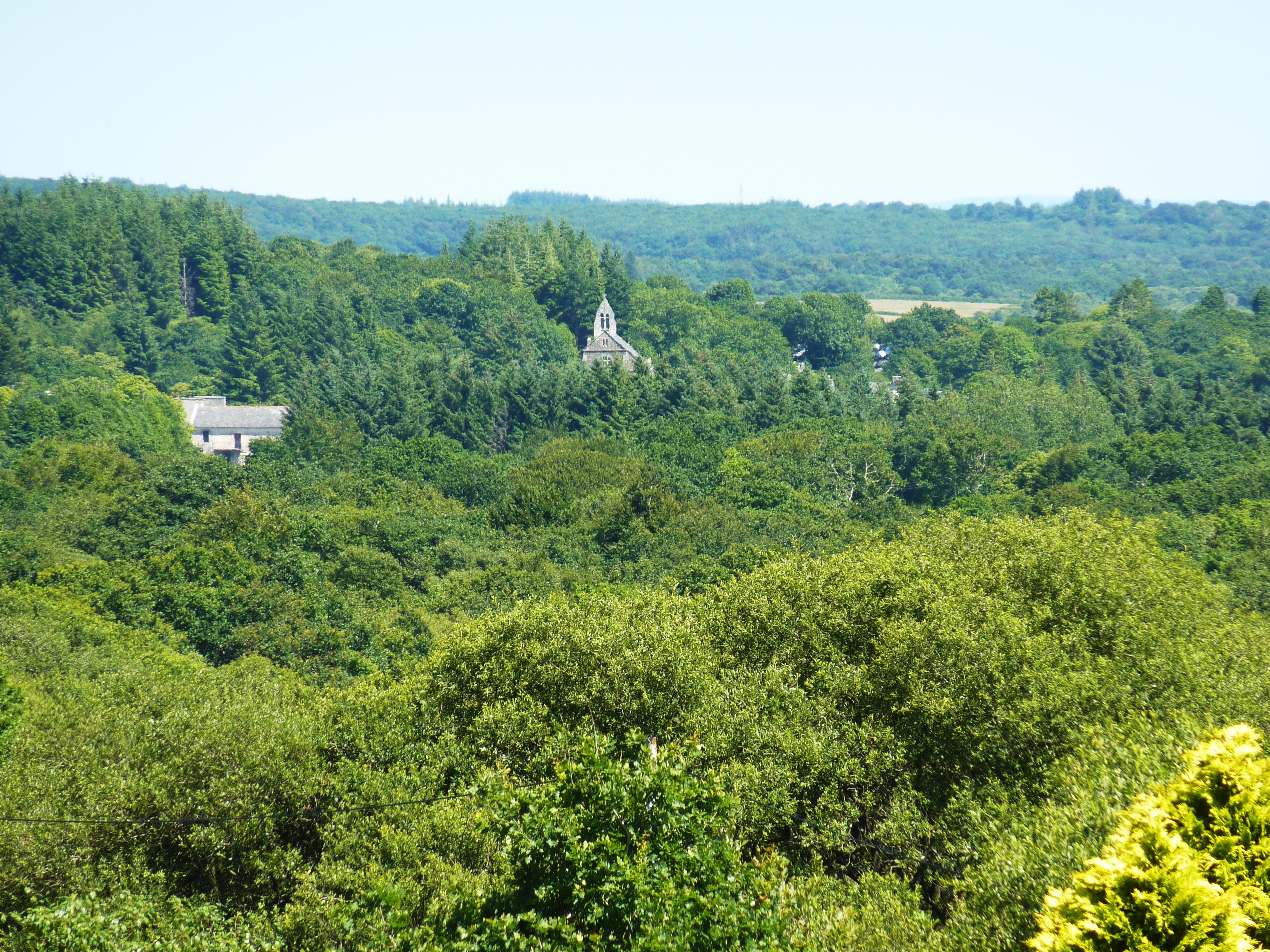
L'église de Botmeur (vue depuis Croix-Cassée).
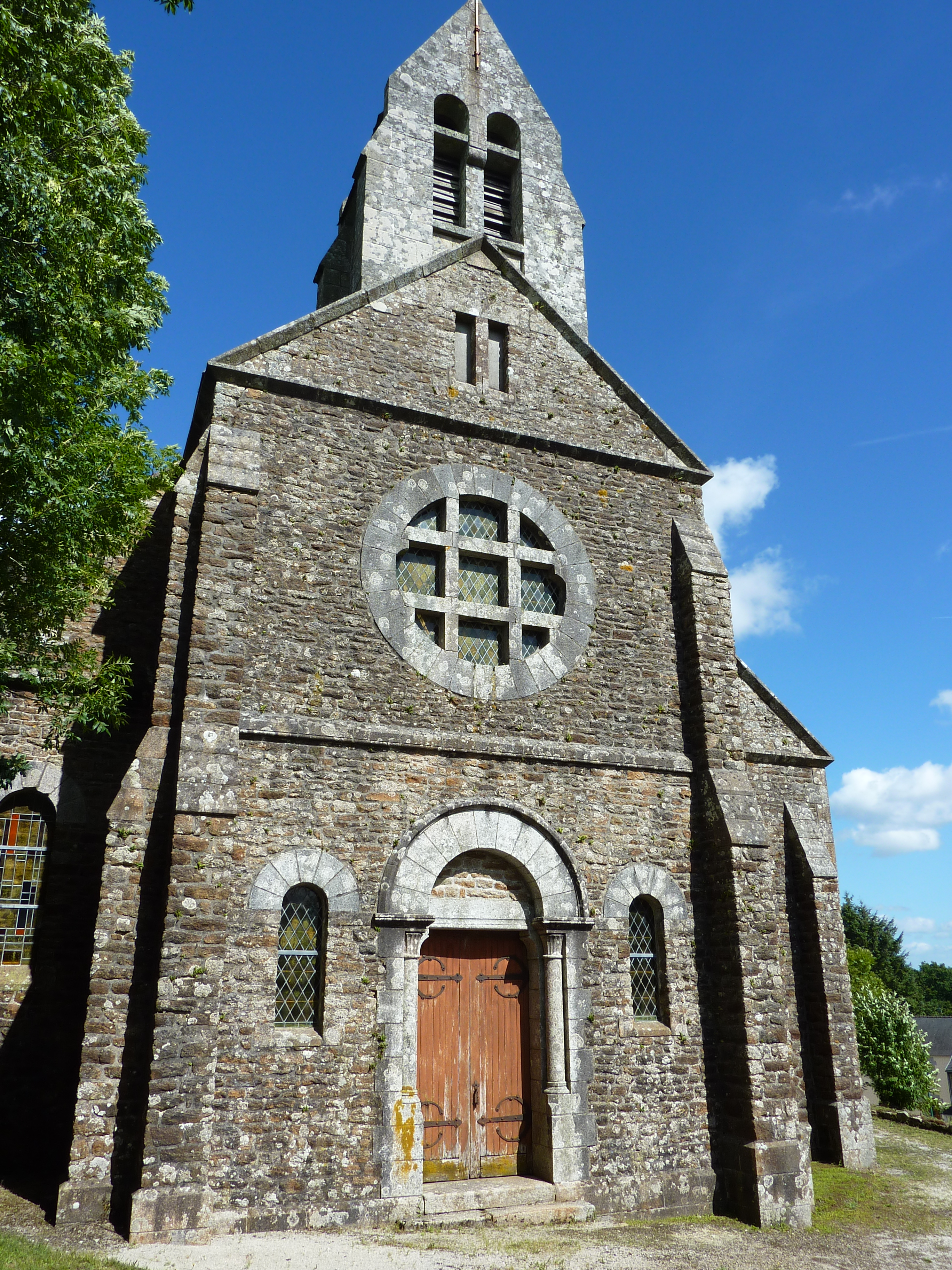
Le portail ouest de l'église paroissiale.
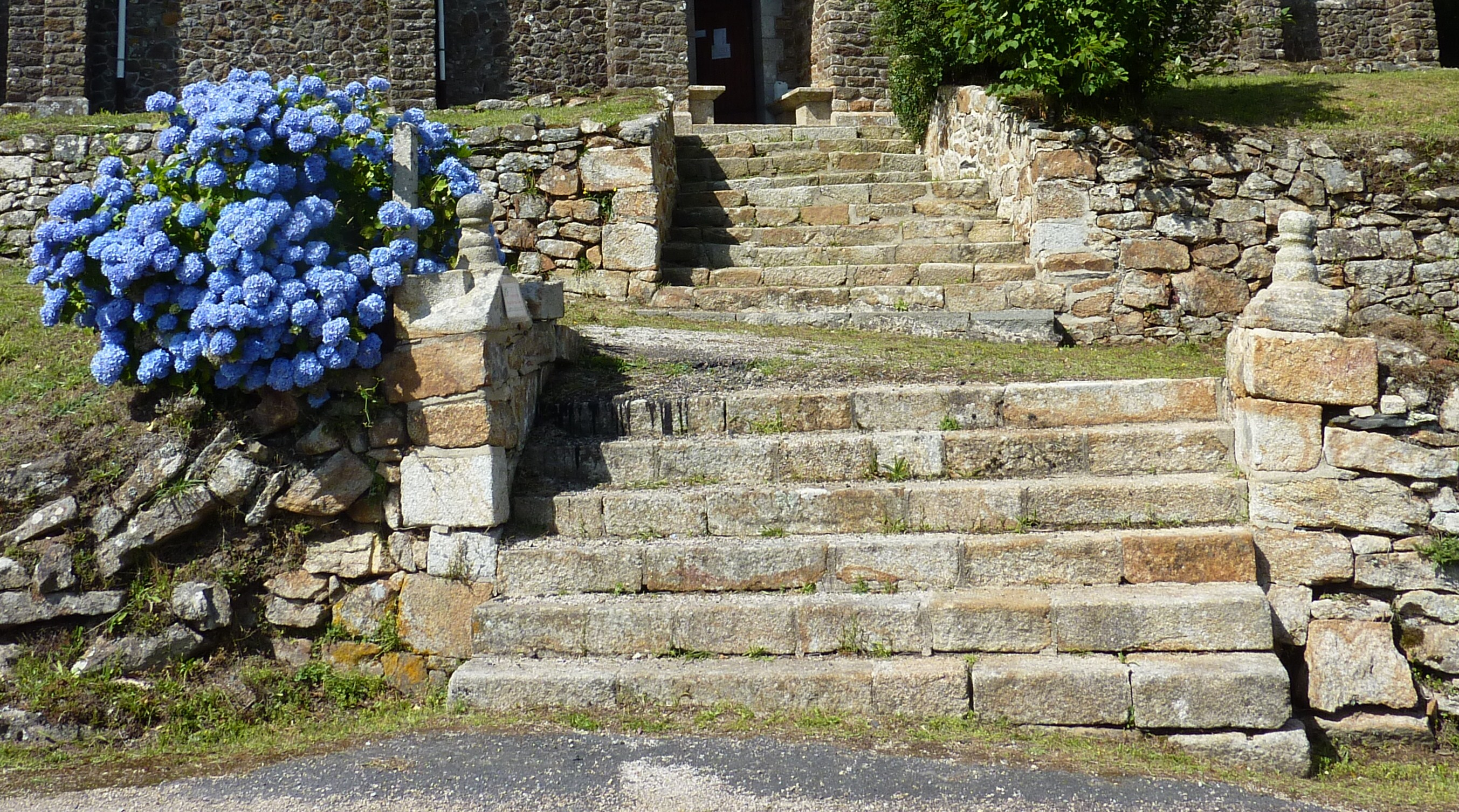
Escalier menant à l'église.
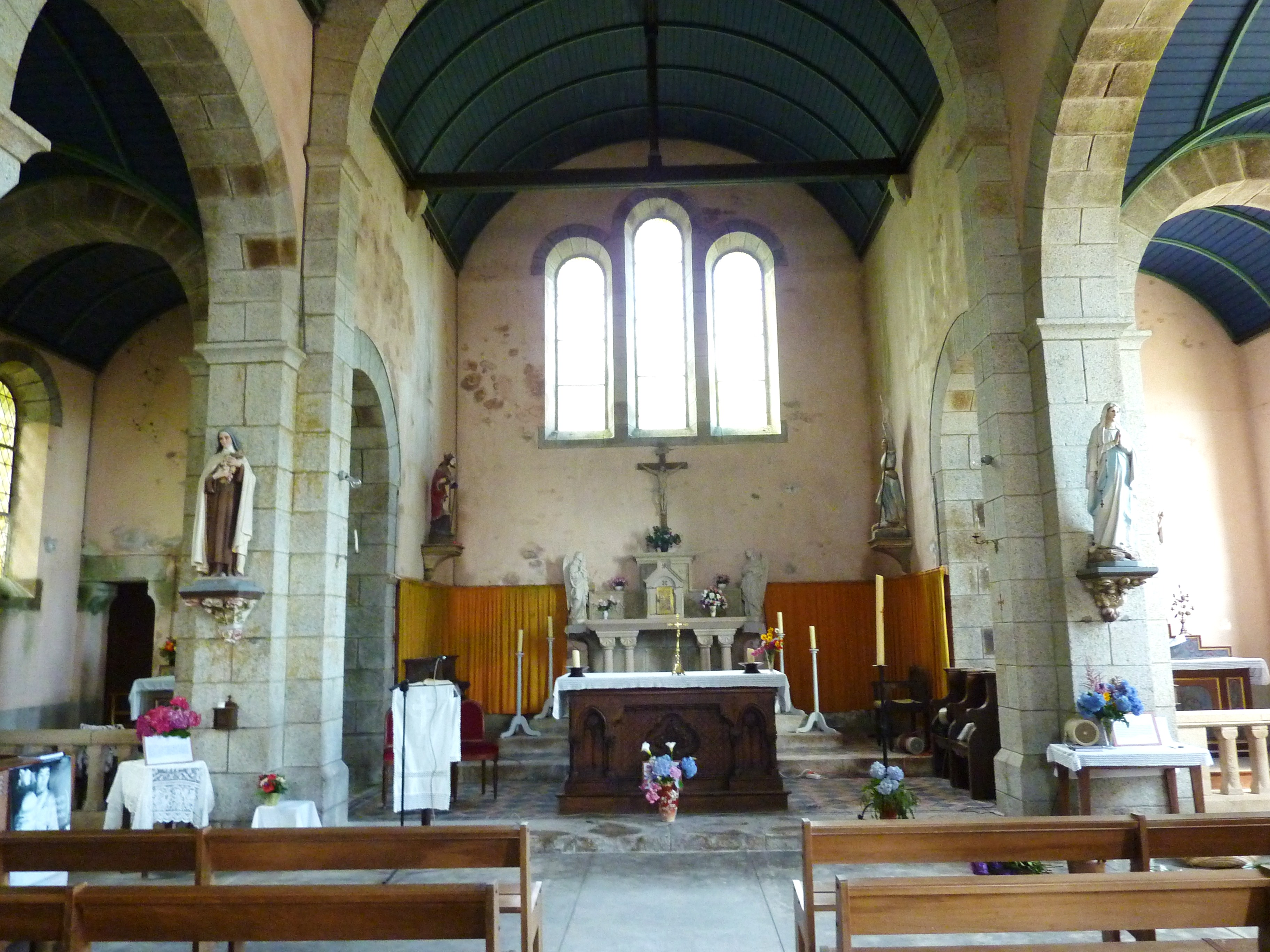
L'église paroissiale : le chœur.
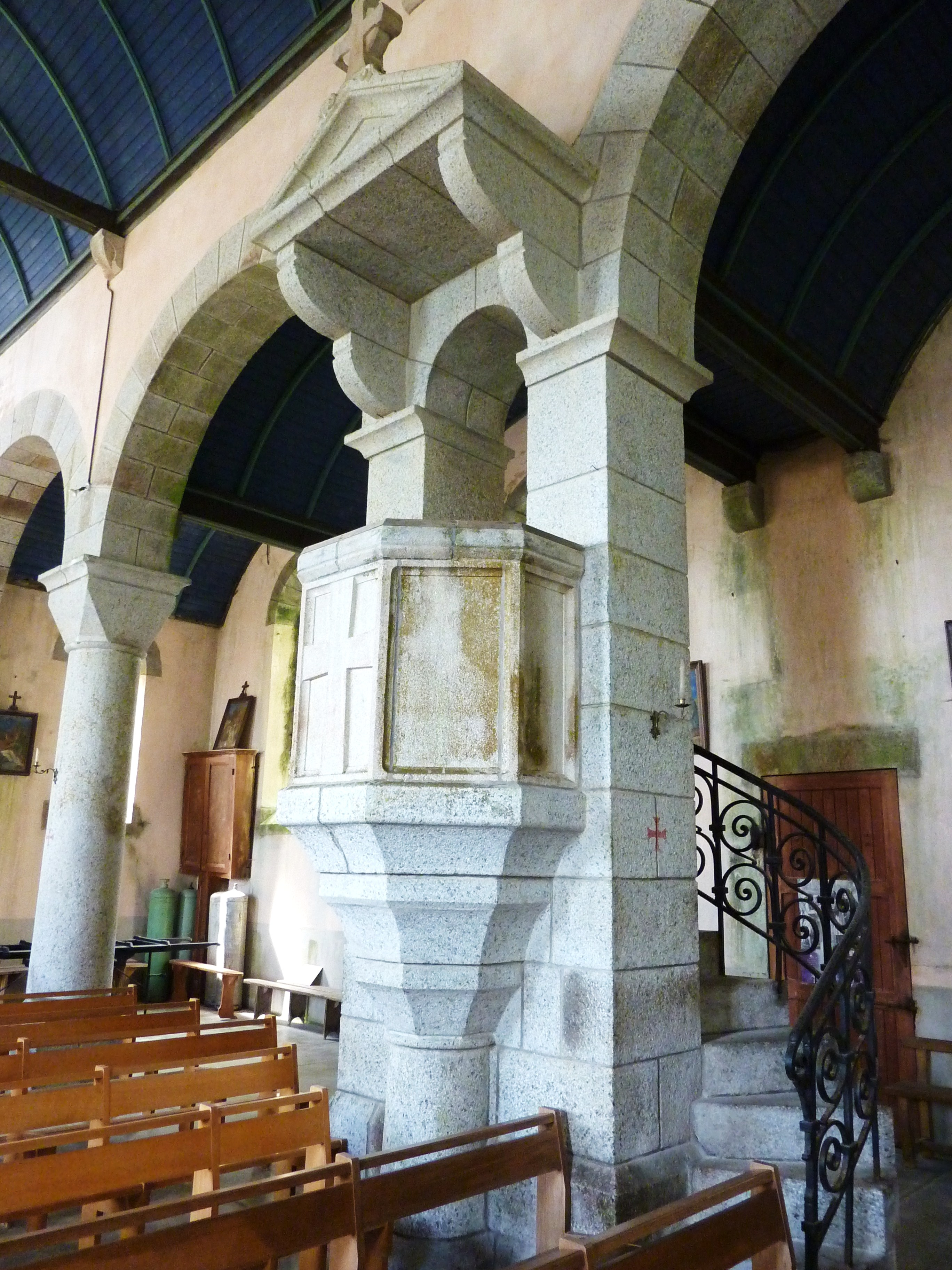
L'église paroissiale : chaire à prêcher.
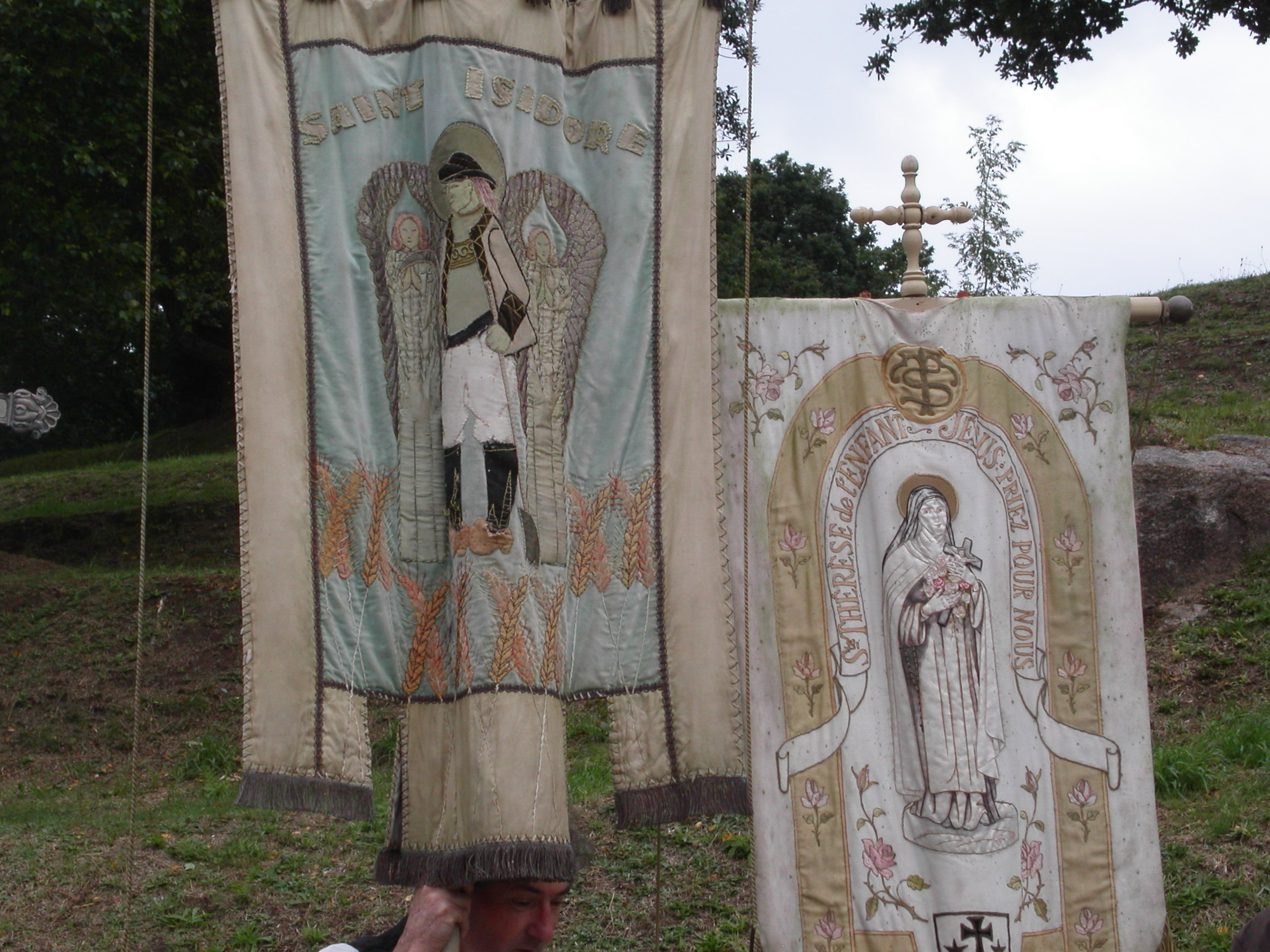
Bannières de procession (saint Isidore et sainte Thérèse de l'Enfant Jésus).
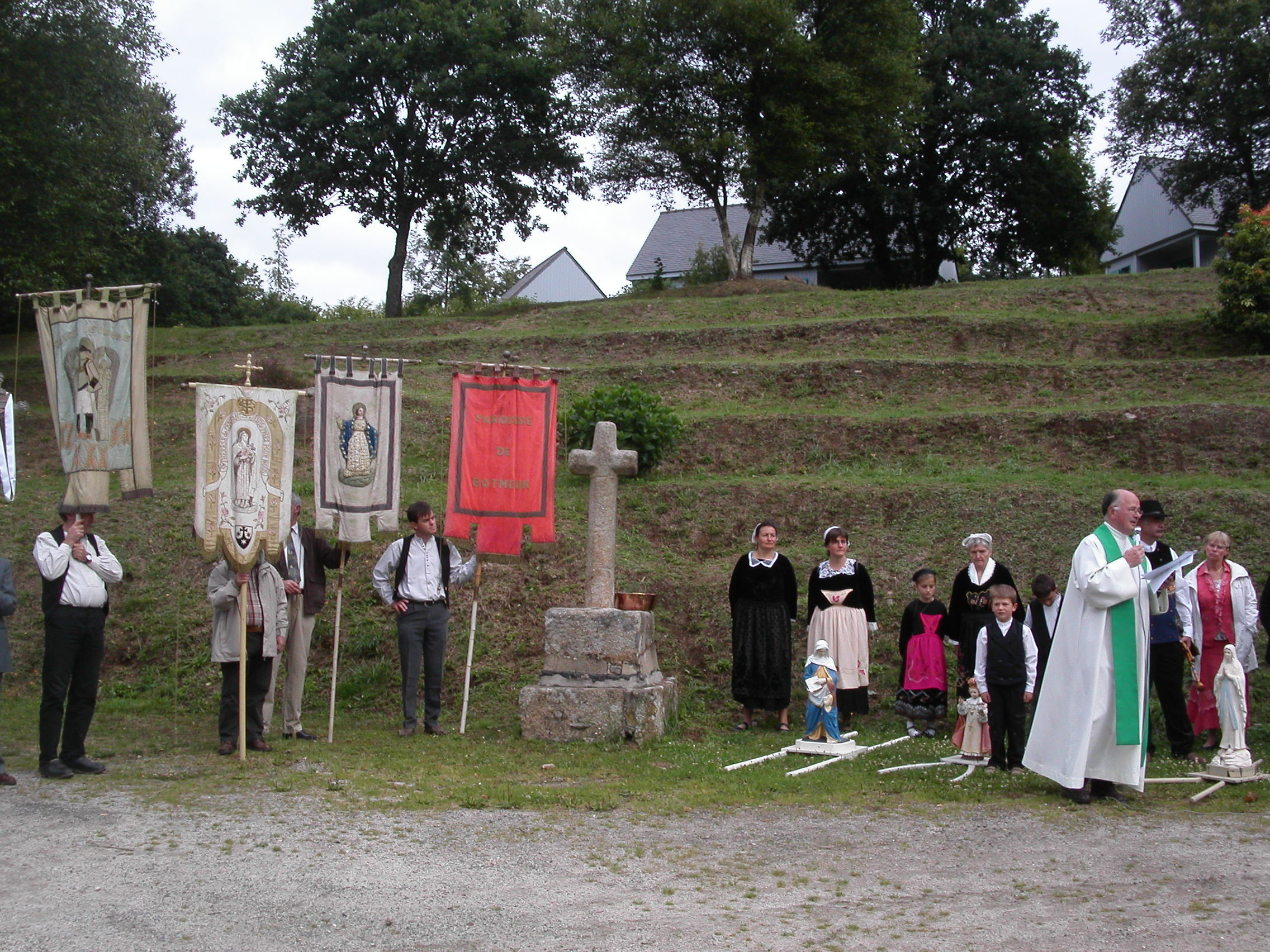
Pardon près de la croix du XVIIe siècle en 2009.

- Les vestiges du manoir de Botmeur (XVe siècle) au Salou, ancienne propriété de la famille seigneuriale des Botmeur, puis des De La Marche. Le bâtiment subsistant est en fait l'écurie du manoir.
- La croix du bourg, située sur le parking près de la mairie, devant le terrain de camping, en granite, date du XVIIe siècle.
- La croix du cimetière (mission de 1933) est en pierre de kersanton.
- Lavoirs et fontaines  (XIXe siècle) : Balanec-Ber ; Kerbaguen ; Traon (Lapig) ; Bodcador...
- Le « puits du déserteur » au Creisquer (1815).
- Les villages (hameaux dans le vocabulaire local) : Ty-ar-Yun ; Balanec-ber ; Kreisker ; Roc'h-ar-C'Hézec ; Botcador ; Roz-Du ; Kerbarguen.
- Une croix, disparue, existait aussi au carrefour du chemin de Brasparts à Morlaix avec le chemin menant à Botmeur. Dénommée « La Croix Bothorel » en 1540 par Jehan de Botmeur, elle se trouvait très exactement au carrefour du chemin menant au Ménez Kador. Pendant la Révolution française probablement, la croix fut brisée, puis disparut complétemant, mais le lieu-dit a conservé son souvenir (« Croix-Cassée », Croas-Torred)[66].

L'Association Addes, dont le siège est désormais dans l'ancienne mairie de Botmeur, propose de nombreuses randonnées commentées et animées, sur des thèmes environnementaux ou s'inspirant des légendes locales.
L'association Yeun Iliz, fondée en février 2012, œuvre pour la restauration et la mise en valeur de l'église, celle-ci ayant souffert de problèmes d'humidité et nécessitant donc quelques travaux.

## Événements
Fête locale (pardon de Saint-Eutrope) : 3e dimanche de juillet.
La commune de Botmeur a accueilli l'édition 2014 du Multison, l'un des plus importants rassemblements des amateurs de musique tekno du Grand Ouest.

## Légendes
Le veneur infernal raconte l'histoire du Sire de Botmeur, de la création de la cuvette du Yeun Elez et de la chapelle du sommet du mont Saint-Michel de Brasparts.

## Personnalités liées à la commune

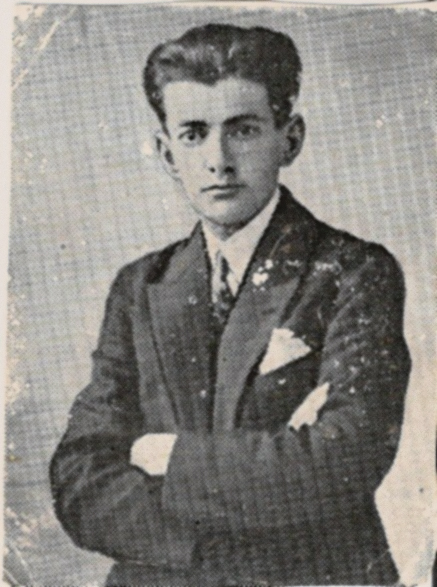
Portrait de François [Fanch] Abgrall.

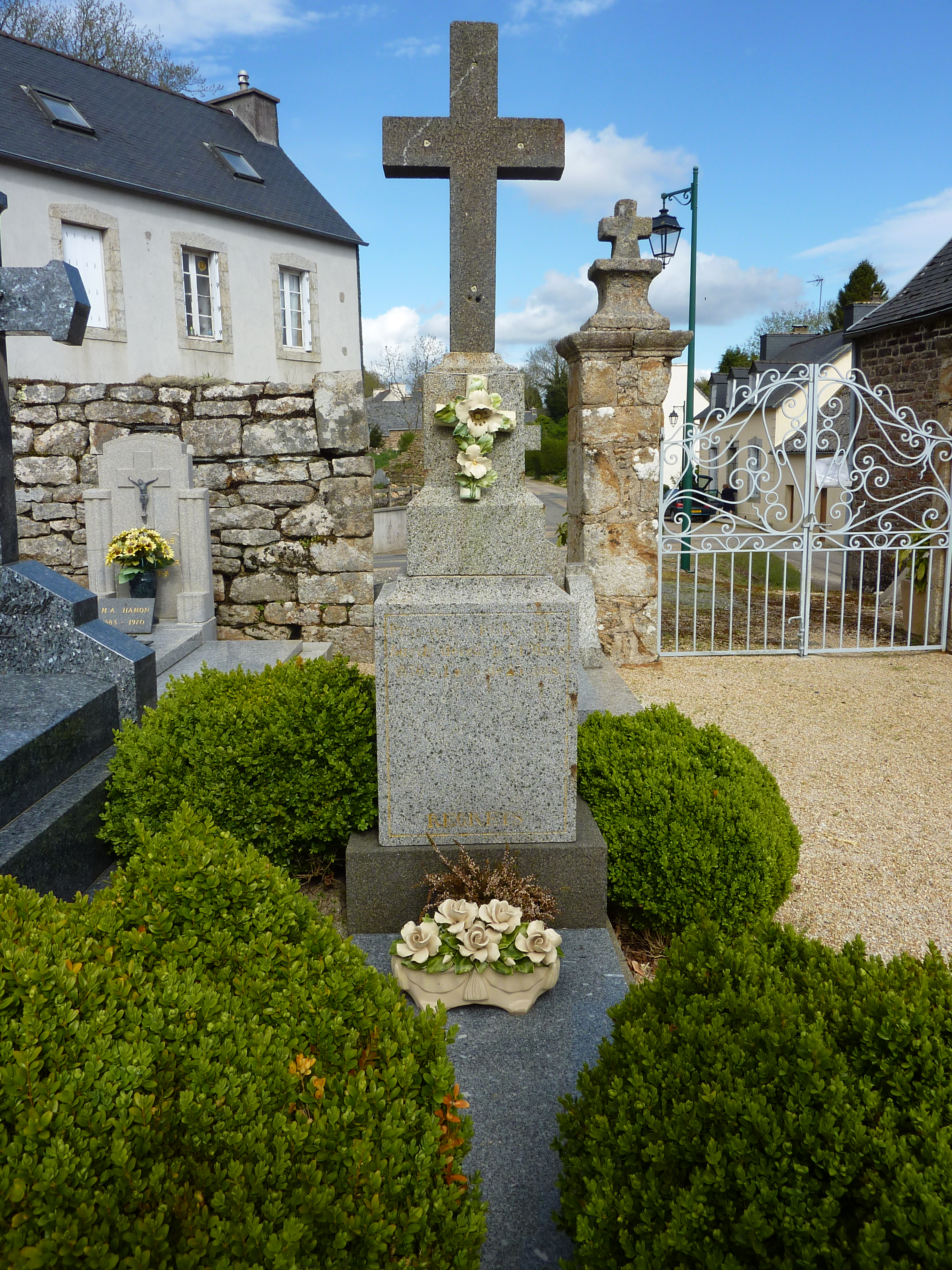
La tombe de Fanch Abgrall et les quatre buis l'entourant, symboles des bardes.

- Jean-François de La Marche, né en 1727, peut-être à Botmeur, était le plus jeune des huit enfants de Françoys Louis De La Marche et Marie Anne Du Botmeur. Dernier évêque de Saint-Pol-de-Léon, il fut surnommé Escop ar patates car il contribua au développement de la culture de la pomme de terre dans le Léon. Il obtint le 15 juin 1779 de l'évêque de Quimper le droit de célébrer le culte paroissial à Botmeur. Émigré en Angleterre pendant la Révolution française.
- François Abgrall (Fanch Abgrall), poète, barde et écrivain de langue bretonne et française, né à Botmeur en 1906 et décédé à Botmeur en 1930 à l'âge de 23 ans.
- Xavier Grall, a fait de nombreux séjours brefs à Balanec-ber en Botmeur. Il parle de Botmeur et du Yeun Elez dans plusieurs de ses poèmes, par exemple dans « Marais de Yeun Elez ».